# الشيعة
الشِّيْعَة هم ثاني أكبر طائفة من المسلمين. عُرِفُوا تاريخيًا بـ«شيعة علي» أو «أتباع علي». غالبًا ما يشير مصطلح الشيعة إلى الشيعة الاثنا عشريّة لأنها الفرقة الأكثر عددًا ولكنها تُطلق كذلك على فرق شيعيّة أخرى كالإسماعيلية والزيدية. يرى الشيعة الاثنا عشرية أن عليًا بن أبي طالب هو وأحدَ عشر إمامًا من ولده (من زوجته فاطمة بنت النبي محمد) هم أئمةٌ معصومون مُفترضو الطاعةِ بالنص السماوي في الحديث النبوي، وأنّهم المرجعُ الرئيس للمسلمين بعد وفاة النبي. يتناقض هذا الرأي بشكل أساسي مع وجهة نظر الإسلام السني، الذي يعتقد أتباعه أن النبي لم يعين خليفة قبل وفاته ويعتبرون أبا بكر الذي عيّنته مجموعة من كبار المسلمين خليفةً عبر الشورى في سقيفة بني ساعدة هو الخليفة الشرعي الأول وقد قبل علي نفسه خلافة أبي بكر ولم يتمرد عليها. يُطلق الشيعة على أبناء علي بن أبي طالب اسم الأئمَّة أو الخُلفاء الذين يجب اتِّباعهم دون غيرهم طبقًا لأمر من النبي محمد حسب اعتقادهم في بعض الأحاديث مثل حديث المنزلة، وحديث الغدير الذي يقول «اللهم من كنت مولاه فعَليٌّ مولاه، اللهم والِ من والاه وعادِ من عاداه وانصرْ من نصرَه وأعِنْ مَن أعانَه»، في حين يرى أهل السنة وبعض الشيعة بأن الموالاة في الحديث تعني المحبة والمودة وترك المعاداة وليس الخلافة والحكم، وحديث الخلفاء القرشيين الاثنا عشر، وحديث الثقلين المنقولة عن النبي محمد بنصوص مختلفة والذي يستدلّون به على غيرهم من خلال وجوده في بعض كتب بعض الطوائف الإسلامية التي تنكر الإمامة وهو كالتالي: «إني تارك فيكم الثقلين كتاب الله وعترتي أهل بيتي ما إن تمسكتم به لن تضلوا بعدي؛ أحدهما أعظم من الآخر؛ كتاب الله حبل ممدود من السماء إلى الأرض وعترتي أهل بيتي ولن يتفرقا حتى يردا على الحوض فانظروا كيف تخلفوني فيهما». وحديث مدينة العلم الذي يقول «أنا مدينة العلم، وعلي بابها، فمن أراد المدينة فليأت الباب». كما يحتجون بتأخر علي بن أبي طالب عن مبايعة أبو بكر كدليل على رفضه لما حدث في سقيفة بني ساعدة وأنه يرى أن الخلافة في أهل البيت، وقد خاض الشيعة صراعات وحروب مع مخالفيهم من المسلمين طوال التاريخ الإسلامي، بسبب إعتقادهم أن الحاكم يجب أن يكون من أهل البيت، وأن أهل البيت تعرضوا للمظلومية من قبل الصحابة، والأمويين، كما قام الشيعة بالثورات على الحكام السنة من أجل حماية ونشر مذهبهم بين المسلمين.

## أصل التسمية

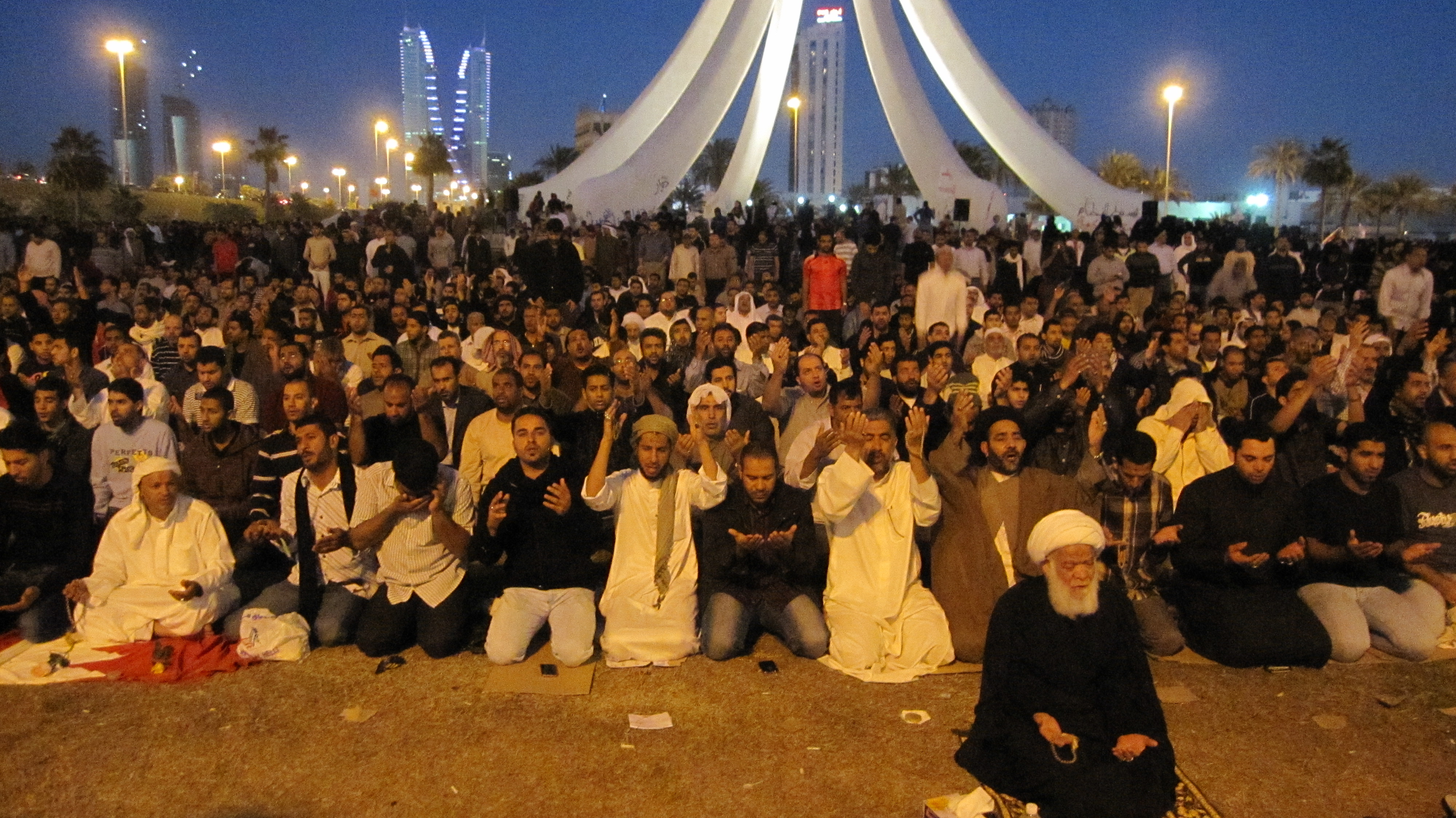
صلاة الشيعة.

الشيعة لغةً هم الأتباع والأعوان. اُخذت من الشياع والمشايعة بمعنى المتابعة والمطاوعة. قال ابن منظور: الشيعة كلُّ قومٍ اجتمعوا على أمر فهم شيعة. وكلّ قوم أمرهم واحد يتبع بعضهم رأي بعض فهم شيعة، والجمع شِيَع. وقد غلَب هذا الاسم على من يَتَوالى عَلِيًا وأَهلَ بيته. ورد لفظ شيعة في القرآن الكريم في العديد من الآيات بمعانٍ مختلفة منها ﴿وَإِنَّ مِنْ شِيعَتِهِ لَإِبْرَاهِيمَ ۝٨٣﴾ [الصافات:83]
على مدار التاريخ الإسلامي، أُطلِقَتْ لفظةُ «شيعة» على العديدِ من الحركاتِ الإسلاميةِ مثل شيعة عثمان وشيعة معاوية وغيرهم. إلا أنّ لفظة الشيعة وحدها تعتبر عَلماً لشيعة علي ومُتّبعيه. يرى الشيعةُ أن أصل التسمية ورد في حديث لمحمد بن عبد الله نبي الإسلام في حياته. حيث سأله علي بن أبي طالب عن خير البرية فأجابه: «أنت وشيعتك». لذلك يعتقدُ الشيعة أنَّ التشيعَ لم يظهرْ بعد وفاةِ مُحمّدٍ بل هو الإسلام الحقيقي الذي بعث به محمد. وقد ورد هذا الحديث بروايات مختلفة في كتب الشيعة وبعض المذاهب الإسلامية الأخرى.

## التاريخ

### النشأة

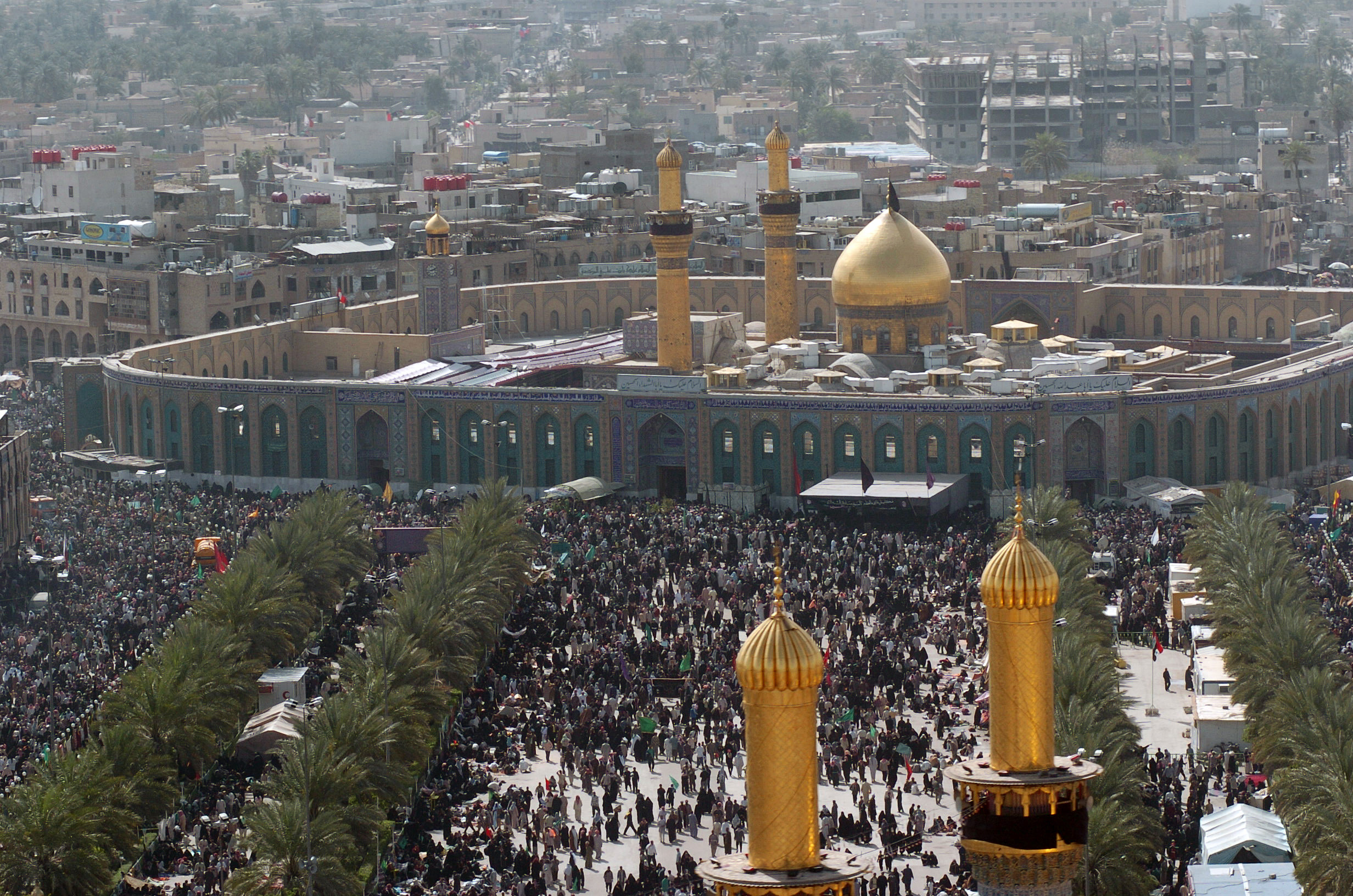
المعزين في كربلاء في يوم الأربعين الحسيني.

يؤمن الشيعة أن التشيع هو الإسلام ذاته، ويتبناه الشيعة أنفسهم حيث يرون أن المذهب الشيعي أصلا لم يظهر بعد الإسلام. ويرون أن المسلم التقي يجب أن يتشيع ويوالي علي بن أبي طالب، وأنه ركن من أركان الإسلام. عند نزول الآية: ﴿إِنَّ الَّذِينَ آمَنُوا وَعَمِلُوا الصَّالِحَاتِ أُولَئِكَ هُمْ خَيْرُ الْبَرِيَّةِ ۝٧﴾ [البينة:7]،
ويؤمنون أن النبي أكد قبل موته في يوم غدير خم حينما حج حجة الوداع، حيث جمع المسلمين وكانوا أكثر من مئة ألف، وأعلن الولاية لعلي من بعده حيث ورد في الحديث بعبارات مختلفة أن النبي قال:
| الشيعة | من كنتُ مولاه فعليّ مولاه، اللهم والِ من والاه، وعادِ من عاداه | الشيعة |

كما يرون أن الطوائف الإسلامية الأخرى هي المستحدثة ووضعت أسسها من قبل الحكام والسلاطين وغيرهم من أجل الابتعاد عن الإسلام الذي أراده النبي محمد في الأصل. يستدل الشيعة بالآية: ﴿يَا أَيُّهَا الرَّسُولُ بَلِّغْ مَا أُنْزِلَ إِلَيْكَ مِنْ رَبِّكَ وَإِنْ لَمْ تَفْعَلْ فَمَا بَلَّغْتَ رِسَالَتَهُ وَاللَّهُ يَعْصِمُكَ مِنَ النَّاسِ إِنَّ اللَّهَ لَا يَهْدِي الْقَوْمَ الْكَافِرِينَ ۝٦٧﴾ [المائدة:67]. ولذا، يخالف الشيعةُ بعضَ المؤرخين في أن التشيع بدأ بعد وفاة النبي محمد.
بعد وفاة النبي محمد، اجتمع الصحابة في سقيفة بني ساعدة لاختيار الخليفة في غياب وجوه بني هاشم، أبرزهم علي بن أبي طالب والعباس بن عبد المطلب اللذان كانا يجهزان النبي للدفن أثناء انعقاد السقيفة، وحسب المؤرخين فإن السقيفة انتهت باختيار أبو بكر بن أبي قحافة خليفة حسب إجماع من المجتمعين في السقيفة من المهاجرين والأنصار. بعد السقيفة بدأت مجموعة صغيرة من الصحابة منهم أبو ذر الغفاري وعمار بن ياسر والمقداد بن عمرو والزبير بن العوام تجتمع في بيت علي بن أبي طالب معترضة على اختيار أبو بكر، يعتبر الشيعة الصحابة الذين يرون أحقية علي بن أبي طالب هم أفضل الصحابة وأعظمهم قدراً.

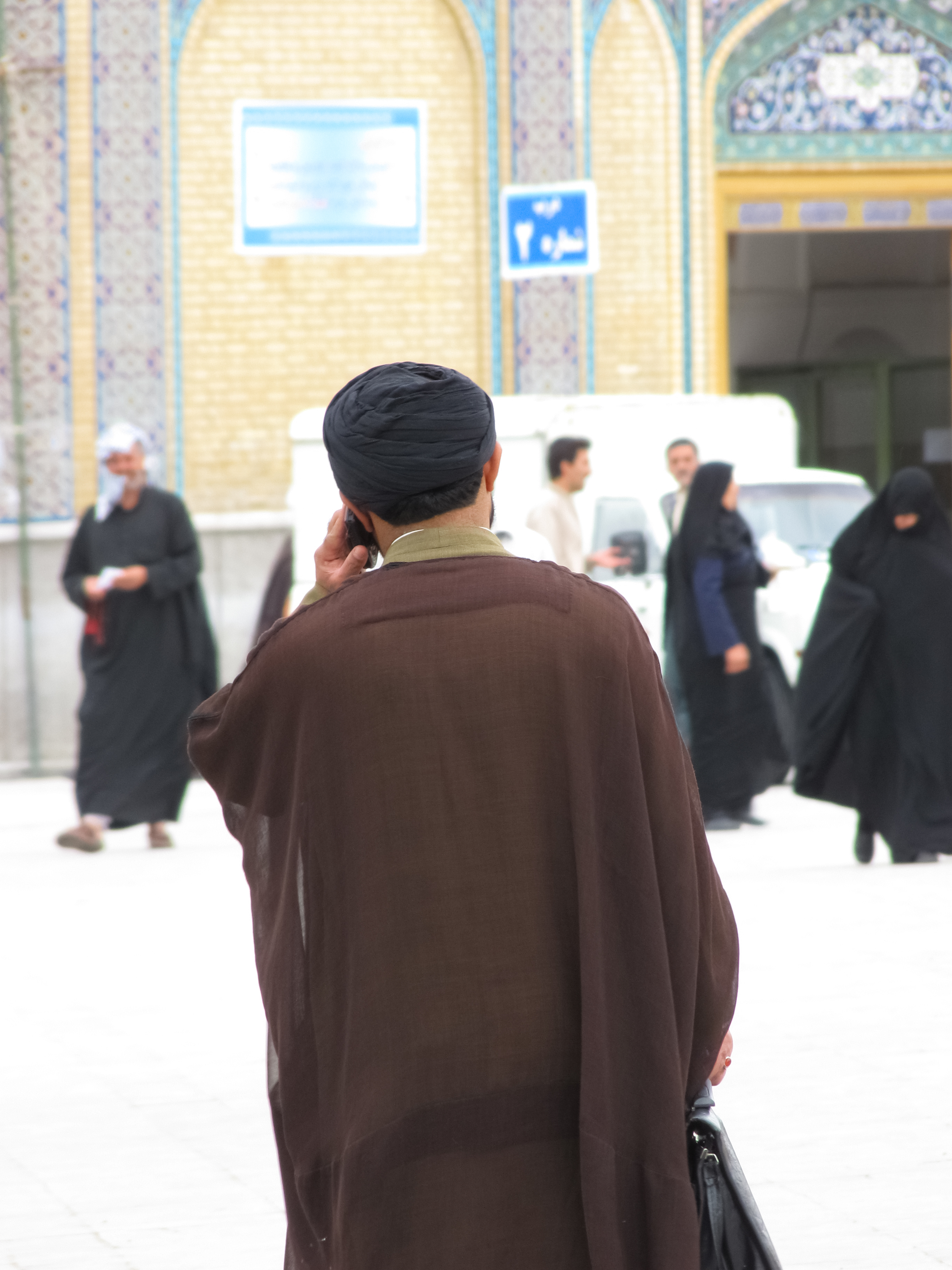
رجال الدين الشيعة في مدينة قم المقدسة، إيران.

ويرى البعض أنه بعد أن تطور الأمر في عهد عثمان بن عفان الخليفة الثالث حيث أدت بعض السياسات التي يقوم بها بعض عماله في الشام ومصر إلى سخط العامة وأعلن بعض الثائرين خروجهم على عثمان وبدؤوا ينادون بالثورة على عثمان، وبالرغم من أن علي بن أبي طالب نفسه حاول دفعهم عن الثورة وحاول أيضا من جهة أخرى تقديم النصح لعثمان بن عفان لإنقاذ هيبة دولة الإسلام إلا أن عثمان قتل في النهاية على يد الثائرين. وبعد ذلك اجمع المسلمون على الالتفاف حول علي بن أبي طالب يطلبون منه تولي الخلافة. وهنا يأخذ الفكر منعطفا جديدا حيث أن علي بن أبي طالب أصبح حاكما رسميا وشرعيا للأمة من قبل أغلب الناس.

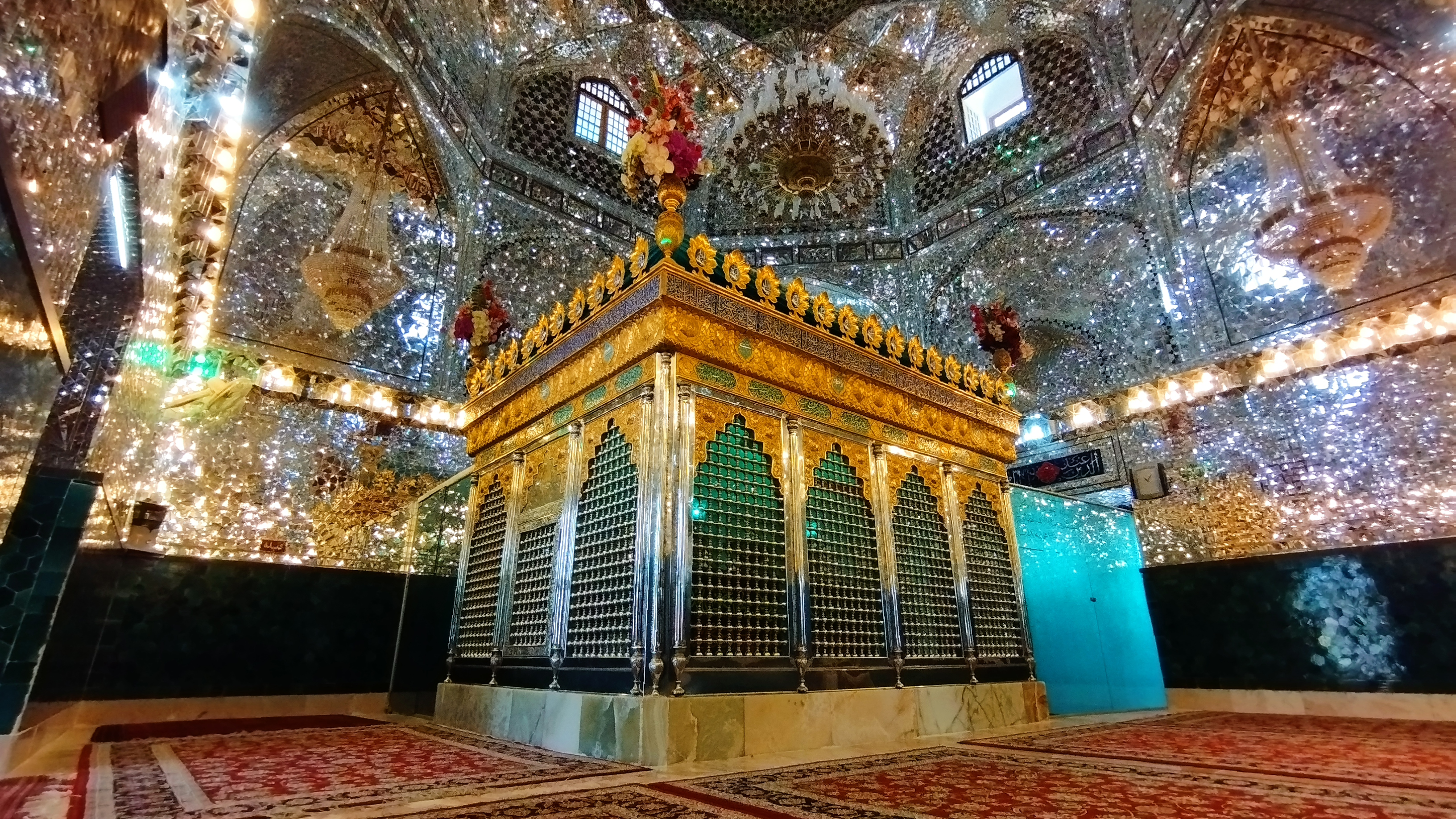
ضريح في ايران.

ومع بداية الصراع بينه وبين الصحابة أمثال طلحة والزبير بن العوام ومعاوية، بدأ يظهر مصطلح شيعة علي يبرز وهم أصحاب علي بن أبي طالب المؤيدين له، والذين ينظر إليهم الشيعة كمؤمنين بمبدأ إمامة علي، ومتبعين له من منطلق اعتقادي. ولكن بدأت في ظهور مجموعة في المقابل أطلقت على نفسها شيعة عثمان أعلنوا أنهم يطالبون بدم عثمان وقتل قتلته وتطور الأمر بهم ان أعلنوا رفضهم لخلافة علي بن أبي طالب الذي تباطئ في رأيهم في الثأر لعثمان. وعلى رأس شيعة عثمان كان معاوية بن ابي سفيان من جهة وعائشة زوجة النبي من جهة أخرى وبعد معارك مثل معركة الجمل ومعركة صفين وظهور حزب جديد هم الخوارج ومعركة النهروان. قتل علي بن أبي طالب على يد أحد الخوارج هو عبد الرحمن بن ملجم بسيف مسموم أثناء صلاة الفجر في مسجد الكوفة وقال جملته الشهيرة: «فزت ورب الكعبة».

### معركة الجمل

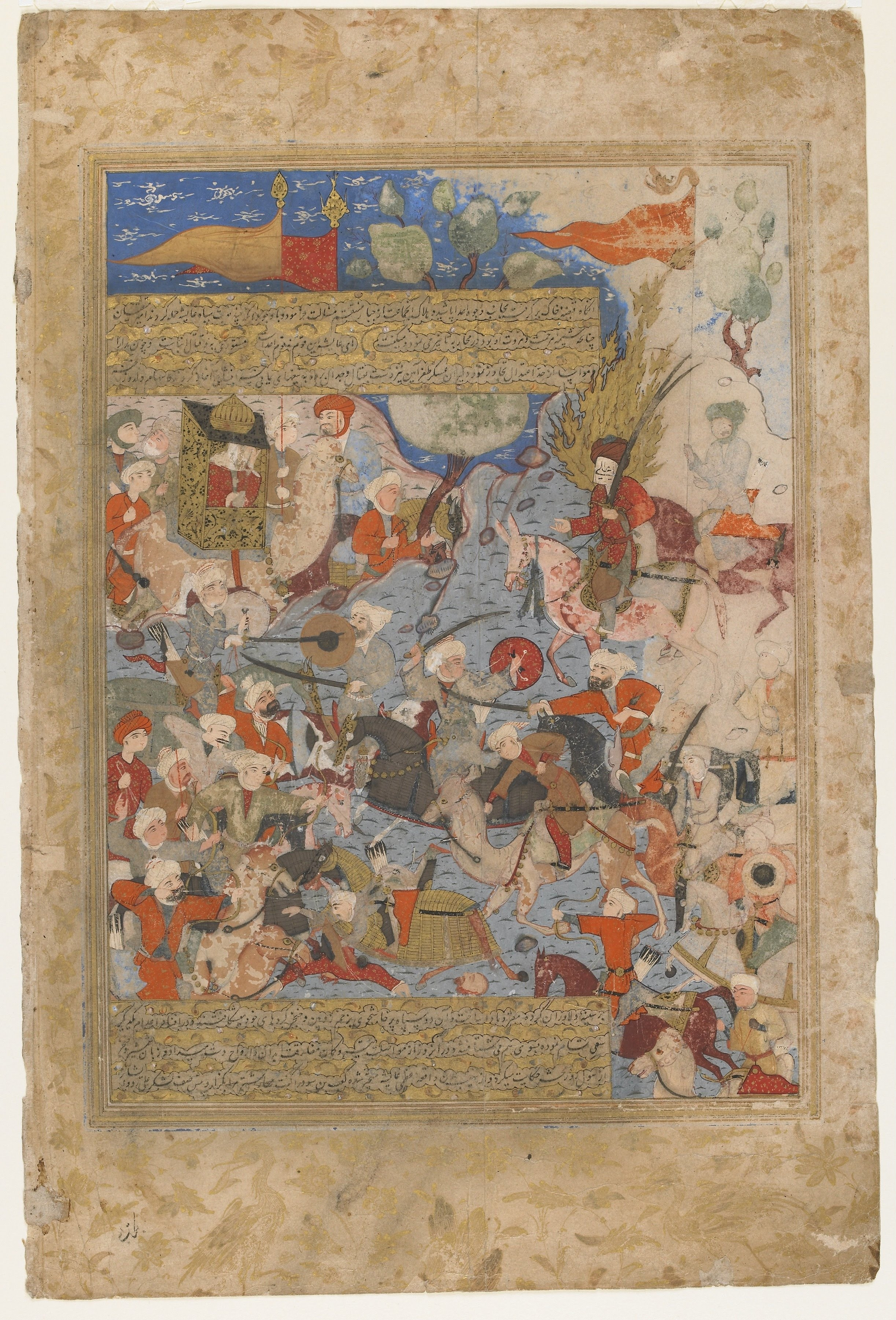
رسمةٌ من كتاب «روضة الصفا» للميرخواند تُصوِّر معركة الجمل التي دارت رحاها بين الإمام علي بن أبي طالب وعائشة بنت أبي بكر وطلحة بن عُبيد الله والزُبير بن العوَّام.

حدثت موقعة الجمل في عام 36 هـ بين علي بن أبي طالب وكلٍ من عائشة وطلحة والزبير، يرى الشيعة بأن سبب خروج طلحة والزبير بأنهما بايعا الإمام طمعا في منصب وهو مالم ينالاه لذلك خرجا عليه واتخذا من القصاص لمقتل عثمان حجة لعزله عن الخلافة أو قتله، أما عائشة فهي من حرض الناس على قتل عثمان فهي من قالت: «اقتلوا نعثلاً (عثمان) فقد كفر»، وهي التي أثارت الحرب وحرضت طلحة والزبير وأخبرتهم بأن الإمام علي هو من قتله أو سهل مقتله. بينما يرى السنة أن علي بن أبي طالب لم يكن قادراً على تنفيذ القصاص[ ؟ ] في قتلة عثمان مع علمه بأعيانهم، وذلك لأنهم سيطروا على مقاليد الأمور في المدينة النبوية، وشكلوا فئة قوية ومسلحة كان من الصعب القضاء عليها. لذلك فضل الانتظار ليتحين الفرصة المناسبة للقصاص، ولكن بعض الصحابة وعلى رأسهم طلحة بن عبيد الله والزبير بن العوام رفضوا هذا التباطؤ في تنفيذ القصاص[ ؟ ] ولما مضت أربعة أشهر على بيعة علي دون أن ينفذ القصاص[ ؟ ] خرج طلحة والزبير إلى مكة، والتقوا عائشة التي كانت عائدة من أداء فريضة الحج[ ؟ ]، واتفق رأيهم على الخروج إلى البصرة ليلتقوا بمن فيها من الخيل والرجال، ليس لهم غرض في القتال، وذلك تمهيداً للقبض على قتلة عثمان، وإنفاذ القصاص[ ؟ ] فيهم. ونتج عن المعركة هزيمة أصحاب الجمل ومقتل الآلاف وقُتل فيها طلحة والزبير.

### معركة صفين

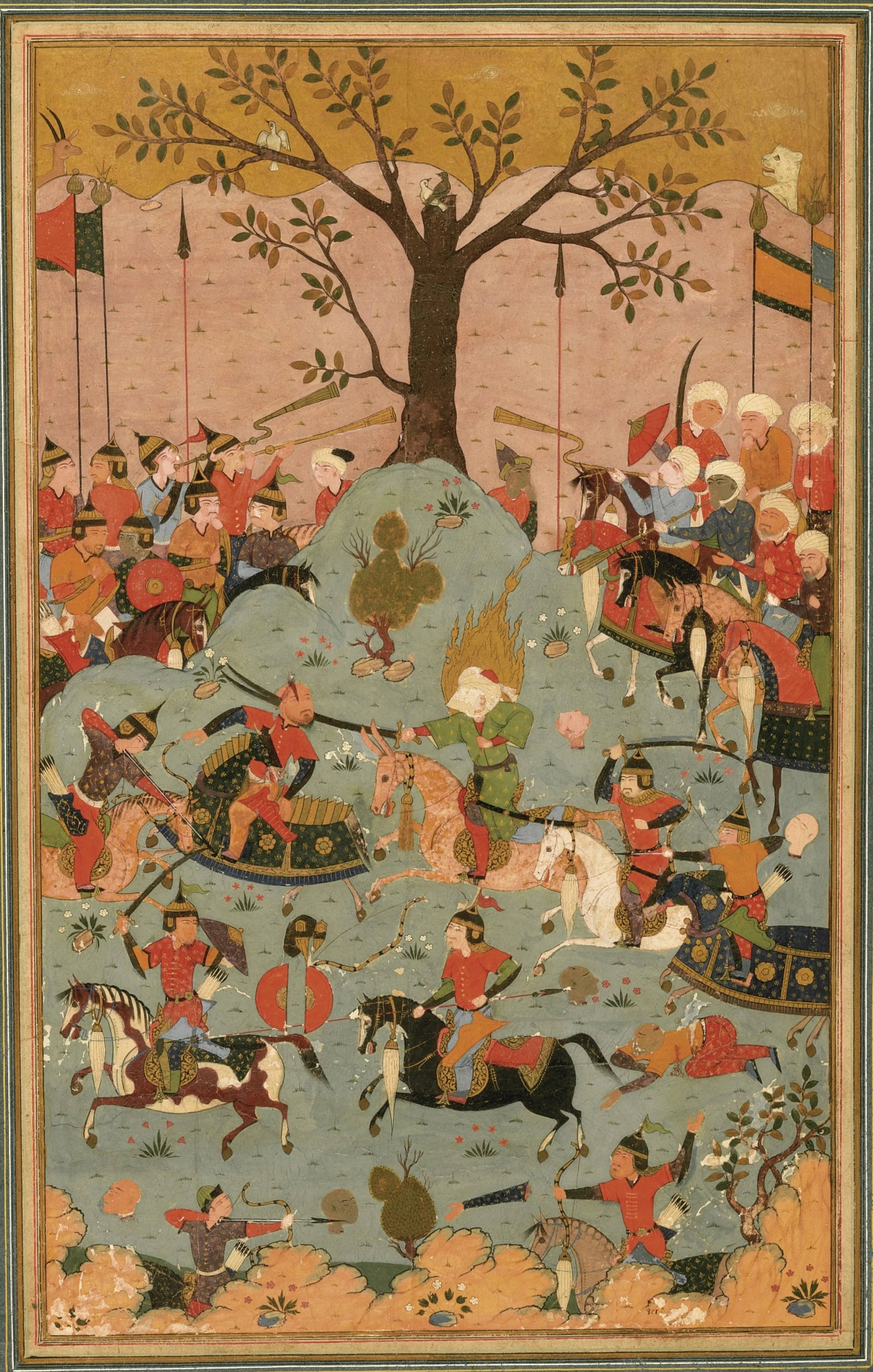
مُنمنمةٌ فارسيَّة مُذهَّبة من العصر الصفوي تُصوِّر معركةً ضاريةً من حرب صفين.

هي المعركة التي دارت بين علي ومعاوية بن أبي سفيان - والي الشام في عهد عثمان - بعد أن عزلهُ وبعد اعلان معاوية رفضه تنفيذ قرار الخليفة بعزله، كما امتنع عن تقديم البيعة لعلي، وطالب بالثأر لابن عمه عثمان، ويشكك أيضا الكثيرون في أهداف معاوية المعلنة حيث يرون أن معارضته كانت لأطماع سياسية وكان لشيعة علي دور في المعركة حيث ورد في المصادر الشيعية أن عليًا عندما سأله أبو بردة بن عوف الأزدي وهو أحد المتخلفين عنه حيث قال «يا أمير المؤمنين، أرأيت القتلى حول عائشة والزبير وطلحة، بم قتلوا» فرد عليه «قتلوا شيعتي وعمالي، وقتلوا أخا ربيعة العبدي، رحمة الله عليه، في عصابة من المسلمين قالوا : لا ننكث كما نكثتم، ولا نغدر كما غدرتم. فوثبوا عليهم فقتلوهم، فسألتهم أن يدفعوا إلى قتلة إخواني أقتلهم بهم، ثم كتاب الله حكم بيني وبينهم، فأبوا علي، فقاتلوني وفي أعناقهم بيعتي، ودماء قريب من ألف رجل من شيعتي، فقتلتهم بهم، أفي شك أنت من ذلك ؟» وأدت المعركة إلى مقتل 70 ألف رجل، منهم من أتباع علي عمار بن ياسر الذي قال عنه النبي محمد «وَيْحَ عَمَّارٍ تَقْتُلُهُ الْفِئَةُ الْبَاغِيَةُ يَدْعُوهُمْ إِلَى الْجَنَّةِ وَيَدْعُونَهُ إِلَى النَّارِ»

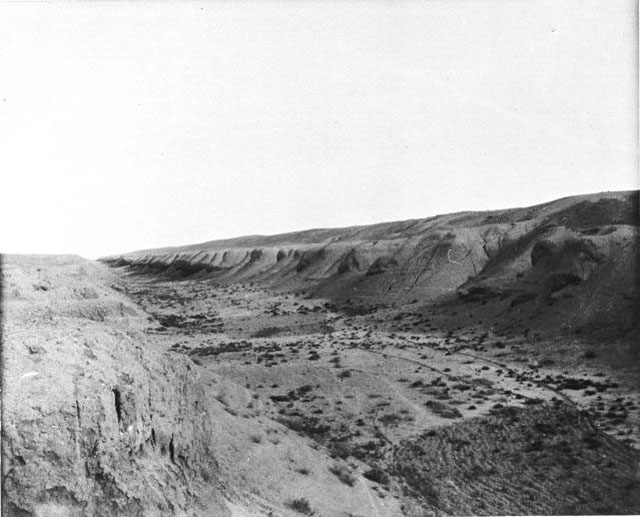
صورة عام 1909 لنهر النهروان في سامراء بالعراق التي نشبت فيها الحرب بين جيش الخوارج المُحكمة وجيش علي بن أبي طالب.

### معركة النهروان
حدثت في سنة 38 هـ بين جيش علي بن أبي طالب وجيش الخوارج، انتهت المعركة بانتصار علي ومقتل جميع جيش الخوارج البالغ عددهم 4000 ما عدا أقل من 10، حيث ورد عنه في المصادر الشيعية قوله لهم عندما وصلوا حروراء «يا قوم. ليس اليوم أوان قتالكم. وستفترقون. حتى تصيروا أربعة آلاف. فتخرجون علي في مثل هذا اليوم وفي مثل هذا الشهر فأخرج اليكم بأصحابي فأقاتلكم حتى لا يبقى منكم الا دون عشرة» وقد كان عددهم 12 ألف ثم تفرقوا.
وقد قُتل علي بن أبي طالب لاحقا علي يد عبدالرحمن بن ملجم ثأرا لجيش الخوارج في معركة النهروان.

### الدولة الأموية

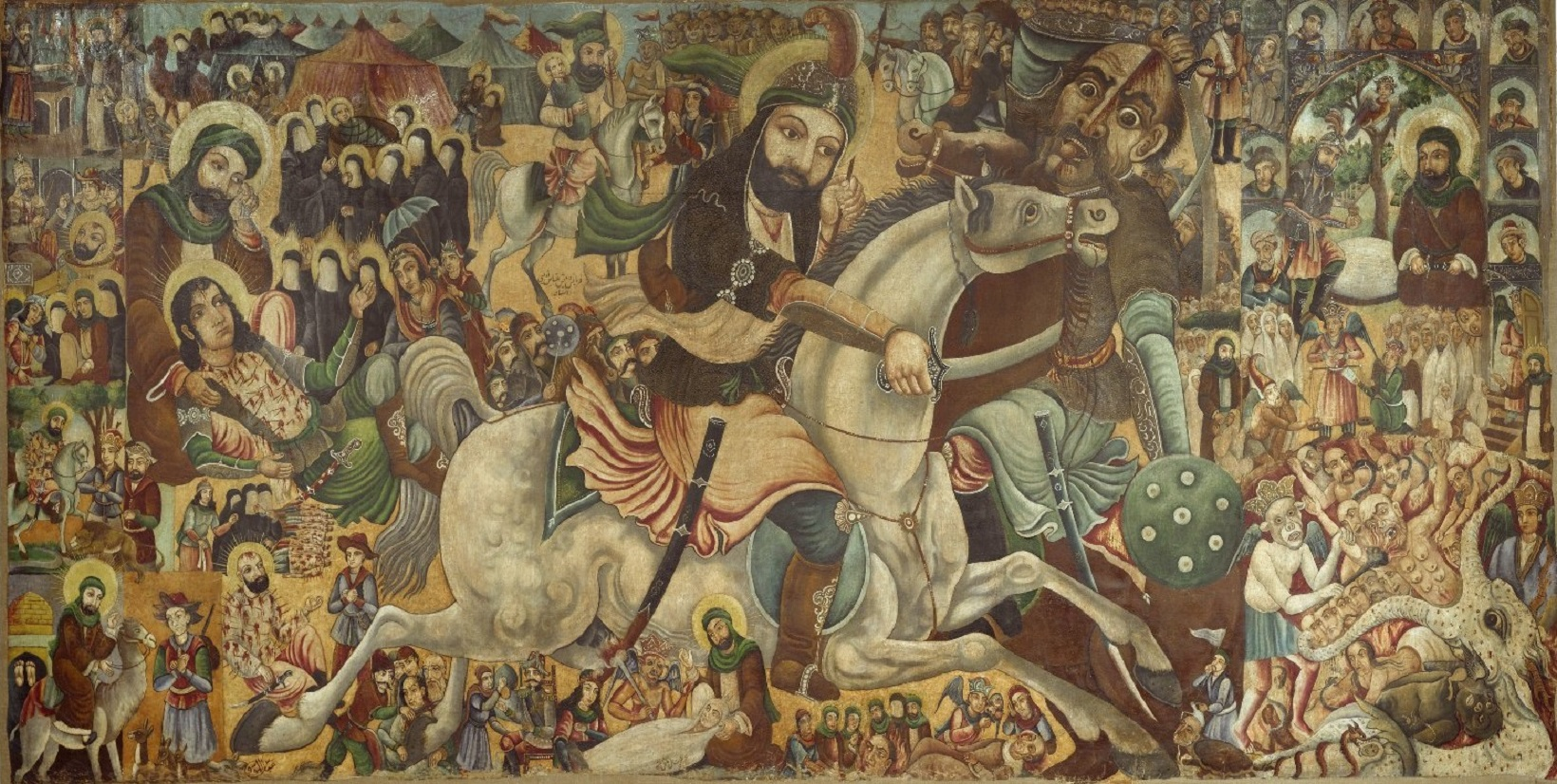
رسم للحسين يقاتل في معركة كربلاء للفنان الفارسي عباس الموسوي من أصفهان.

يعتبر الشيعة الأمويين مغتصبين للخلافة من ولدي علي الحسن والحسين، وأجزاء من حكم علي بن أبي طالب. فعندما تولى عليٌ الحكم كان معاوية واليًا على الشام (في خلافة عمر وعثمان) فعزله علي لكن معاوية رفض قرار العزل، والذي قام بعد وفاة علي بأخذ الخلافة من ابنه الحسن بعد إن اضطر الحسن للصلح مع معاوية حقنًا للدماء وبعدما علم بوجود خونة في جيشه الذي كان سيقاتل جيش معاوية عام 41 هـ. ومن شروط الصلح في مصادر الشيعة: ألا يسمي معاوية نفسه بأمير المؤمنين، وألا تجوز عنده الشهادة، وألا يتعقب شيعته، وألا يشتم عليًا، وأن يرجع الحكم بعد معاوية له ثم لأخيه الحسين؛ وقد نقض معاوية الصلح، فقد كان يسب عليًا ويأمر الناس بذلك. ثم قتل حجر بن عدي واصحابه وكانوا من الشيعة، وقتل الحسن بن علي بالسم.

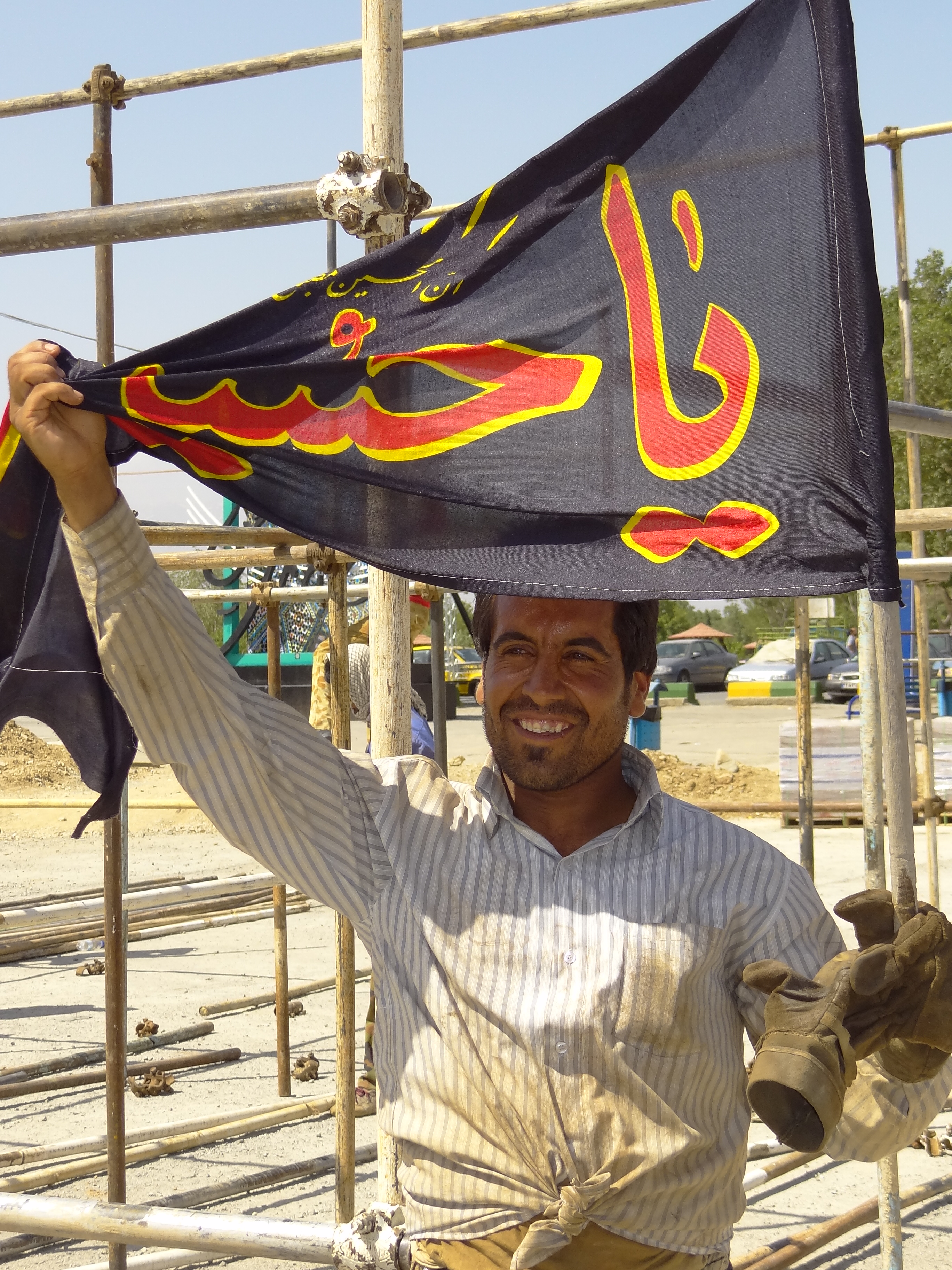
إيراني يرفع راية مكتوب عليها يا "حسين" في مسجد بطهران.

وفي سنة 61 هـ وبعد تولي يزيد بن معاوية الخلافة وبذلك نقض أحد شروط الصلح وهو تولي الحسين للخلافة، فقام الحسين بالخروج مع أصحابه وأهل بيته ليصل لمكان يسمى كربلاء، وليلتقي بالجيش الأموي وليقتل هو وأصحابه. وأدى مقتل الحسين والطريقة التي قتل بها إلى حدوث ثورات ضد حكم بني أمية. منها ثورة أهل المدينة التي خرج فيها الصحابة وأبناء الصحابة فاستباح يزيد المدينة المنورة وقتل فيها الآلاف، وانتهك الأعراض حتى قيل إنه أفتضت فيها ألف عذراء. وثورة التوابين التي قادها سليمان بن صرد الخزاعي وأتباعه الذين فاتتهم المشاركة في كربلاء لأنهم كانوا في سجون الكوفة التي كانت عاصمة الخلافة في عهد علي والتي كانت من أكثر المدن التي يتواجد بها أنصاره (بالرغم من قلتهم، وتهجير العديد من القبائل الشيعية منها همدان في عهد معاوية). فقاتل التوابين الجيش الأموي بعين الوردة سنة 65 للهجرة، ورفعوا شعار يالثارات الحسين، حتى قتلوا؛ وثورة المختار الثقفي في سنة 66 هـ وكان هدف ثورته الثأر لدم الحسين، والانتقام من قتلته ومن جميع المشاركين في المعركة فقتل ابن زياد وعمر بن سعد وشمر بن ذي الجوشن. وثورة زيد بن علي حفيد الحسين في الكوفة سنة 121 هـ ضد هشام بن عبد الملك، وتبعه ولده يحيى في سنة 125 هـ.

### الدولة العباسية
اتخذ العباسيون من مظلومية اهل البيت شعار لهم للوصول إلى سدة الخلافة. إلا أن الشيعة لا يرون فرق بينهم وبين اسلافهم من الامويين حيث توارث كلاهما الحكم وانكروا احقية أهل البيت بالخلافة واستعملوا القتل وسيلة للرد على كل من خالفهم.

### دول الشيعة

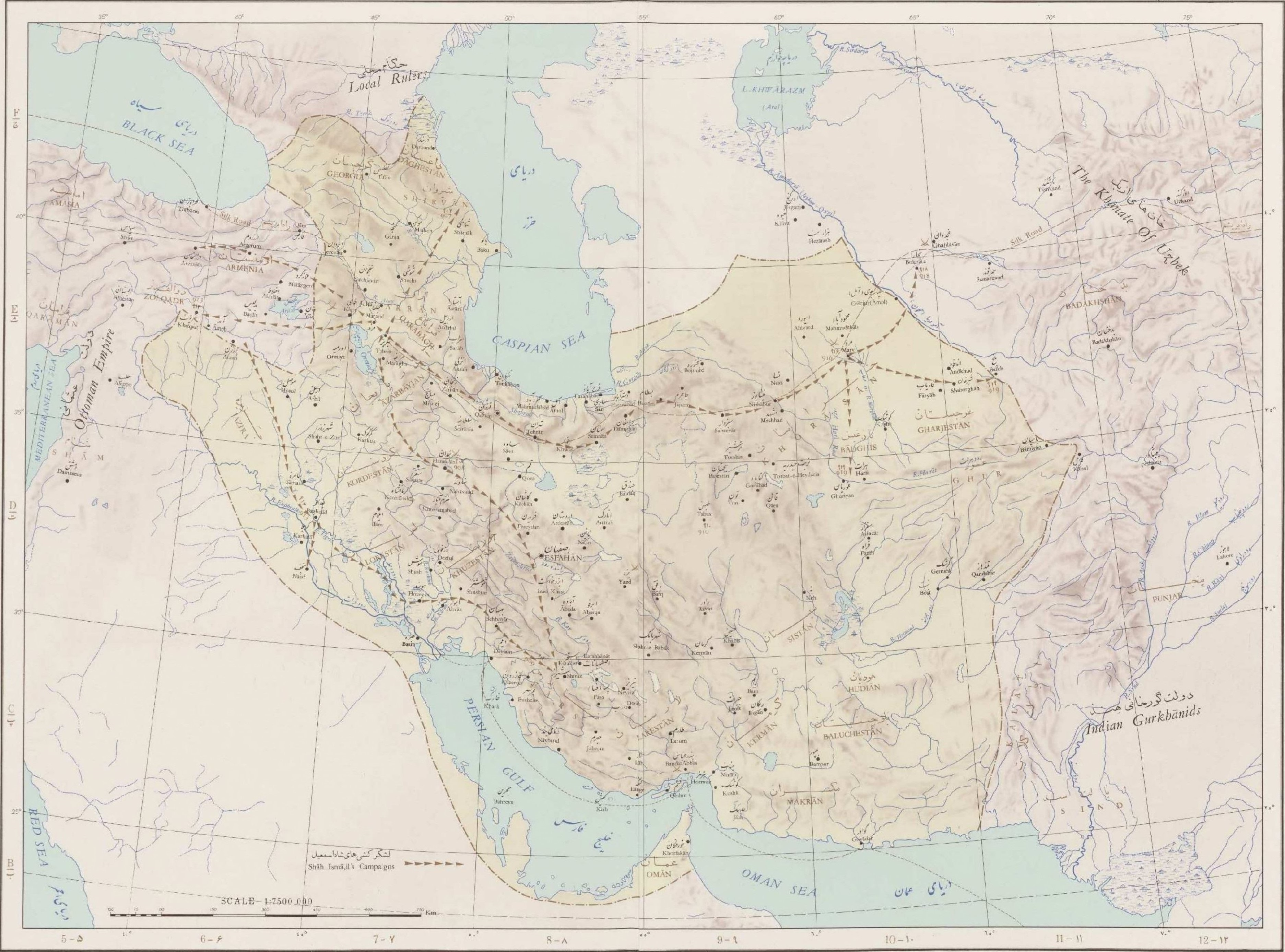
خريطةٌ تّصور حٌدُود الدولة الصفويَّة التي تُعدُّ واحدةً من أهمِّ الدول الشيعيَّة لما تركته من تأثير عميق الجُذُور في التَّاريخ لا ينفكُّ حاضرًا حتَّى اليوم.

- الدولة العلويَّة: وتُعرف بـ«علويو طبرستان» تأسَّست في بلاد الدَّيلم، قاد الأمراء حملات ثقافيَّة وأقاموا مدارس لِتعليم الخط ومحو الأميَّة وكان بلاطهم مقصد الأدباء والكُتَّاب،[85] وازدهرت في عُهدتهم التَّرجمة ولاسيَّما من العربيَّة إلى الطبريَّة وتُعد تلك التَّرجمات تُراثًا مُهمًا للمازندرانيين،[86] وبسبب الدَّور التَّاريخي للحُكُومة العلويَّة الشيعيَّة يُعد يوم بيعة مؤسِّسها الحسن بن زيد في 15 رمضان 243هـ هو «يوم مازندران الوطني».[87]
- الدولة الأخيضرية في إقليم اليمامة (252 هـ - 866 هـ).
- الدولة البويهيَّة: أسَّسها بنو بُويه في العِراق وفارِس، وقد تعاظم أمر المُلُوك البُويهيِّين الشِّيعة حتَّى هيمنوا على الخِلافة قُرابة مائةٍ وعشرين سنة، شَهِد هذا العصر حركةً عُمرانيَّة فأنشأوا المراصد والمكتبات والمدارس والبيمارستانات[88] وعلى يديهم جُدِّد المشهد المُقدَّس لِلإمام علي بن أبي طالب . وقد امتدَّت حُدود الدولة حتَّى بلغت تُخُوم ديار الرُّوم غربًا وخُراسان شرقًا.[89] واستمرَّت الحركة العلميَّة والأدبيَّة مُزدهرةً وقائمةً على قدمٍ وساق فوُضعت الكثير من المُؤلَّفات المُفيدة في مُختلف المجالات بِاللُُّغات العربيَّة والفارسيَّة والسُّريانيَّة،[90] وكان الأُمراء البُويهيُّون يُؤمِّنون حاجات كِبار رِجال العِلم والأدب الماديَّة، إن عن طريق الأعطيات والهدايا، أو عن طريق تعهُّد أعمال هؤلاء.[91] كما جعل البُويهيون من المناسبات الدينيَّة الشيعيَّة أعيادًا واحتفالات؛ فقد عمد مُعزُّ الدولة إلى إحياء ذِكرى مأساة كربلاء في العاشر من مُحرَّم الحرام، يقول ابن الأثير: «وَلَمْ يَكُنْ لِلسُّنَّةِ قُدْرَةٌ عَلَى الْمَنْعِ مِنْهُ لِكَثْرَةِ الشِّيعَةِ؛ وَلِأَنَّ السُّلْطَانَ مَعَهُمْ».[92] ثُمَّ أتبع مُعزُّ الدولة ذلك بأن أحيا الثامن عشر من ذي الحجَّة وهي ذكرى غدير خُمّ، فأظهر الشيعة الفرح وأشعلوا النيران وزيَّنوا البلد، وفُتحت الأسواق بِاللَّيل ابتهاجًا.[92]

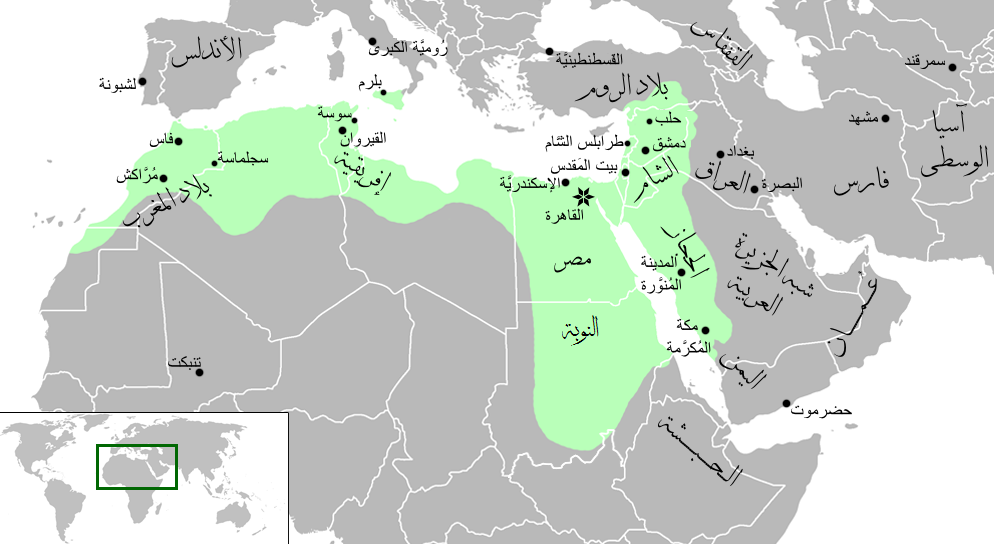
خريطة الخلافة الفاطمية في أقصى اتساعٍ لها.

- الدولة الفاطميَّة: خلافةٌ أقامها الإسماعيليُّون ضمَّت مناطق وأقاليم واسعةً في شمال أفريقيا والشَّرق الأوسط، فامتدَّ نطاقها على طول السَّاحل المُتوسطيّ من بلاد المغرب إلى مصر، ثُمَّ توسَّع الخُلفاء الفاطميّون أكثر فضمّوا إلى مُمتلكاتهم صقلية الأوروپيَّة، والشَّام، والحجاز. وكانت الدَّولة الفاطميَّة قُطبًا من أقطاب العالم الإسلاميّ آنذاك التي تنافست على حُكم الأراضي المُقدَّسة وزعامة المُسلمين. أسَّسوا مدينة القاهرة وجعلوها عاصمة لهم وأقاموا «جامع الزهراء» و«دار الحكمة» اللذان يُعدَّان مركزين كبيرين لِنشر العلم وتعليم أُصُول اللُغة والدِّين. فشكَّل العصر الفاطمي امتدادًا لِلعصر الذَّهبيّ لِلإسلام نبغ فيه العُلمَاء والشُّعراء والكُتَّاب وازدهرت العمارة والفُنُون،[93] وتبلورت فيه ثقافة مُميزة لاتزال آثارها واضحةً في في الثَّقافة الإسلاميَّة.[94] وعُرف العصر الفاطمي بالتَّسامُح الدِّينيّ مع شتَّى المذاهب والأديان؛[95][96] التزامًا بِوصيَّة الدَّاعي أبو عبد الله الشيعي: «إنَّ دَوْلَتُنَا دَوْلَةُ حُجَّةٍ وَبَيَانٍ، وَلَيْسَتْ دَوْلَةَ قَهْرٍ واستِطَالَةٍ، فَاتْرُكُوا النَّاسَ عَلَى مَذَاْهِبِهِم، وَلَا تُلْزِمُوْهُم بِاتِّبَاعِ الدَّعْوَةِ الهَادِيَةِ المَهْدِيَّة»، فلم يفرضوا التشيُّع بالقوَّة، بل عمدوا إلى الدَّعوة ونشر الدُّعاة في طول البلاد وعرضها لحث الناس على اعتناق المذهب الشيعيّ الإسماعيليّ، حتى وصل الدُّعاة إلى الأراضي الصينيَّة الخاضعة لحُكم أسرة سونگ.[97][98]

خريطة الدولة الحمدانية عام 955م.

- الدولة الحمدانيَّة:[99] أقامها الأمراء الحمدانيُّون في مدينة الموصل بِالجزيرة الفُراتيَّة، وامتدَّت بِاتِّجاه حلب وسائر الشَّام الشماليَّة وجنوب الأناضول، وقد ذاعت شُهرتُهُم في التَّاريخين العربي والإسلامي وطبق صيتُهُم الآفاق بِسبب نضالهم ضدَّ الروم البيزنطيين الذين كانوا قد أرهقوا القادة المُسلمين بِغاراتهم على ديار الإسلام، علاوةً على تشجيعهم الأُدباء والعُلماء، والأشعار البُطوليَّة والملحميَّة التي نُظمت في العصر الحمداني ولا يزال الأمير «سيف الدولة الحمداني» من أشهر قادة العرب والمُسلمين حتى العصر الحالي.[100][101] شهدت الحياة الفكريَّة والثقافيَّة نهضةً كبيرةً ونشاطًا ملحوظًا في ظلِّ الحمدانيين؛ فظهر الكثير من العُلماء والأطبَّاء والفُقهاء والفلاسفة والأُدباء والشُّعراء. وتمكَّن سيف الدولة من جعل حلب بيئةً خصبةً لِلعُلوم والآداب والفُنون، فقد فتح قصره لِكُلِّ فنَّانٍ موهوبٍ وأديبٍ لامعٍ وشاعرٍ عظيم، توافدوا عليه من جميع الأقطار الإسلاميَّة، فأصبح البلاط الحمداني مرتع مشاهير العُلماء والأُدباء والشُعراء.[102] كما شُيِّدَت في أيامهم العديد من المشاهد المُقدَّسة مثل «مسجد النقطة» شُيِّد في موضع الصَّخرة الذي قيل بِأنَّ رأس الإمام الحُسين بن علي  وُضع عليها عندما حمله موكب ابن زياد من كربلاء إلى الشَّام،[103][104] و«مشهد الدكة» وهو ضريح المحُسن بن الحُسين .[105]
- الدولة العُقيليَّة:[106] حكمها المُلُوك العُقيليون لما يزيد على قرنٍ من الزَّمن، قامت في مدينة الموصل[107] وتوسَّعت حتى شملت الكوفة[108] وبلغت مشارف بغداد.[109][110] قُدِّر لِلمُلُوك العُقيليين فتح العواصم المُهمَّة في الديار العراقيَّة والبلاد الشاميَّة وابتلعوا سائر الممالك بِمُرُور الوقت.[111] حتى تمكَّنوا بِطُمُوحهم العالي وعدلهم من السَّيطرة على سائر بلاد الشَّام الشماليَّة وأجزاء من شمال شبه الجزيرة العربيَّة وغرب الديار الفارسيَّة وجنوب الأناضول وصار يُخطب لهُم على المنابر من بغداد إلى تُخُوم الشام.[111][112] وقد بلغوا من القوَّة مبلغًا أنَّهُم أخذوا الجزيَّة من الروم ودانت لهم العرب والعجم بِالولاء والطَّاعة ولهُم سيرةٌ طويلةٌ وحُرُوب وعجائب.[113] تركوا تراثًا عمرانيًا وحربيًا وشعريًا غزيرًا وإليهم يرجع الفضل في ازدهار حلب مُجددًا عقب الغلاء الذي أصابها[114][115] كما لمع في دولتهم كثرةٌ من رجال الدَّولة الكِبار والوزراء العِظام. كانت الدولة العُقيليَّة آخر سُلطةٍ عربيَّةٍ قويَّةٍ تقوم في العراق وسوريَّة فمع انهيار دولة العُقيليين هيمن التُّرك من السَّلاجقة والأتابكة وغيرهم على المشرق الإسلامي زمنًا طويلًا.[116]

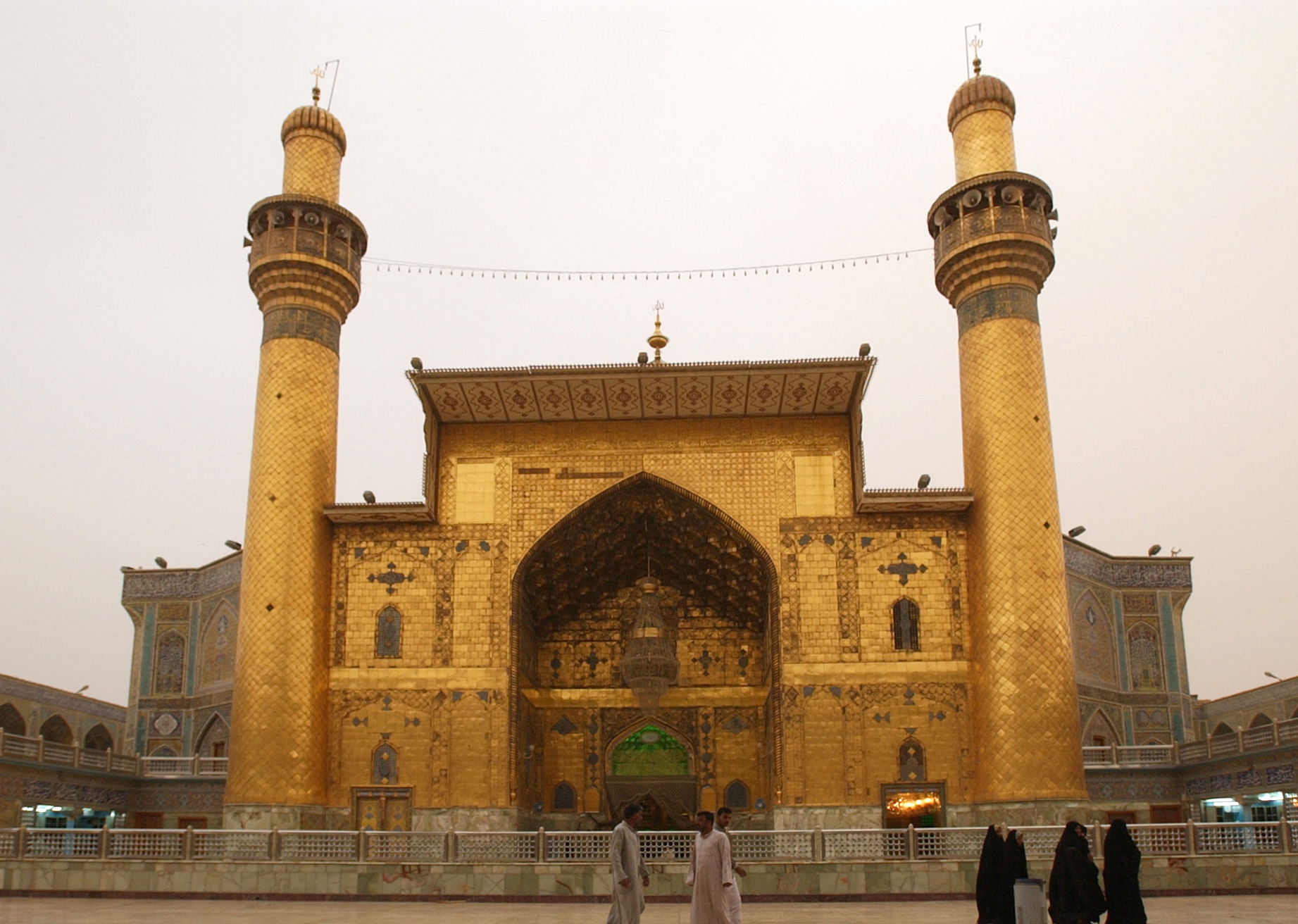
العتبة العلوية في النجف الأشرف.

- السلطنة الجلائريَّة: دولة تأسَّست على يد السُّلطان «حسن الكبير» في بغداد ودام مُلكها ما يقرُب قرنًا من الزَّمن، قُدِّر لِلسِّلاطين الجلائريِّين الهيمنة على العراق وأذربيجان وأجزاءً من إيران.[117] وفي عُهدتهم ازدهرت الفُنُون والآداب والعُلوم وعاشت بغداد نهضةً علميَّة وثقافيَّة لم تشهد مثلها مُنذ غزو المغول.[118] وعاد العراق معقلًا تجاريًا وثقافيًا هامًا. وقد نشأت مدارس جديدة لِلفن مثل «المدرسة الجلائريَّة» التي تُعدُّ من أهمِّ المدارس التي تطوَّر فيها الرَّسم في المشرق الإسلامي. أما عن الآداب والعُلُوم فقد كانت البلاد الجلائريَّة مرتعًا لِلشُّعراء والأُدباء والعُلماء حتى أن سلاطينها أنفُسهُم نظموا الأشعار البديعة والأبيات الرَّفيعة، كما كانوا رُعاةً لِلعمران ومن أهمِّ آثارهم «المدرسة المرجانيَّة» في بغداد وعلى يديهم جُدِّدت المشاهد المُقدَّسة مثل العتبة العلويَّة في النِّجف الأشرف[119] والعتبة الحُسينيَّة في كربلاء المُقدَّسة والعتبة الكاظميَّة في بغداد.[120]
- اتحاد قره‌قويونلو:[121] هي اتحاديَّة ملكيَّة تُركمانيَّة امتدَّ سُلطانها إلى الديار الأذربيجانيَّة وأرمينيَّة وشرق تُركيَّة وشمال الديار الإيرانيَّة والديار العراقيَّة ودام حُكمُهُم قُرابةَ مائةٍ عامٍ.[122][123][124] حكمها تسعةٌ من السَّلاطين أوَّلُهُم القائد الشَّهير «قره يوسف» وآخرُهُم «حسن علي بك» وقد استطاعت دولتُهُم الصُّمُود أمام الاجتياحات التُركُمغوليَّة والمخاطر التي أحدقت بِالمشرق.[125] كان عهدُهُم فترةً مُهمَّةً في تاريخ الثَّقافة الشَّرقوسطيَّة؛ حيث بدأت اللُّغة الأذريَّة بِترسيخ أركانها كَلُغةٍ أدبيَّة مُهمَّة حتَّى أن مِن رُؤساء الاتحاديَّة مَن نظموا الشِّعر بالأذريَّة وقد تركوا آثارًا عظيمةً وأدبيَّات غزيرةً لا تزال تحظى بِالتَّكريم والتَّقدير.[126][127] وعلى الرُّغم من انهيار الاتحاديَّة في أواخر القرن الخامس عشر الميلادي إلا أن السُّلالة القره‌قويونلويَّة لا تنفكُّ تُنجب الأمراء الكرام والمُلُوك العظام فَمِنها تفرَّعت «السُّلالة القُطبشاهيَّة» و«السُّلالة الأودهيَّة» اللَّتان حكمتا أغنى وأهمَّ الممالك الهنديَّة لاحقًا.[128][129][130]
- الدولة الصفويَّة: هي دولة إسلاميَّة شيعيَّة اثنا عشريَّة[131] ومن ممالك البارود[132] أسسَّها الشاه «إسماعيل الصفوي» واستمرَّت قائمةً قُرابة ثلاث قُرُونٍ من الزَّمن. تعاقب على حُكمها تسعة مِن المُلُوك أوَّلُهُم الشَّاه إسماعيل الأوَّل وآخرهم عبَّاس الثالث.[133][134][135][136][137] بلغت الدَّولة أقصى اتِّساعها في عهد ملك المُلُوك «عباس الأكبر» إذ امتدَّت حُدُودُها من روسيا شمالًا إلى الديار الهنديِّة جنوبًا ومن بلاد الأوزبك شرقًا إلى الديار الشاميَّة غربًا.[138] وقد قُدِّر لِلدولة الصفويَّة أن تتصدَّر القُوى العُظمى في زمانها وأن تكون معقلًا لِلعلم والأدب والفُنُون.[139] يُعدُّ تاريخ قيامها مرحلةً مُهمَّةً في تاريخ الإسلام والمشرق؛ ويرجع الفضل إلى الصَّفويين في انتشار التشيُّع في الديار الإيرانيَّة الكُبرى ويُعتَبَر تاريخ تأسيسها بدايةً لِلتَّاريخ الإيراني الحديث.[140][141] أعلن الصَّفويون الإسلام الشيعي الاثنا عشري دينًا رسميًا للإمبراطوريَّة الصفويَّة في واحدةٍ من أهمِّ المواقف في التَّاريخ؛ لِمَا في ذلكُمُ الإعلان من أثرٍ عظيم في إحياء الحضارة الإيرانيَّة مُجددًا لِتنصهر فيها عناصرٌ ثلاثةٌ وهيَ: «الملكيَّة والثَّقافة الفارسيَّة والتشيُع» ممَّا حافظ على اللغة الفارسيَّة نقيَّةً وخالصةً بعيدًا عن تأثير الأغراب، إلَّا أنَّهُ في ذات الوقت حفظ الهويَّات الثقافيَّة لِلشُّعُوب التي انضمَّت تحت جناح الدولة الصفويَّة كالتُّرك والعرب والكُرد والگُرج والأرمن فيما يُسمَّى بِـ«الممالك المحروسة».[142][143][144] أضحت اللغة الفارسيَّة هي اللُّغة السَّائدة في إيران الكُبرى والهند وبلاد ما وراء النهر والأناضول والبلقان حتى أن أعداء الصفويين من عُثمانيين وأوزبك كتبوا ونطقوا بِلسان الفُرس. ويعود سبب هذا الازدهار إلى التشيُع الذي أغنى الأدبيَّات الفارسيَّة وأثراها؛ حيث كتب الشُّعراء والأُدباء بِتشجيعٍ مِن الحُكُومة الصفويَّة في موضوعات الرثاء بِحقِّ أهل بيت النبي مُحمِّد  وما جرى عليهم من مصائب الدَّهر وطوارق الزَّمن وأهمُّها معركة كربلاء وغيرُها من المظالم التي وقعت على الأئمة  إضافةً إلى أشعار المديح لهُم والفخر بهم وترجمة سيرهم وعُلُومهم وأحاديثهم من العربيَّة إلى الفارسيَّة وما سواها من الألسُن الإيرانيَّة.[145] كما اعتنى المُلُوك الصفويون بِالعُمران والبناء لِيتبلور في عُهدتهم نمطٌ معماري فريدٌ في تاريخ العمارة الفارسيَّة والإسلاميَّة هو «العمارة الصفويَّة» وعلى يديهم جُدِّدَت وعُمِّرت المراقد المُقدَّسة لأهل البيت  كما أقاموا المُدُن والمدارس والمساجد والخانات، وقد جاءت العبارة الشَّهيرة «أَصفَهَانُ نِصفُ الدُّنِيا» لِتُعبِّر عن جمال وسُمو العاصمة الصفويَّة أصفهان وكانت من أجمل مُدُن العالم. هذا وقد نجحت الدولة الصفويَّة في إقامة حُكُومةٍ قائمةٍ على «الضوابط والتَّوازُنات» فَكان على القادة والأُمراء والوزراء أن يعملوا لِمصلحة الأُمَّة بعيدًا عن المصالح الذاتيَّة؛ مِمَّا أدَّى إلى تكوين مُجتمعٍ قوامُهُ التَّنافُسُ والجدارة ونتيجةً لِما سَلَف خرج من الدولة الصفويَّة كوكبةٌ من أكابر رجال الدولة والوزراء إبان عصر البارود.[146][147] وقد ترك الصفويون إرثًا عميقًا وميراثًا عظيمًا لا يزال حاضرًا حتَّى العصر الحالي.
- إضافة إلى بعض الإمارات التي لم تدم طويلا مثل امارة المختار بن أبي عبيد على العراق.

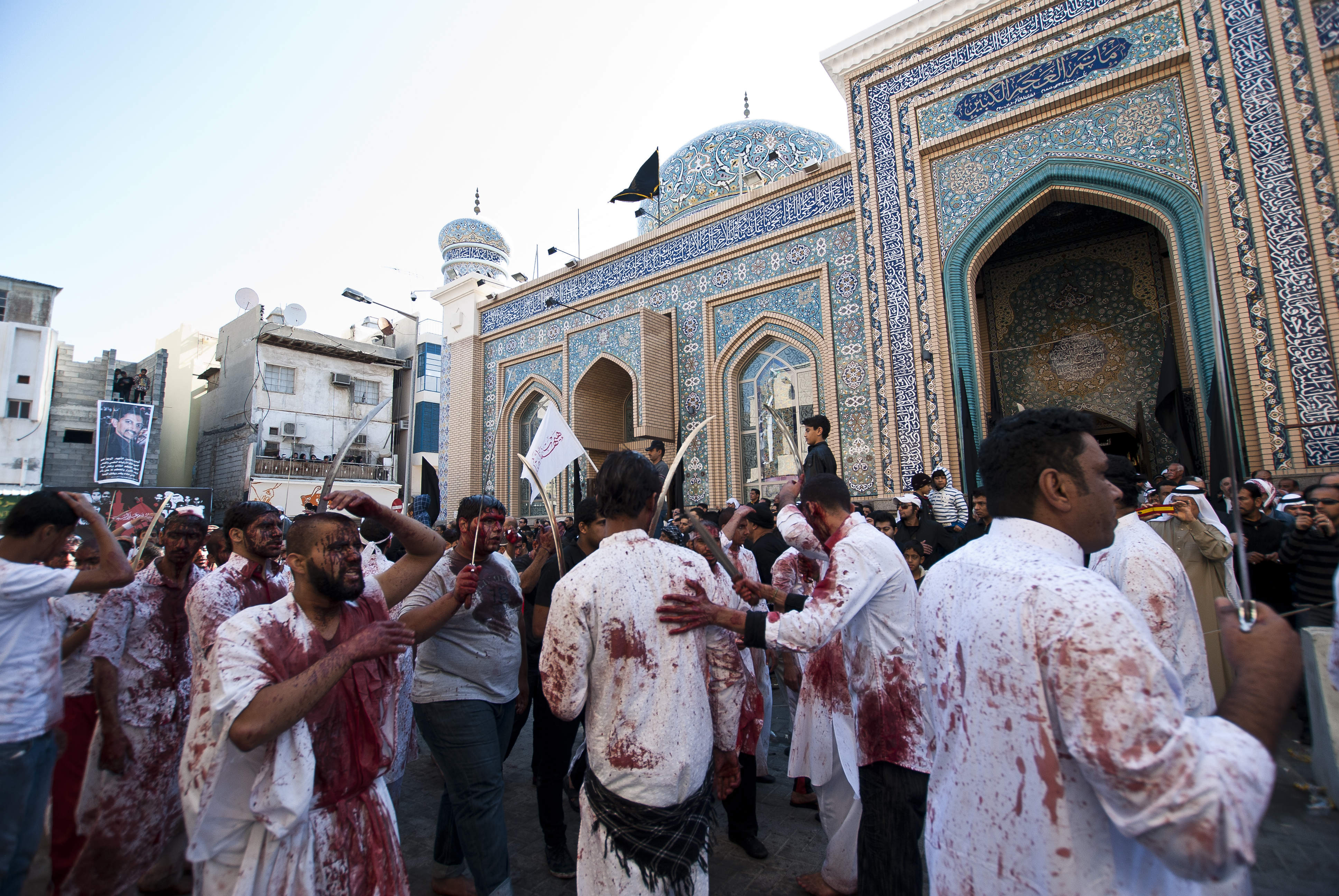
مجموعة من الشيعة يمارسون التطبير في البحرين عام 2011 في عاشوراء.

### كربلاء

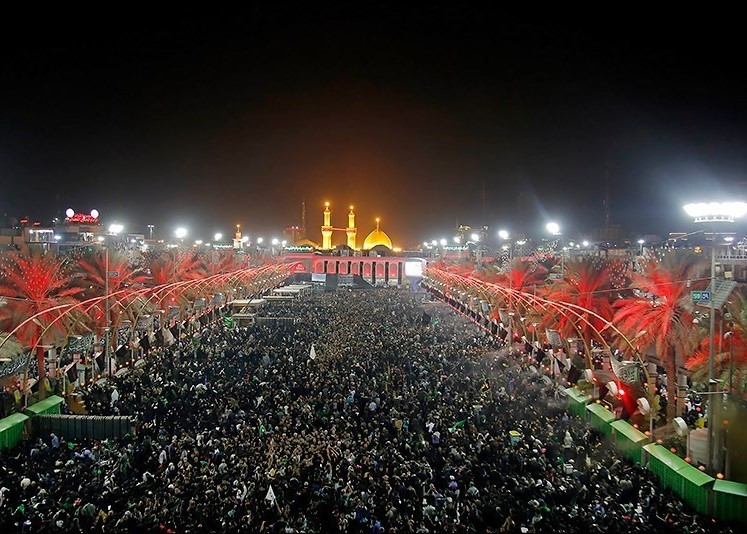
إحياء ذكري إستشهاد الحسين في كربلاء علي يد الأمويين بقيادة يزيد بن معاوية.

تعد معركة كربلاء منعطفاً هاماً في تطور الفكر الشيعي حيث أن مأساة كربلاء واستشهاد الحسين بطريقة مأساوية مفزعة ألهبت مشاعر الشيعة وجعلت الأمر يتحول إلى اعتماد أسلوب الثورة على السلطة[وفقًا لِمَن؟] وإعلان الحسين شهيدهم رمز المظلوم.
فبعد معركة كربلاء نجد الفكر الشيعي يتحول في بعض نواحيه إلى فكر ثوري ويتحول الحسين إلى الشخصية التي يرى الشيعي فيها رمزا للمظلوم والغربة فتراهم يستخدمون دائما جملة (كل يوم عاشوراء وكل أرض كربلاء)[مبهم].

## المدارس الفقهية

### مدرسة المدينة المُنورة
وعصرُها هو عصر الصَّحابة ومَن تبعهُم؛ فقد كان ظُهُور الفقه مُرافقًا لظُهُور المُجتمع الإسلامي في المدينة المُنوَّرة عقب الهجرة النبويَّة إلى تلك الديار، واستمرَّت الحركة العلميَّة والفقهيَّة إلى حياة الإمام جعفر بن مُحمَّد الصادق . كانت المدينة المُنوَّرة مُنطلق الرِّسالة الإسلاميَّة والمدرسة الأولى لِلفقه الإسلامي، وكانت الوطن الأوَّل لِفُقهاء الشيعة من الصَّحابة والتَّابعين لهُم بِإحسان، ومن فُقهاء هذه المدرسة الذين تتلمذوا وأخذوا عُلُومهم عن النِّبي وآل بيته هُم سلمان المُحمَّدي وأبو ذر الغفاري وإبراهيم أبو رافع، قال النجاشي: «أَسلَمَ أَبُو رَافِعٍ قَدِيمًا بِمَكَّةَ، وَهَاجَرَ إلَى المَدِينَة، وَشَهِدَ مَعَ النَّبِيِّ  مَشَاهِدَهُ، وَلَزَمَ أَمِيرَ المُؤمِنِينَ  مِنْ بَعدِهِ، وَكَانَ مِن خِيَارِ الشِّيعَةِ، وَشَهِدَ مَعَهُ حُرُوبَهُ، وَكَانَ صَاحِبَ بَيتِ مَالِه بِالكُوفَةِ». ولأبي رافعٍ كتاب السُّنن والأحكام والقضاء. وكان في التَّابعين جمعٌ كثيرٌ وحشدٌ غفيرٌ من شيعة الإمام علي بن أبي طالب  كان لهُم عظيم الأثر في نقل السُنَّة النبويَّة فَحفظُوها وتداولُوها فيما بينهُم ونقلوها إلى الأجيال التي تليهم، قال الذهبي: «فَهَذَا - أي التشيُع - كَثِيرٌ فِي التَّابِعِينَ وَتَابِعِيهِم مَعَ الدِّينِ، وَالوَرَعِ والصِّدقِ، فَلَو رُدَّ حَدِيثُ هَؤلَاء لَذَهَبَت جُملَةُ الآثَارِ النَّبَوِيَّةِ». شهدت هذه المدرسة حقبة منع تدوين الحديث النبوي الذي أُقرَّ إبان حُكم عُمر بن الخطَّاب واستمرَّ تدوين الحديث النَّبوي ممنوعًا ما يقرُب قرنًا من الزَّمن. إلا أن فُقهاء الشَّيعة قُدِّر لهُم أن يكتُبوا مُدونَّات حديثيَّة هامَّة وكان الإمام عليٌّ بن أبي طالب يكتُبُ الحديث النَّبوي ولم يُوافق ابن الخطَّاب على رأيه. قال السُّيوطيُّ: «كَانَ بَينَ السَّلَفِ مِنَ الصَّحَابَةِ وَالتَّابِعِينَ اختِلَافٌ كَثِيرٌ فِي كِتَابَةِ العِلمِ، فَكَرِهَهَا كَثِيرٌ مِنهُمُ وَأَبَاحَتهَا طَائِفَةٌ وَفَعَلُوهَا، مِنهُمُ: عَلِيٌّ وَابنُهُ الحَسَنُ». فكان فُقهاء الشِّيعة وأئمَّة أهل البيت يقودون الحركة الفكريَّة في ديار الإسلام وقد انبثقت من المدينة المُنوَّرة خاصَّةً؛ حتَّى بلغ الازدهار غايته في أيَّام جعفر بن مُحمَّد الصادق  فازدهرت المدينة في عصره، وزخُرت بِطُلَّاب العُلُوم الذين قدموا من عديد الأقطار الإسلاميَّة يرُومُون طلب المعرفة والعِلم، فانتظمت في المدينة حلقات الدَّرس، وكان بيت الإمام جعفر الصادق جامعةً إسلاميَّةً يزدحم فيه رجال العلم وحملة الحديث من مُختلف الطَّبقات ينتهلون من موارد علمه.
| وَنَقَلَ النَّاسُ عَنْهُ مِنَ العُلُوْمِ مَا سَارَتْ بِهِ الرُّكْبَانُ، وَانْتَشَرَ ذِكْرُهُ فِيْ البُلْدَانِ. وَلَمْ يُنْقَلْ عَنْ أَحَدٍ مِنْ أَهْلِ بَيْتِهِ العُلَمَاءِ مَا نُقِلَ عَنْهُ، وَلَا لَقِيَ أَحَدٌ مِنْهُمْ مِنْ أَهْلِ الآثَارِ وَنَقَلَةِ الأَخْبَارِ، وَلَا نَقَلُوْا عَنْهُمُ كَمَا نَقَلُوْا عَنْ أَبِي عَبْدِ اللهِ عَلَيْهِ السَّلَامُ، فَإِنَّ أَصْحَابَ الحَدِيْثِ قَدْ جَمَعُوا أَسْمَاءَ الرُّوَاةِ عَنْهُ مِنَ الثِّقَاتِ، عَلَى اخْتِلَافِهِمُ فِيْ الآرَاءِ وَالمَقَالَاتِ، فَكَانُوْا أَرْبَعَةَ آلَافِ رَجُلٍ. |
| —الإرشاد، للشيخ المُفيد |

كانت ملامح المدرسة الفقهيَّة في المدينة المُنوَّرة حديثيَّةً بحتةً، ولم تتبلور المسائل الخلافيَّة في الفقه بين مدرسة أهل البيت وغيرها من المدارس الفقهيَّة، كما تبلورت لاحقًا في مدرسة الكوفة على يد تلامذة الإمام جعفر بن مُحمَّد الصادق  واستمرَّ صداها إلى أيَّام الإمام مُوسى بن جعفر الكاظم  انتهاء بعهد الإمام علي بن مُوسى الرضا . فالاختلاف في القياس والاستحسان والرَّأي والاجتهاد، ومسائل الصَّلاة والوضوء والحج وما خلاها من أمر المسائل الخلافيَّة لم تكُن ظاهرةً واضحةً في هذه الحقبة بِالذَّات. قال الطباطبائي في رياض المسائل: ولم تكُن هُناك كُتبٌ فقهيَّة تُعنى بِالفتاوى خارج نطاق المُدوَّنات الحديثيَّة. كما لم تتبلور بعدُ لدى فُقهاء الشِّيعة صياغةُ المقاييس الخاصَّة لِلاجتهاد والفُتيا بِصُورةٍ كاملةٍ، والمقاييس الخاصّة لِمُعالجة الأخبار المُتعارضة، فَلم يكثُر الحديث بعد عن أهل البيت ، ولم يُدرَس في حديثهم بعد الشَّيء الكثير من الحديث المدسوس؛ ولم يشقَّ على الفُقهاء الرُجُوع إلى الأئمَّة  لِلسُّؤال فِيما يعرضهم من حاجةٍ، أو ما يعرض النَّاس، فَلم تظهر حاجةٌ مُلحَّةٌ إلى اتِّخاذ مقاييسٍ لِلرَّأي والاجتهاد، ومقاييسٍ لِمُعالجة الأحاديث المُتعارضة، ومعرفة السَّقيم منها من الصَّحيح، ولم يُراجعوا الأئمَّة في شيءٍ من ذلك، ولِذلك كان البحث الفقهيُّ في هذا الدَّور يقطع مراحل حياته الأُولى.

### مدرسة الكوفة

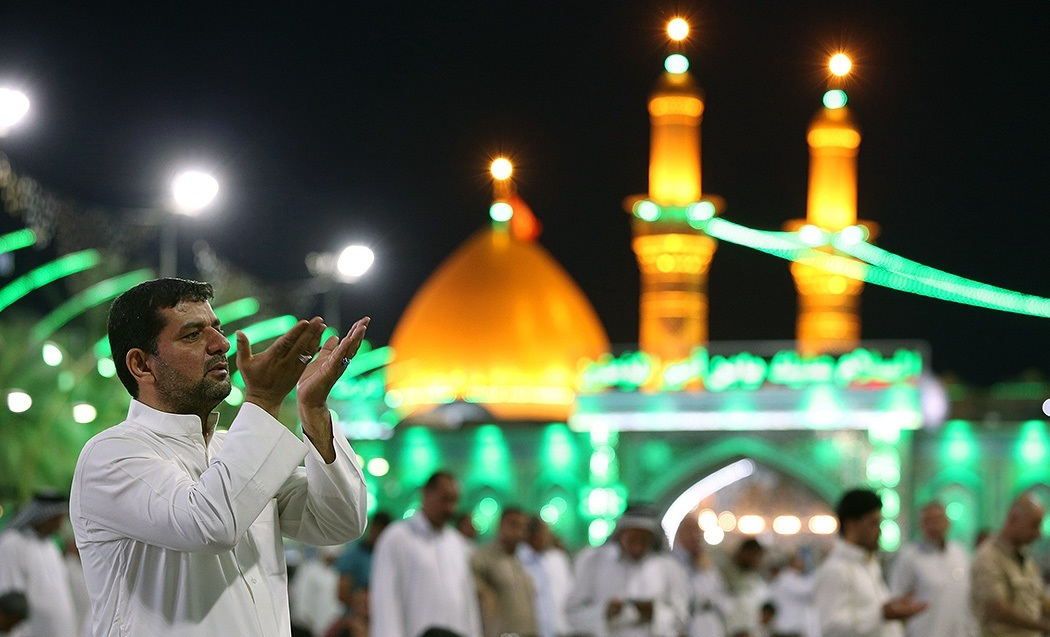
كربلاء.

في أواخر حياة الإمام جعفر بن مُحمَّد الصَّادق ، انتقلت مدرسة الفقه الشيعيِّ من المدينة المُنوَّرة إلى الكوفة في العراق. لتبدأ حياةٌ فقهيَّةٌ جديدةٌ في الكوفة التي كانت رُبُوعها رُكنًا من أركان ديار الإسلام ومركزًا فكريًا كبيرًا ومعقلًا حضاريًا تقصدُهُ البعثات العلميَّة والتجاريَّة، وقد أثَّر وفُود العناصر المُختلفة إلى الكوفة طلباً للعلم، أو التِّجارة في التلاقُح العقلي والذِّهني في هذه المدرسة. فَهاجر إليها وفُودٌ من الصَّحابة والتَّابعين والفُقهاء وأعيان المُسلمين من شتَّى الأمصار والأقطار، وكانت الكوفة حينما ارتحل إليها الإمام الصَّادق وانتقلت إليها مدرسة الفقه الشِّيعي من أكبر العواصم الإسلاميَّة. وقد عدَّ البراقي في تاريخ الكوفة مائةً وثمانيةً وأربعين صحابيًا من الذين هاجروا إلى الكوفة وارتحلوا إليها، ما عدا التَّابعين والفُقهاء الذين ساروا إلى هذه المدينة واتخذوها مُستقرًا لهُم وكان يبلغ عددُهُم الآلاف، علاوةً على الأُسر العلميَّة التي كانت تسكُن تلكُمُ الديار. وقد أورد ابن سعدٍ في الطبقات ترجمةً لِثمانمائةٍ وخمسين تابعيًا ممَّن سكن الكوفة. وقد انتقل إليها الإمام الصَّادق في أيام أبي العبَّاس السفاح ودام بقاؤُهُ فيها سنتين. اشتغل الإمام الصَّادق هذه الفترة بالخُصُوص في نشر المذهب الشِّيعي، لِعدم وجُود مُعارضةٍ سياسيَّة قويَّة؛ لمَّا سقطت حُكُومة الأمويين وظهرت حُكُومة العبَّاسيين، واغتنم الإمام جعفر بن مُحمَّد  فُرصة الصِّراع على الحُكم لِلدَّعوة إلى المذهب ونشر أُصُول مدرسة أهل البيت ، فازدلفت إليه الشِّيعة من كلّ فجٍّ زرافاتٍ ووحداناً تستقي منه العلم، وتروي عنه الأحاديث في مُختلف العلوم والموارد.
ازدهرت مدرسة الكُوفة على يد الإمام الصَّادق وتلاميذه، فَكانت الكوفة هي مُنطلق الحركة العقليَّة في العصر الثَّاني من عُصُور تأريخ الفقه الشِّيعي، ومبعث هذه الحركة ومركز الإشعاع وظلّت تعدّ من أهمّ مراكز الفقه الشيعي تقصدُها البعثات الفقهيَّة الشيعيَّة. ويتعاقب فيها فُقهاء الشيعة، مركز الصَّدارة في التَّدريس، والفُتيا، والأبحاث الفقهيَّة. إلا أن تلكُمُ التَّجمُّعات واللِّقاءات بِالإمام جعفر الصَّادق في الكوفة، والاحتفاء به أثار مخافة الحُكُومة العباسيَّة فخاف صاحبُها أبو جعفر الدَّوانيقي العبَّاسي أن يفتتن الناس بِجعفر بن مُحمَّد لما رأى من إقبال الفُقهاء والنَّاس عامَّةً عليه، ممَّا حداه على أن يطلُبه إلى قُربه في بغداد ورغم العقبات والمصاعب الكُبرى التي اصطدم بها أئمَّة الشِّيعة من أهل البيت وفُقهاء الشِّيعة ورُواة الحديث، من ضغط الحُكُومات والمُعارضات والجماعات، وما جرى عليهم من التُّهم والافتراءات، والتَّهريج الذي كانت تقوم به تلكُمُ الفرق بحقهم، تقدَّمت الدراسة الفقهيَّة الشيعيَّة وقطع تدوين الحديث شوطًا كبيرًا في هذه الفترة، وترك تراثًا تشريعيًا ضخمًا. ومن ملامح هذه المدرسة:
- ازدهر التَّدوين من أيَّام الإمام مُحمَّد بن علي الباقر وبلغ مقامًا هامًا في أيّام الإمام جعفر بن مُحمَّد الصادق ، فأخذ الإمام جعفر الصادق لما رأى ضياع الأحاديث والسُّنن يحُثُّ الرُّواة والعُلماء على تدوين السُّنة النبويَّة والأحاديث الشَّريفة وكتابتها بُغية نقلها إلى الأجيال الإسلاميَّة اللَّاحقة؛ ويُروى عن أبي بصير قوله: «دَخَلْتُ عَلَى أَبِي عَبْدِ اللهِ عَلَيْهِ السَّلَامُ فَقَالَ: مَا يَمْنَعُكُمْ مِنَ الْكِتَابِ؟! إِنَّكُمْ لَنْ تَحْفَظُوا حَتَّى تَكْتُبُوا، إِنَّهُ خَرَجَ مِنْ عِندِي رَهْطٌ مِنْ أَهْلِ الْبَصْرَةِ يَسْأَلُونَ عَنْ أَشْيَاءَ فَكَتَبُوهَا».[160]
- ازدادت حاجات المُسلمين في تلكُمُ العُصُور وتوسَّعت مطالبُهُم، وازدحم النَّاس على أبواب الفُقهاء يطلُبُون منهُم الرَّأي فيما استجدَّ عليهم من الأُمُور، ولم يكُن بيد فُقهاء بقيَّة الفرق الإسلاميَّة ومُحدِّثيها من الحديث ما يكفي لِسدِّ هذه الحاجة، كما ولم يجدوا في الكتاب الكريم جواباً عنها، ولم تكُن تسمح الحُكُومة لهُم بِمراجعة أئمَّة أهل البيت لِلاستزادة من علمهم، فاضطرَّ فقهاء تلكُمُ الفرق والمذاهب إلى اتِّخاذ القياس والاستحسان، والأخذ بِالظَّن والرَّأي.[161]
- قيل أنَّ المدرسة انتقلت من الكُوفة إلى المدينة أو إلى بغداد أو إلى طوس، وإن صحَّ هذا فقد كان لفترةٍ قصيرةٍ وبِصُورةٍ غير كاملةٍ أو غير مُكتملة، وبقيت مدينة الكُوفة ومدرستُها مُحتفظةً بِمكانتها حينًا طويلًا من هذا العصر.[162]

### مدرسة قم والري

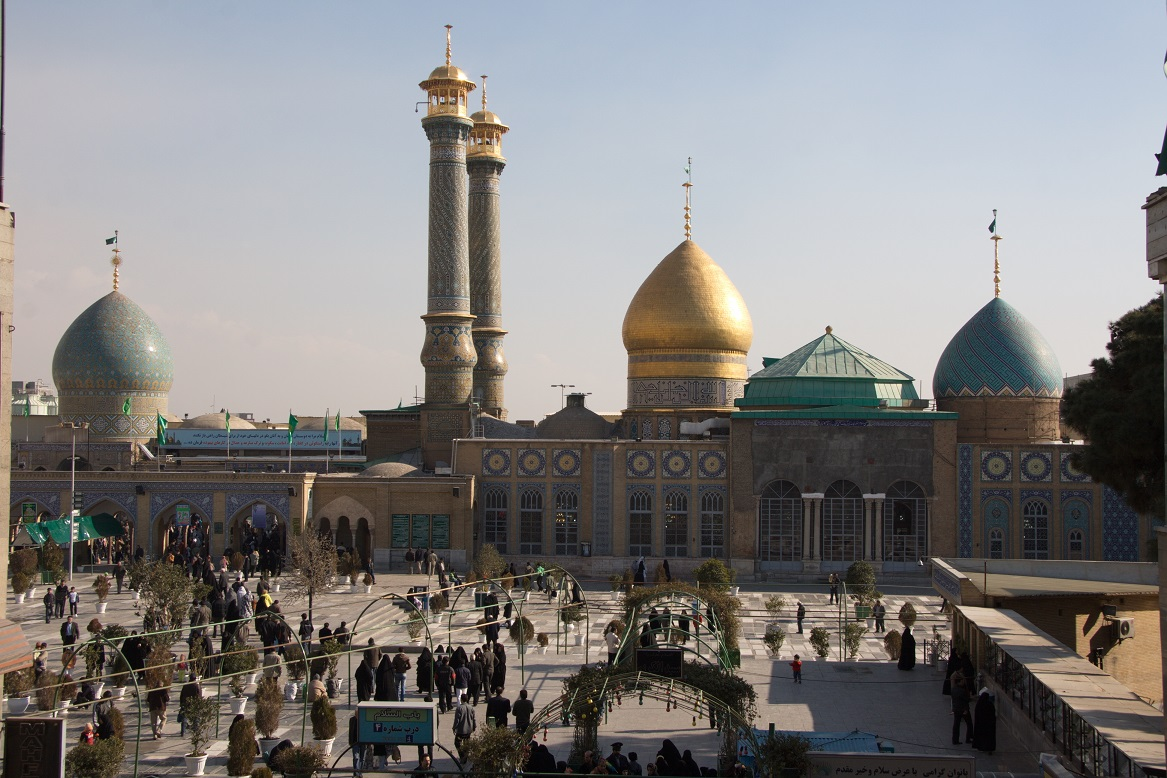
يحتوي مرقد الشاه عبد العظيم الحسني في الري، بإيران، على قبر عبد العظيم الحسني، وهو من نسل الحسن بن علي وصاحب التقي محمد.

يُفتتح هذا العصر مع ابتداء عصر الغيبة الكُبرى، مُمتدًا من فجر القرن الرَّابع الهجري إلى أواسط قرنه الخامس، حيث تحوَّلت أنفاس العلم ونبضات الفكر إلى مدينتين هُما: قُم والري. في هذه الأرضين نبتت دوحات الفقه وتفتَّحت أزاهير الاجتهاد، فَظهر أعلامٌ كبارٌ من أساتذة المذهب تركوا أثرًا كبيرًا في مسيرة الفقه الشِّيعي، وأوقدوا مشاعل النُّور في دُرُوب السَّائلين. وكانت قُم مُنذ عهد الأئمَّة  واحدةً من أُمَّهات المُدُن الشيعيَّة ومعقلًا من معاقل التشيُع، حظيت بِعين الرَّعاية من آل بيت النُبوَّة. أمَّا الري جارة قُم وقرينتُها في الفضل، فقد كانت في ذلك الزَّمن الغابر حاضرةً تزخر بِالحياة العلميَّة، تنبض بِالمدارس والمكاتب، وتزهو بِعُلمائها وفُقهائها ورُواة الحديث الذين ملأوا جنباتها علماً. ومن أهمِّ الدَّوافع التي أدَّت إلى انتقال مدرسة أهل البيت من الكُوفة إلى إيران، اشتداد القبضة العباسيَّة على فُقهاء الشيعة وعُلمائهم فلم يسلم أحدٌ ممن ينتسب إلى هذا المذهب من المُلاحقة والتَّضييق، حتَّى غدا مُجرَّد الانتماء تُهمةً تُجرَّ خلفها صُنُوف الأَذى والافتراء. أمام هذا الواقع القاسي، ارتحل عددٌ من العُلماء إلى قُم والرَّي، فكانت المدينتان آنذاك أكثر هدوءًا، وأفسحتا لهم مجالًا أرحب لِمُواصلة نشر الفقه والحديث. وكان ذلكُمُ الهُدُوء يُعزى إلى كون تلك البلاد تحت حُكم آل بويه الذين عُرفوا بالولاء للتشيُع. ويظهر أنَّ قُم في عصر الغيبة وعهد نيابة النواب الأربعة، كانت حافلةً بِعُلماء الشِّيعة وفُقهائها، ومركزاً فقهيًا كبيرًا من مراكز البحث الفقهي، يعتمد على فقهائها حتَّى السَّفير الثَّالث الحُسين بن روح. ويدُل على ذلك روايةٌ تاريخيَّةٌ ذكرها الشَّيخ الطُّوسي في كتاب الغيبة، جاء فيها:
| أَنْفَذَ الشَّيْخُ حُسَيْنُ بْنُ رُوحٍ كِتَابَ التَّأْدِيبِ إِلَى قُمٍّ، وَكَتَبَ إِلَى جَمَاعَةِ الْفُقَهَاءِ بِهَا، وَقَالَ لَهُمْ: اُنْظُرُوا مَا فِي هَذَا الْكِتَابِ، وَانْظُرُوا هَلْ فِيهِ شَيْءٌ يُخَالِفُكُمْ؟ فَكَتَبُوا إِلَيْهِ: إِنَّهُ كُلُّهُ صَحِيحٌ، وَمَا فِيهِ شَيْءٌ يُخَالِفُ، إِلَّا قَوْلَهُ: الصَّاعِ فِي الْفِطْرَةِ نِصْفُ صَاعٍ مِنْ طَعَامٍ، وَالطَّعَامُ عِنْدَنَا مِثْلُ الشَّعِيرِ، مِنْ كُلِّ وَاحِدٍ صَاعٌ. |
| —كتاب الغيبة، للطوسي |

ومن الأدلَّة على ضخامة مدرسة قُم في هذا العصر ما ذكره العلَّامة المجلسي الأول مُحمَّد تقي في شرحه لِكتاب من لا يحضره الفقيه بِالفارسيَّة ما تعريبُهُ: «إِنَّ فِي زَمَانِ عَلِيٍّ بْنِ الحُسَينِ بنِ مُوسَى بنِ بَابُويَه (...) كَانَ فِي قُمَّ مِن المُحَدِّثِينَ مَائتَا ألفِ رَجُلٍ». وقد وصف الحسن بن مُحمَّد بن الحسن القُمي هذا العصر فَقال: «البَابُ السَّادِس عَشَر: فِي ذِكرِ بَعضِ عُلَمَاءِ قُم، وَعَددُ خَوَاصِّهُمُ مَائَتَانِ وَسِتَّةٌ وَسِتُّونَ، وَذكر مُصَنَّفَاتِهِمُ وَرِوَايَاتِهِمُ وَبَعض أَخبَارِهِم»؛ ويدُلُّ هذا على كون مدرسة قُم من أوسع المدارس الشيعيَّة في الفقه والحديث إبان تلك الفترة وكانت تضُمُّ مئات المدارس والمساجد والمكاتب وندوات البحث والمُناقشة ومجالس الدَّرس والمُذاكرة.

## المدارس الكلامية

### الاثنا عشرية أو الإمامية

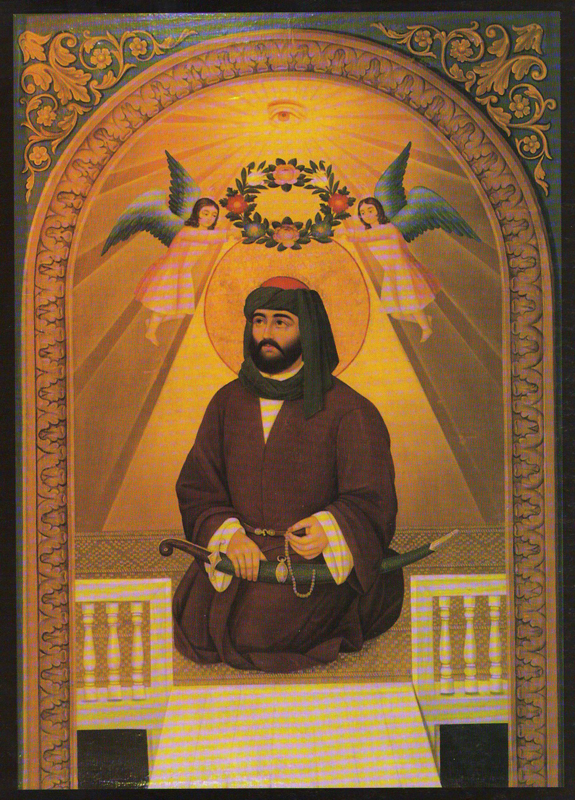
صورةٌ لِعلي بن أبي طالب وخلفه قُرص الشَّمس وتُتوجُهُ الملائكة إمامًا.

تؤمن الطائفة الاثنا عشرية بأربعة عشر معصوم منهم إثنا عشر إماماً معصوماً، ويعتقدون بأن محمد المهدي ابن الحسن العسكري وهو عندهم الإمام الثاني ع شر هو المنتظر الموعود الذي غاب عن الأنظار وأنه سيعود ليملأ الأرض عدلاً.
وتعتبر الطائفة الاثنا عشرية أكبر الطوائف الشيعية من حيث عدد السكان، حيث تُقدر نسبتها بحوالي 85% من الشيعة، وتحتوي إيران والعراق وأذربيجان على أكثر من ثلثي عدد الشيعة الاثنا عشرية، ويرى بعض السنة أن ذلك يعود لفترة الحكم الصفوي (1501 م – 1736 م)، حيث كانت إيران سنية المذهب طوال أكثر من ألف عام ولم يكن فيها سوى أربع مدن شيعية وهي آوه وقاشان وسبزوان وقم، وعقب وصول إسماعيل الصفوي للسلطة في إيران أعلن فرض المذهب الشيعي الاثنا عشري مذهباً رسمياً للدولة، «بالرغم من وصول الشيعة للسلطة عبر التاريخ الإسلامي (أي كالقرامطة والعبيديون والبوهيون)، حتى القرن السادس عشر ميلادية 1501 م ووصول الحكم الصفوي للسلطة وفرضه للمذهب الشيعي الاثنا عشري على مستوى الإمبراطورية، مما أدى إلى تحول الشعوب في بلاد الفرس[ ؟ ] وأذربيجان وبعض الترك ليصبحوا من أتباع الطائفة الشيعية الاثنا عشرية».

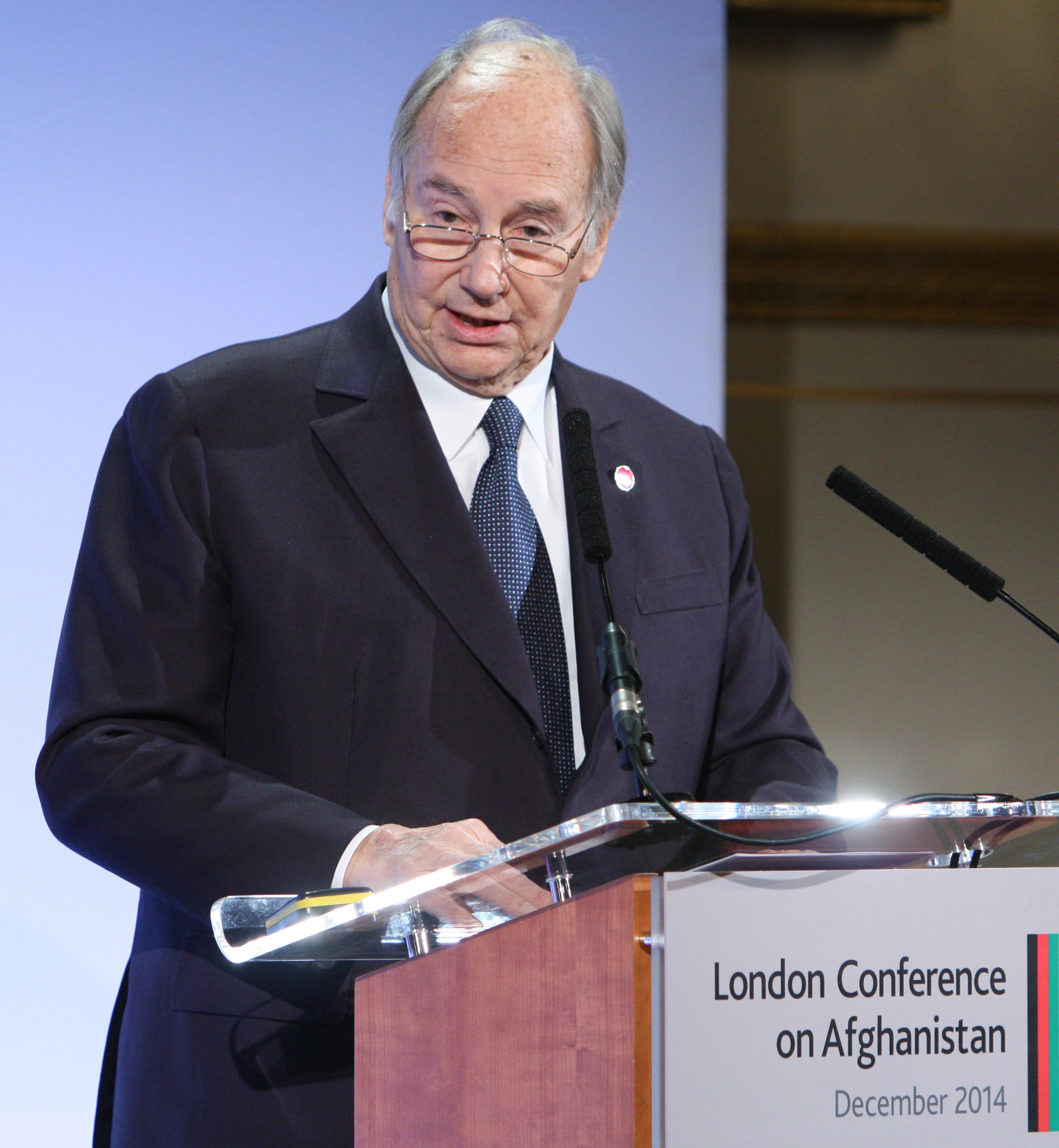
شاه كريم الحسيني، المعروف باسم الآغا خان الرابع، هو الإمام التاسع والأربعون الحالي للطائفة النزارية الإسماعيلية.

وضع جعفر الصادق الفقه الشيعي ونشر تلاميذه بين الناس وتلقى العلم على يديه آلاف الطلبة واعتبره الشيعة من نجوم الأمة الإسلامية لذا يسمون بالجعفرية أيضاً.

### الإسماعيلية

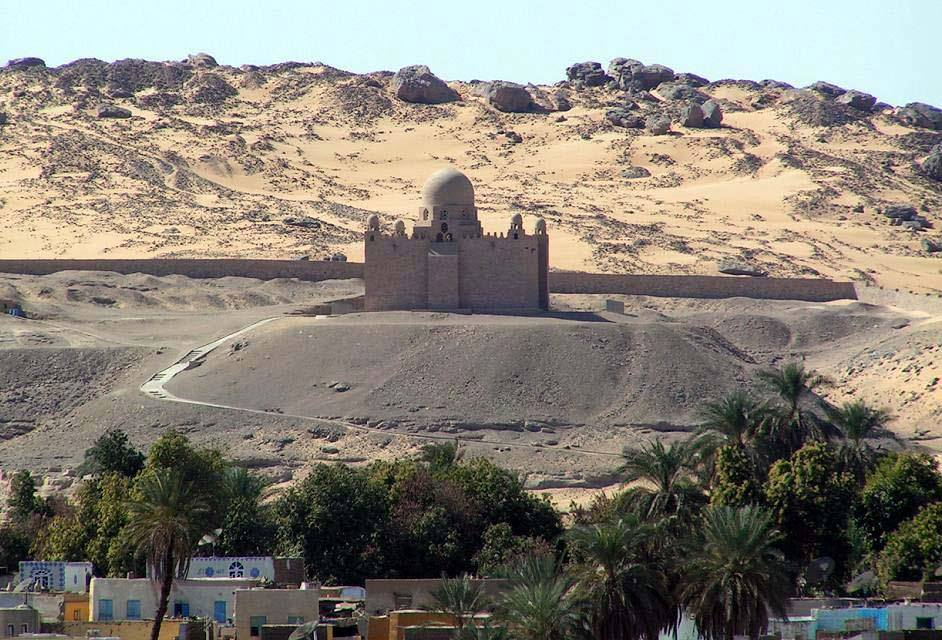
ضريح الآغا خان عند الشيعة الإسماعيلية.

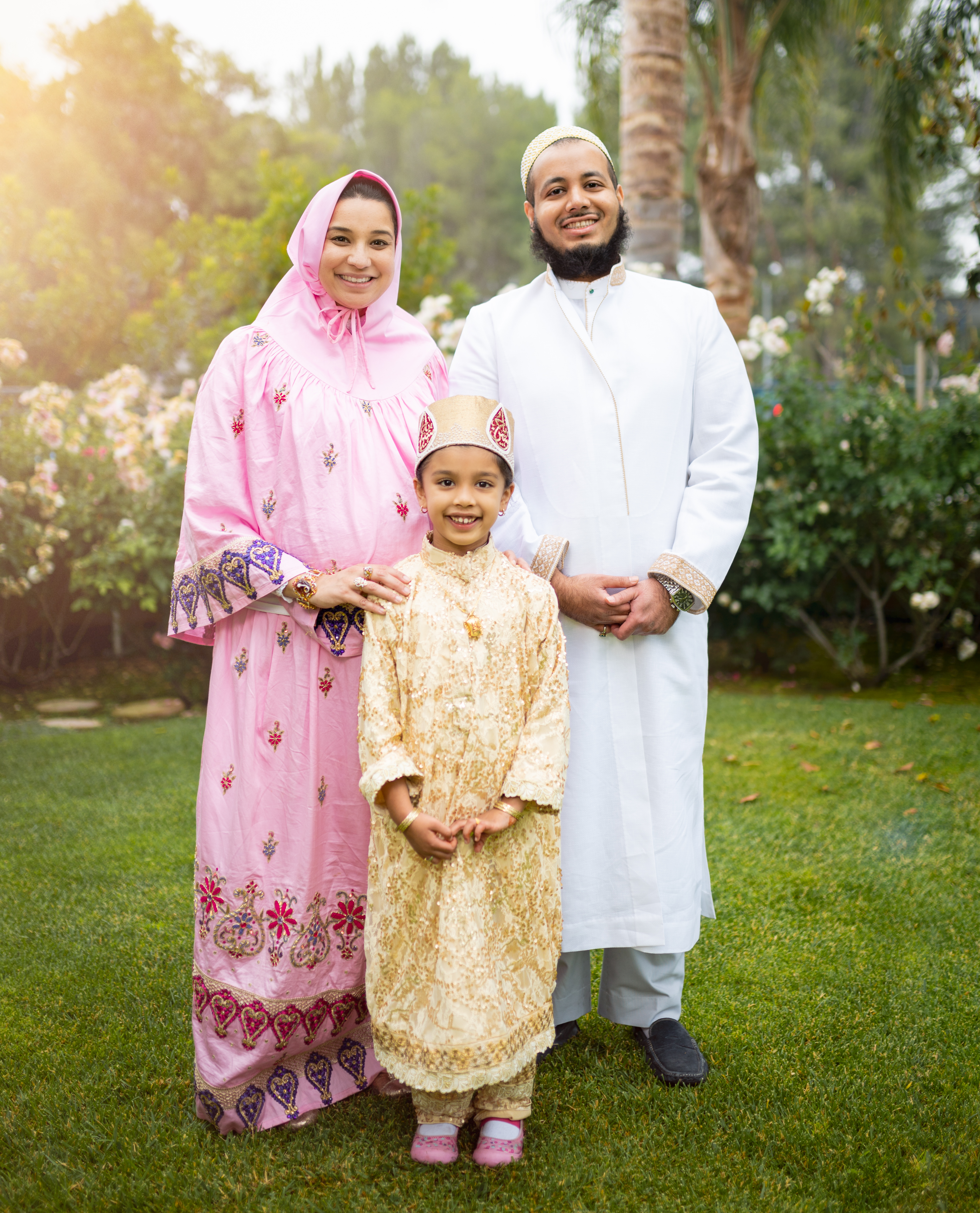
شيعة إسماعيلية مستعلية من طائفة البهرة الداودية في الهند.

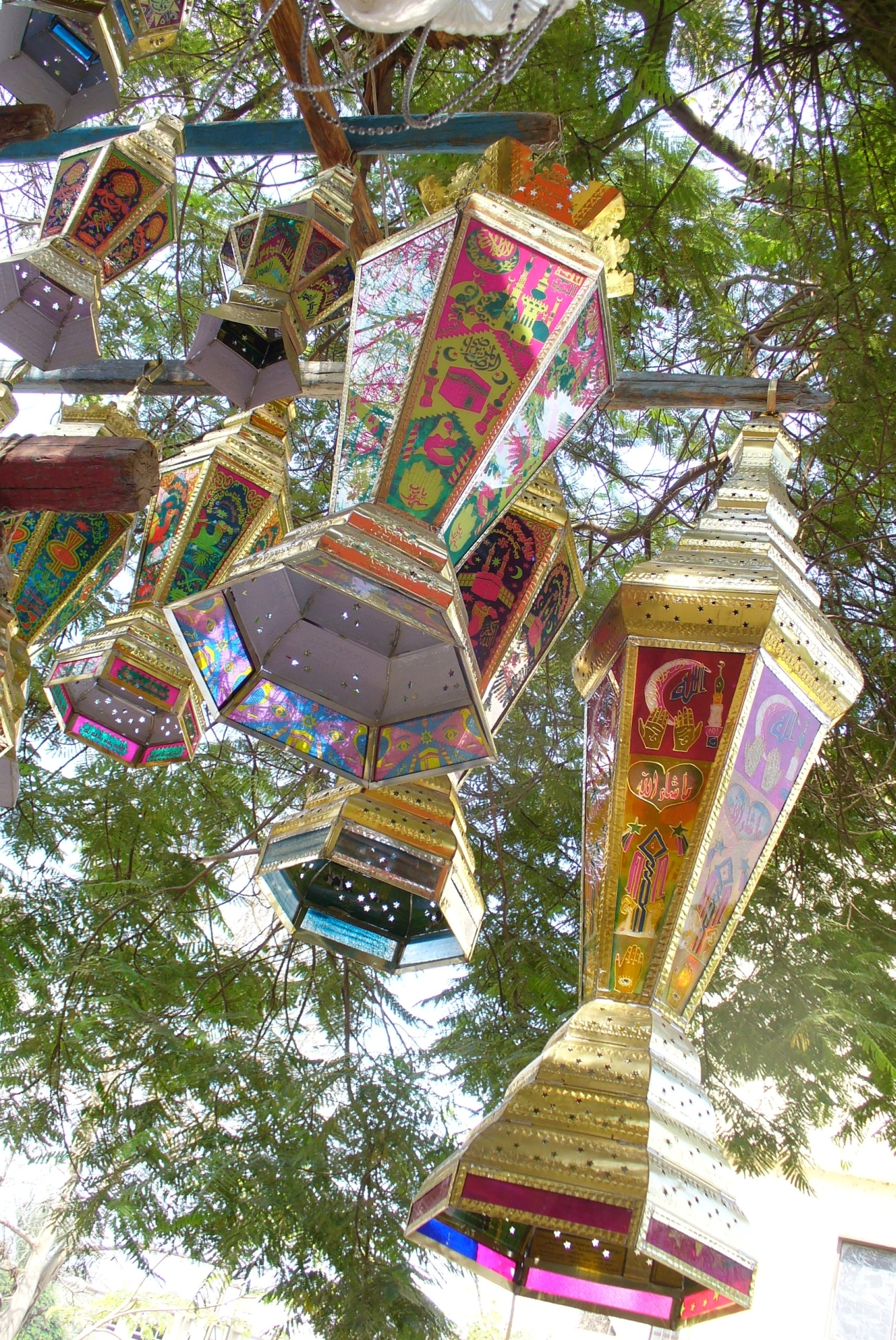
يعود تاريخ فوانيس رمضان للخلافة الفاطمية والتي كانت تتبني المذهب الشيعي الإسماعيلي مذهبًا رسميًا لها.

بعد وفاة الإمام جعفر الصادق التف الشيعة حول ولده موسى الكاظم ولكن أعلن بعض الشيعة أن الإمام كان إسماعيل بن جعفر الصادق وان مات في حياة أبيه فإن الإمامة في نسله ورفضوا إمامة موسى الكاظم. وظهر ثاني انقسام وهو ما يعرف بالطائفة الإسماعيلية. التي هي الأخرى حدث بها انشقاق إلى فرعين (نزارية – مستعلية) وما زالتا موجودتين إلى يومنا.
واشتهر الإسماعيليون بنشاطهم بل استطاعوا ولأول مرة بعد مقتل علي بن أبي طالب تأسيس دولة شيعية بخلافة شيعية يرأسها أئمة ظهروا بعد نجاح دعوتهم السرية قائلين إنهم من ذرية علي بن أبي طالب وهي الدولة الفاطمية.
بدأت في شمال أفريقيا ووصلت إلى مصر وكانت العاصمة القاهرة في عهدهم من أكبر مدن العالم آنذاك. يوجد الإسماعيلون حاليا في نجران جنوب المملكة العربية السعودية وفي الهند وغيرها من البلدان.

### الزيدية

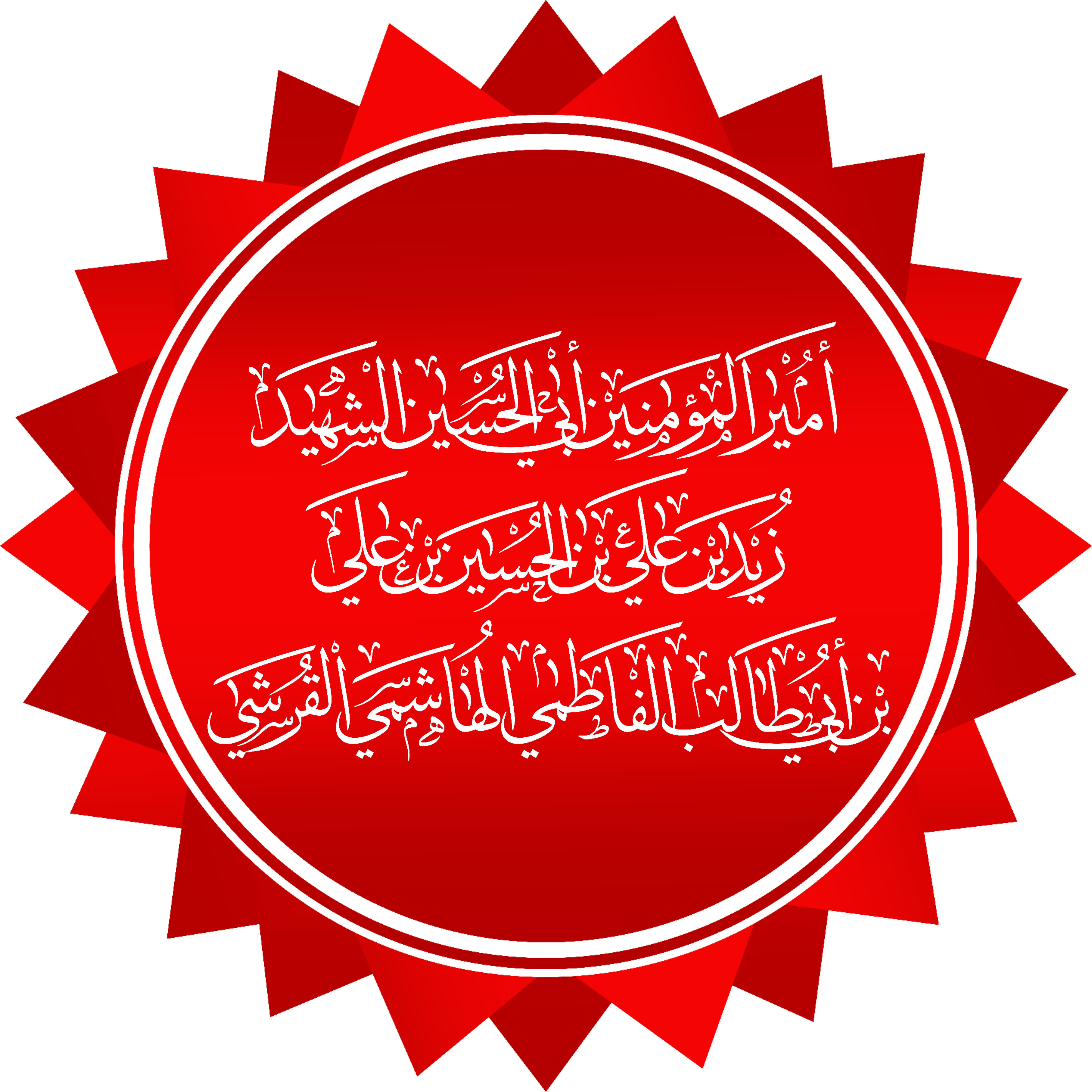
ترجع تسمية الزيديون بهذا الأسم نسبة لزيد بن علي

بعد مقتل الحسين بن علي وبعد وفاة ابنه علي زين العابدين[ ؟ ] الذي كان له ولدان محوريان هما زيد بن علي ومحمد الباقر.
خرج زيد بن علي على الأمويين والتف حوله جمع من الناس من الشيعة وغيرهم، ويقضي زيد أيضا أنفاسه الأخيرة بعد قصة مأساوية لا تختلف كثيرا عن قصة جده الحسين، وبعد وفاته تنفصل طائفة عن الشيعة لاترى الإمامة لمحمد الباقر الذي كان الشيعة يعتبرونه إمامهم حتى في حياة زيد وعرفت هذه الطائفة بالزيدية نسبة إلى زيد بن علي واختلفت هذه الطائفة الموجودة إلى يومنا عن باقي الشيعة انها رأت أن الإمامة ليست بالنص على شخص محدد وإنما الإمامة هي لأي شخص من نسل علي بن أبي طالب يخرج طالبا لها ويعتبر من ائمتهم يحيى بن زيد بن علي وأيضا محمد النفس الزكية وغيره.

### القرامطة
هم فرقة إسماعيلية أقامت دولة إثر ثورة اجتماعية وسياسية مسلحة ضد الخلافة العباسية، وانشقت من باقي الشيعة الإسماعيلية بعد رفضهم إمامة عبيد الله المهدي مؤسس الدولة الفاطمية. أنشأ القرامطة دولتهم في بلاد البحرين (شرق شبه الجزيرة العربية). يعدها بعض الباحثين من أوائل الثورات الاشتراكية في العالم. أغار القرامطة علي المسجد الحرام عام (317هـ - 908م) وسرقوا الحجر الأسود وقتلوا الحجاج وسرقوا أموال أهل مكة حيث أعتبر أبو طاهر القرمطي الكعبة بأنها وثن معبود والحج شعائر وثنية وأن الحجاج مشركين مهدورين الدم والمال وقال «أين الطير الأبابيل؟ أين الحجارة من سجيل؟ لمن الملك اليوم؟ أنا الله، أنا أخلق الخلق، وأفنيهم، أنا». وكتب الخليفة الفاطمي عبيدالله المهدي في رسالته إلى أبو طاهر القرمطي يحذره أنّه إن لم يَرُد أموال أهل مكة التي سرقها وإرجاع الحجر الأسود إلى مكانه ووضع ستار الكعبة عليها مجدّداً فإنّه سيأتيه بجيش لا قِبَلَ له بهم، أذعن القرامطة للتهديد، وأعادوا موسم الحج، بعد تعطيله لمدة تقارب الاثنين وعشرين سنة.

### النصيرية أو العلويون
طائفة من غلاة الشيعة يؤمنون بإمامة محمد بن نصير النمري، وهي طائفة باطنية يقومون بتفسير القرآن بشكل مختلف عن باقي الشيعة حيث يقومون بتأليه علي بن أبي طالب ويعتقدون أن لقب العلي العظيم في القرآن هو إشارة لإلوهية علي بن أبي طالب، ويعتقدون بأنه أولى من النبي محمد بالنبوة، وأنه أفضل رجل في البشرية، ويمجدون قاتله الخارجي عبد الرحمن بن ملجم كونه مخلص اللاهوت من الناسوت؛ حيث تحتوي عقيدتهم علي ثالوث إلهي مكون من محمد وعلي بن أبي طالب وسلمان الفارسي وكل أقنوم منهم هو الله في حد ذاته، ولا يحجون لمكة ولا يصومون رمضان ولا يمارسون الشعائر الإسلامية التقليدية لأنهم يفسرونها بشكل رمزي وروحاني مما دفع باقي المسلمين لإخارجهم من دائرة الإسلام. ولكن تراجع بعض الشيعة الإثنا عشرية عن تكفير العلويين خاصة بعد فتوي المرجع موسى الصدر مؤسس المجلس الاسلامي الشيعي الاعلى في لبنان باعتبار العلويين شيعة إثنا عشرية، وجاء ذلك بناء علي طلب الرئيس السوري الأسبق حافظ الأسد.

### الدروز
فرقة إسماعيلية باطنية أسسها حمزة بن علي بن أحمد الحاكمي الدرزي الذي استقدمه الحاكم بأمر الله الفاطمي في حياته، وأرسله إلى بلاد الشام للدعوة فيها والتبشير بالمذهب الإسماعيلي الباطني إلا أن حمزة بعد وفاة الحاكم بأمر الله رفض بيعة من بعده وقال أنه غاب وسيعود كغيبة المهدي المنتظر، وقد ابتعدت هذه الفرقة عن العقائد الإسماعيلية فأصبحت تؤمن بإلوهية الحاكم بأمر الله ولكنها تتبع التقية ولا تعلم اتباعها عقائدها إلا في سن كبيرة بسبب تكفيرهم واتهامهم بالزندقة من باقي المسلمين.

### الكيسانية
هي أحد الفرق الشيعية البائدة، كانوا يعتقدون بإمامة محمد بن الحنفية بعد الحسين بن علي، وبعد ابن الحنفية ابنه أبوهاشم، ويقال أن هذه الفرقة يمثلها المختار الثقفي وأتباعه.

### الفطحية
فرقة شيعية بائدة تعتقد بإمامة عبدالله بن جعفر الصادق الملقب بـالأفطح، وأغلب الذين اعتقدوا بإمامته انتقلوا إلى الاعتقاد بإمامة موسى الكاظم؛ لأنّ عبد الله الأفطح لم يستمر عمره بعد جعفر الصادق أكثر من 75 يوما. وكان عددهم قليلا.

### الواقفية
فرقة شيعية بائدة وهي من المتصوفة المبطلة بأنه لا يمكن التعرف إلى الله بالمعرفة، والخلق كلهم عاجزون. وقفوا على إمامة موسي الكاظم بن جعفر الصادق، وادعو أنه لم يمت وأنه المهدي المنتظر الذي يخرج في آخر الزمان فيملأ الأرض عدلا وقسطا بعد أن ملئت ظلمًا وجورا. وهذه الفرقة ليس لها وجود في الوقت الحاضر، وحتى في ذلك الزمان اشتملت على مجموعة صغيرة فذهبت هذه الفرقة بذهابهم.

### البترية
فرقة شيعية بائدة كانوا يعتقدون بأن علي السجاد هو أخر الأئمة.

## العقائد

### عقيدة الشيعة في الله

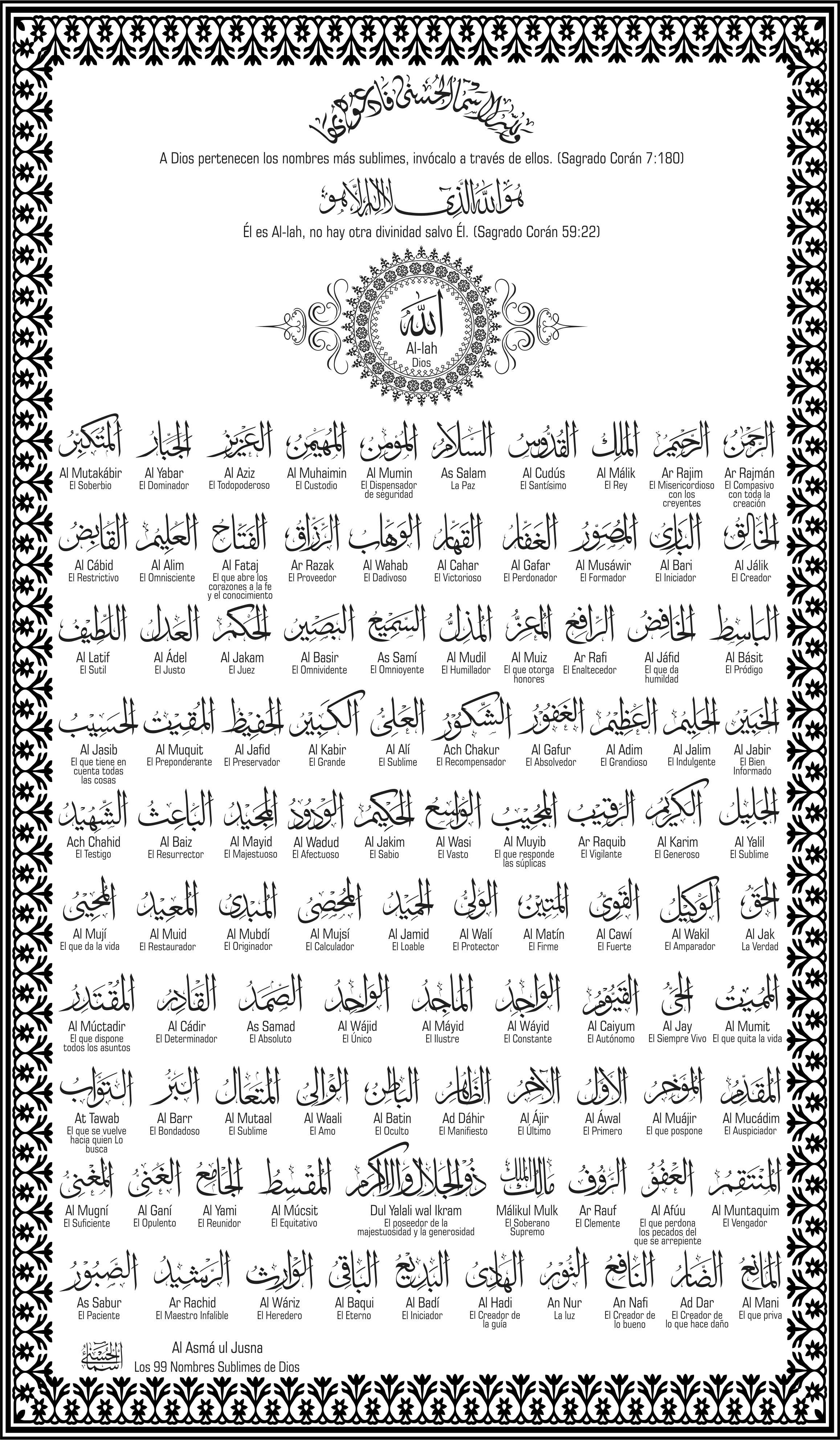
أسماءُ الله الحُسنى.

يعتقد الشِّيعة أنَّ الله  واحدٌ أحدٌ ليس كَمثله شيءٌ، قديمٌ لم يزل ولا يزال، هو الأوَّل والآخر، عليمٌ حكيمٌ عادلٌ حيٌّ قادرٌ غنيٌّ سميعٌ بصيرٌ؛ ولا يُوصَف بِما تُوصَف بِه المخلوقات، فَليس هو بِجسمٍ ولا صورةٍ، وليس جوهرًا ولا عرضًا، وليس لهُ ثقلٌ أو خفَّةٌ، ولا حركة أو سُكُون، ولا مكان ولا زمان، ولا يُشار إليه. كما لا ندَّ لهُ، ولا شبه، ولا ضدَّ، ولا صاحبةً لهُ ولا ولد، ولا شريك، ولم يكُن له كُفوًا أحدٌ. لا تُدركُهُ الأبصار وهو يُدرِك الأبصار. ومن قال بِالتَّشبيه في خلقه بِأن صوَّر له وجهًا ويدًا وعينًا، أو أنه ينزل إلى السَّماء الدُّنيا، أو أنَّهُ يظهر إلى أهل الجنَّة كَالقمر (أو نحو ذلك) فَإنَّهُ بِمنزلة الكافر به جاهل بِحقيقة الخالق المُنزَّه عن النَّقص. جاء في كتاب أوائل المقالات لِلشَّيخ المُفيد: «إِنَّ اللَّهَ  وَاحِدٌ فِي الْإِلٰهِيَّةِ وَالْأَزَلِيَّةِ، لَا يُشْبِهُهُ شَيْءٌ، وَلَا يَجُوزُ أَنْ يُمَاثِلَهُ شَيْءٌ، وَأَنَّهُ فَرْدٌ فِي الْمَعْبُودِيَّةِ لَا ثَانِيَ لَهُ فِيهَا عَلَى الْوُجُوهِ كُلِّهَا وَالْأَسْبَابِ، وَعَلَى هٰذَا إِجْمَاعُ أَهْلِ التَّوْحِيدِ إِلَّا مَنْ شَذَّ مِنْ أَهْلِ التَّشْبِيهِ، فَإِنَّهُمْ أَطْلَقُوا أَلْفَاظَهُ وَخَالَفُوا فِي مَعْنَاهُ». وجاء في كتاب الاعتقادات: إنَّه تعالى مُتعالٍ عن جميع صفات خلقه خارج من الحدَّين حدِّ الإبطال وحدِّ التَّشبيه. وأنه  شيءٌ لا كَالأشياء أحدٌ صمدٌ لم يلد فَيُورَث ولم يُولد فَيُشارَك ولم يكُن له كُفء أحد ولا ندٌّ ولا ضدٌّ ولا شبه ولا صاحبة ولا مثل ولا نظير ولا شريك لا تُدركُه الأبصار والأوهام وهو يُدركُها لا تأخُذه سنة ولا نوم وهو اللَّطيف الخبير خالق كُل شيء لا إله إلا هو له الخلق والأمر تبارك الله ربُّ العالمين. هذا وقد كتب الشِّيعة كُتُبًا عدة في إثبات وجُود الله وتوحيده نضدوا فيها أبلغ الأدلَّة والبراهين النَّقليَّة والعقليَّة.

الْحَمْدُ لله الْوَاحِدِ بِغَيْرِ تَشْبِيهٍ، وَالدَّائِمِ بِغَيْرِ تَكْوِينٍ، الْقَائِمِ بِغَيْرِ كُلْفَةٍ، الْخَالِقِ بِغَيْرِ مَنْصَبَةٍ، وَالْمَوْصُوفِ بِغَيْرِ غَايَةٍ، الْمَعْرُوفِ بِغَيْرِ مَحْدُودٍ، الْعَزِيزِ، لَمْ يَزَلْ قَدِيمًا فِي الْقِدَمِ، رَدَعَتِ الْقُلُوبُ لِهَيْبَتِهِ، وَذَهِلَتِ الْعُقُولُ لِعِزَّتِهِ، وَخَضَعَتِ الرِّقَابُ لِقُدْرَتِهِ، فَلَيْسَ يَخْطُرُ عَلَى قَلْبِ بَشَرٍ مَبْلَغُ جَبَرُوتِهِ، وَلَا يَبْلُغُ النَّاسُ كُنْهَ جَلَالِهِ، وَلَا يُفْصِحُ الْوَاصِفُونَ مِنْهُمْ لِكُنْهِ عَظَمَتِهِ، وَلَا تَبْلُغُهُ الْعُلَمَاءُ بِأَلْبَابِهَا، وَلَا أَهْلُ التَّفَكُّرِ بِتَدَابِيرِ أُمُورِهَا، أَعْلَمُ خَلْقِهِ بِهِ الَّذِي بِالْحَدِّ لَا يَصِفُهُ، يُدْرِكُ الْأَبْصَارَ وَهُوَ اللَّطِيفُ الْخَبِيرُ. فَجَاءَ إِلَيْهِ رَجُلٌ فَقَالَ لَهُ: يَا ابْنَ رَسُولِ الله، صِفْ لِي رَبَّكَ كَأَنِّي أَنْظُرُ إِلَيْهِ؛ فَأَطْرَقَ الإِمَامُ الْحَسَنُ بنُ عَلِيٍّ  مَلِيًّا، ثُمَّ رَفَعَ رَأْسَهُ فَأَجَابَهُ: الْحَمْدُ لله الَّذِي لَمْ يَكُنْ لَهُ أَوَّلٌ مَعْلُومٌ، وَلَا آخِرٌ مُتَنَاهٍ، وَلَا قَبْلٌ مُدْرَكٌ، وَلَا بَعْدٌ مَحْدُودٌ، وَلَا أَمَدٌ فَحَتَّى، وَلَا شَخْصٌ فَيَتَجَزَّأَ، وَلَا اخْتِلَافُ صِفَةٍ فَيَتَنَاهَى، فَلَا تُدْرِكُ الْعُقُولُ وَأَوْهَامُهَا، وَلَا الْفِكَرُ وَخَطَرَاتُهَا، وَلَا الْأَلْبَابُ وَأَذْهَانُهَا صِفَتَهُ، فَيَقُولَ: مَتَى؟ وَلَا بَدْءٌ مِمَّا، وَلَا ظَاهِرٌ عَلَى مَا، وَلَا بَاطِنٌ فِيمَا، وَلَا تَارِكٌ فَهَلَّا، خَلَقَ الْخَلْقَ فَكَانَ بَدِيعًا بَدِيعًا، ابْتَدَأَ مَا ابْتَدَعَ، وَابْتَدَعَ مَا ابْتَدَأَ، وَفَعَلَ مَا أَرَادَ، وَأَرَادَ مَا اسْتَزَادَ
– خطبة للإمام الحسن بن علي 

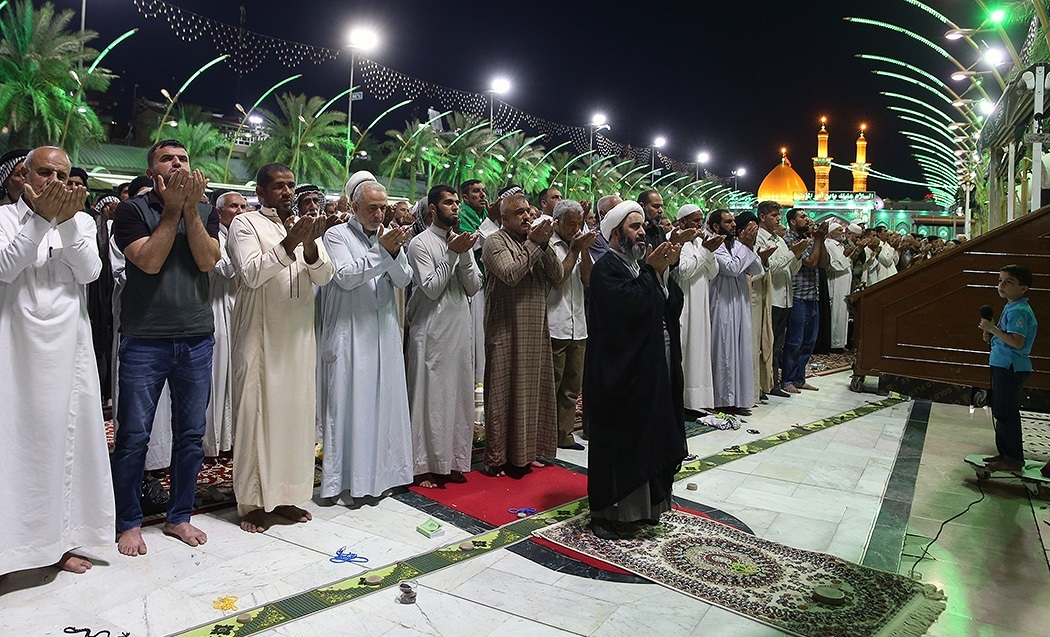
صلاة الشيعة في رمضان بكربلاء.

ويُعدُّ توحيد الله  أوَّل أصُول الشِّيعة في الاعتقاد، ويعني أنَّ الله واحدٌ لا شريك لهُ ولا ندَّ، وأنَّه واجب الوجُود لِذاته، لم يلِد ولم يُولد، منزَّه عن الآفات والنُّقصان، غير محدود بِمكان ولا زمان، وأنه ليس كَمثله شيءٌ فَهو مُنزَّه عن الجسميَّة والحُدُوث، لا تُدركُه الأبصار في الدُّنيا والآخرة، وأنَّ جميع صفاته الذاتيَّة من حياة وقُدرة وعلم وإرادة وغير ذلك هي عين ذاته، وأنَّ الخلائق كُلَّها تفتقر إلى الله عزَّ وجلَّ في وجودها وخلقها؛ قال الإمام الحُسين بن علي  في دعاء عرفة: «إلٰهِي كَيْفَ يُسْتَدَلُّ عَلَيْكَ بِما هُوَ في وُجُودِهِ مُفْتَقِرٌ اِلَيْكَ، مَتَى غِبْتَ حَتَّى تَحْتاجَ إِلَى دَليْلٍ يَدُلُّ عَليْكَ، وَمَتَى بَعُدْتَ حَتَّى تَكُونَ الاْثارُ هِي الَّتي تُوصِلُ اِلَيْكَ، عَمِيَتْ عَيْنٌ لا تَراكَ عَلَيْها رَقِيْبًا، وَخَسِرَتْ صَفْقَةُ عَبْد لَمْ تَجْعَلْ لَهُ مِنْ حُبِّكَ نَصِيْبًا».

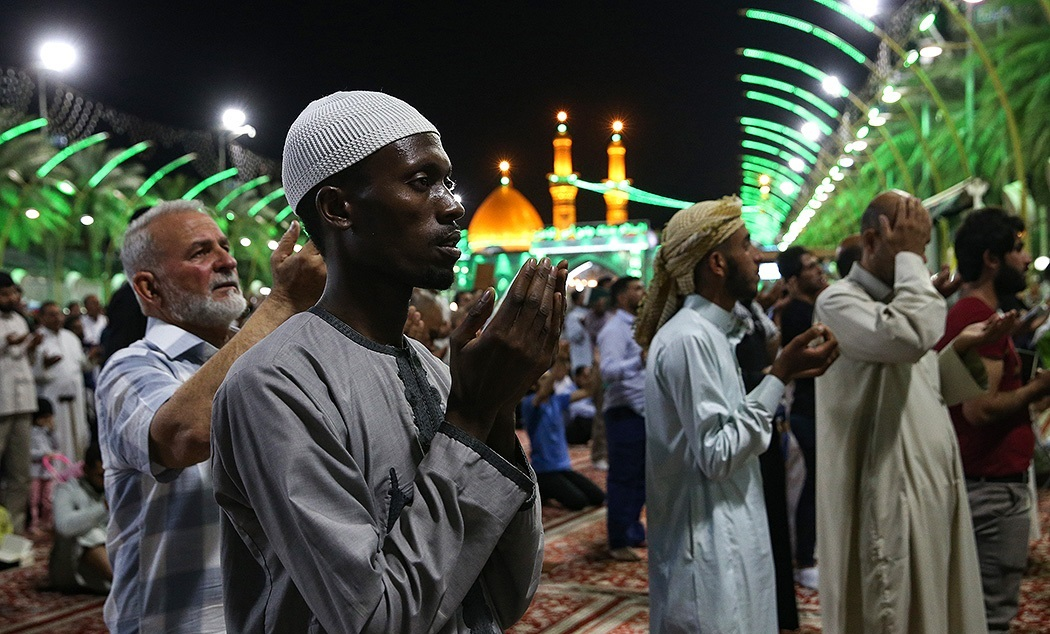
ليلة الجمعة الأولى من رمضان 1439هـ في كربلاء.

 ومن أصُول الدِّين «العدل» وقد لخَّص الشيخ المُفيد ذلكُم الأصل بِقوله: إنَّ الله عدل كريم خلق الخلق لِعبادته، وأمرهم بِطاعته، ونهاهم عن معصيته، وعمَّهُم بهدايته، بدأه بِالنِّعم والتَّفضُّل عليهم بِالإحسان، لم يُكلِّف أحداً دون الطَّاقة، ولم يأمُره إلَّا بِما جعل له عليه الاستطاعة، لا عبث في صنعه ولا تفاوت في خلقه، ولا قبيح في فعله، جلَّ عن مُشاركة عباده في الأعمال، لا يُعذِّب أحداً إلَّا على ذنبٍ فعله، ولا يلُوم عبداً إلَّا على قبيحٍ صنعه ﴿إِنَّ اللَّهَ لَا يَظْلِمُ مِثْقَالَ ذَرَّةٍ وَإِنْ تَكُ حَسَنَةً يُضَاعِفْهَا وَيُؤْتِ مِنْ لَدُنْهُ أَجْرًا عَظِيمًا ۝٤٠﴾ [النساء:40] هذا في الوقت الذي تقول فيه بعض الفرق الاسلاميَّة الأُخرى بِأنَّ الله قد يُعذِّب المُحسن دون ذنبٍ جناه، ويُنعم على المُسيء ويُدخله الجنَّة، وفي هذا ما فيه من نسبة الظُّلم إليه، وقد وافق المُعتزلة الشِّيعة في هذا الشَّأن؛ لِذا أُطلق عليهما مُصطلح «العدليَّة».

### عقيدة الشيعة في الصحابة

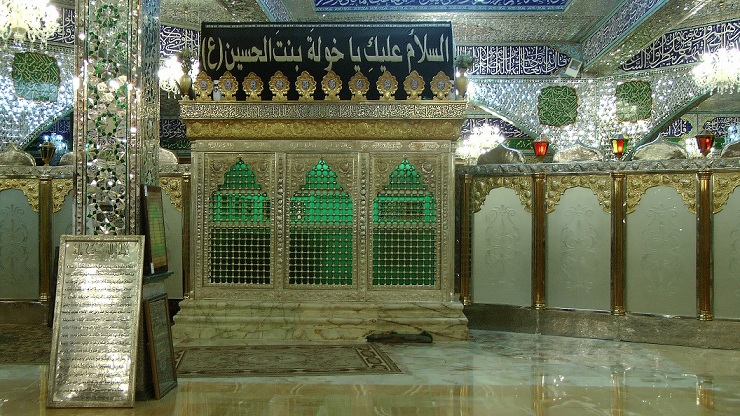
مقام خولة بنت الحسين في لبنان.

يري الشيعة الإثنا عشرية أن أغلب الصحابة كانوا منافقين وكفارًا ماعدا بضعة عشر منهم أو ثلاثة أو سبعة وكفر من أحبهم ومن لم يؤمن بإمامة أسباط النبي الإثنا عشر المعصومين. فعن أبي علي الخراساني، عن مولى لعلي بن الحسين عليهما السلام، قال: «كنت معه عليه السلام في بعض خلواته، فقلت: إن لي عليك حقا، ألا تخبرني عن هذين الرجلين، عن أبي بكر وعمر؟. فقال: كافران، كافر من أحبهما.»

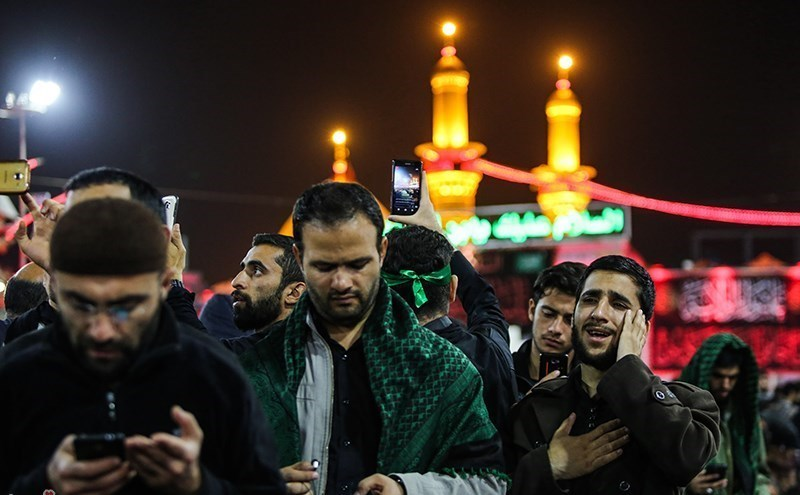
إحياء الشيعة ليوم الأربعين الحسيني.

وعن أبي حمزة الثمالي، قال: قلت لعلي بن الحسين عليهما السلام - وقد خلا -: «أخبرني عن هذين الرجلين؟. قال: هما أول من ظلمنا حقنا وأخذا ميراثنا، وجلسا مجلسا كنا أحق به منهما، لا غفر الله لهما ولا رحمهما، كافران، كافر من تولاهما.»
وعن حكيم بن جبير، قال: قال علي بن الحسين عليهما السلام: «أنتم تقتلون في عثمان منذ ستين سنة، فكيف لو تبرأتم من صنمي قريش؟!.»
عن سورة بن كليب، قال: «سألت أبا جعفر عليه السلام عن أبي بكر وعمر؟. قال: هما أول من ظلمنا حقنا وحمل الناس على رقابنا، فأعدت عليه، فأعاد علي ثلاثا، فأعدت عليه الرابعة، فقال:»
ذكر الكليني في فروع الكافي عن أبي جعفر عليه السلام: «كان الناس أهل ردة بعد النبي صلى الله عليه وآله إلا ثلاثة، فقلت: من الثلاثة؟ فقال: المقداد بن الأسود وأبوذر الغفاري وسلمان الفارسي»

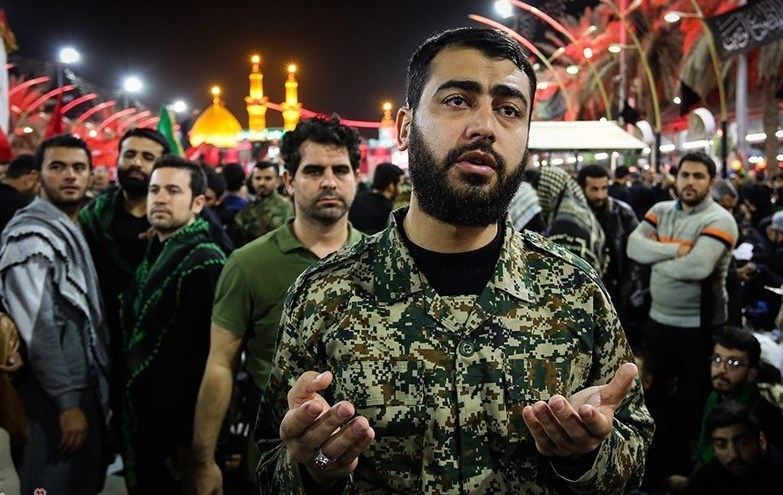
يوم الأربعين.

وذكر العلامة المجلسي في بحار الأنوار - ج ٢٢ - الصفحة ٤٤٠:«قال أبوجعفر عليه السلام: ارتد الناس إلا ثلاثة نفر، سلمان وأبوذر والمقداد، قال: قلت: فعمار؟ قال: قد كان حاص حيصة ثم رجع، ثم قال: إن أردت الذي لم يشك ولم يدخله شيء فالمقداد، وأما سلمان فإنه عرض في قلبه عارض.. وأما أبوذر فأمره أمير المؤمنين بالسكوت ولم يكن تأخذه في الله لومة لائم فأبى أن يتكلم.. »

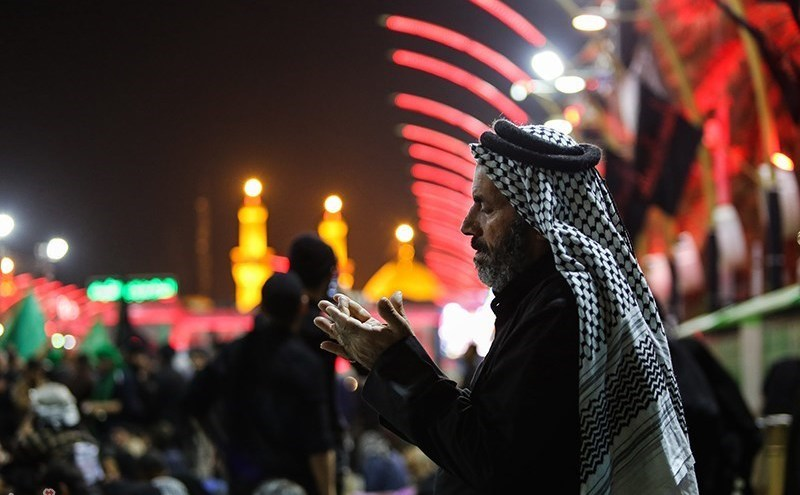
الاربعون.

عن أبي عبد الله عليه السلام، في قول الله تبارك وتعالي: * «ربنا أرنا الذين أضلانا من الجن والإنس نجعلهما تحت أقدامنا ليكونا من الأسفلين»* قال: «هما، أي أبي بكر وعمر ثم قال: وكان فلان شيطانا».

### عقيدة الشيعة في القرآن

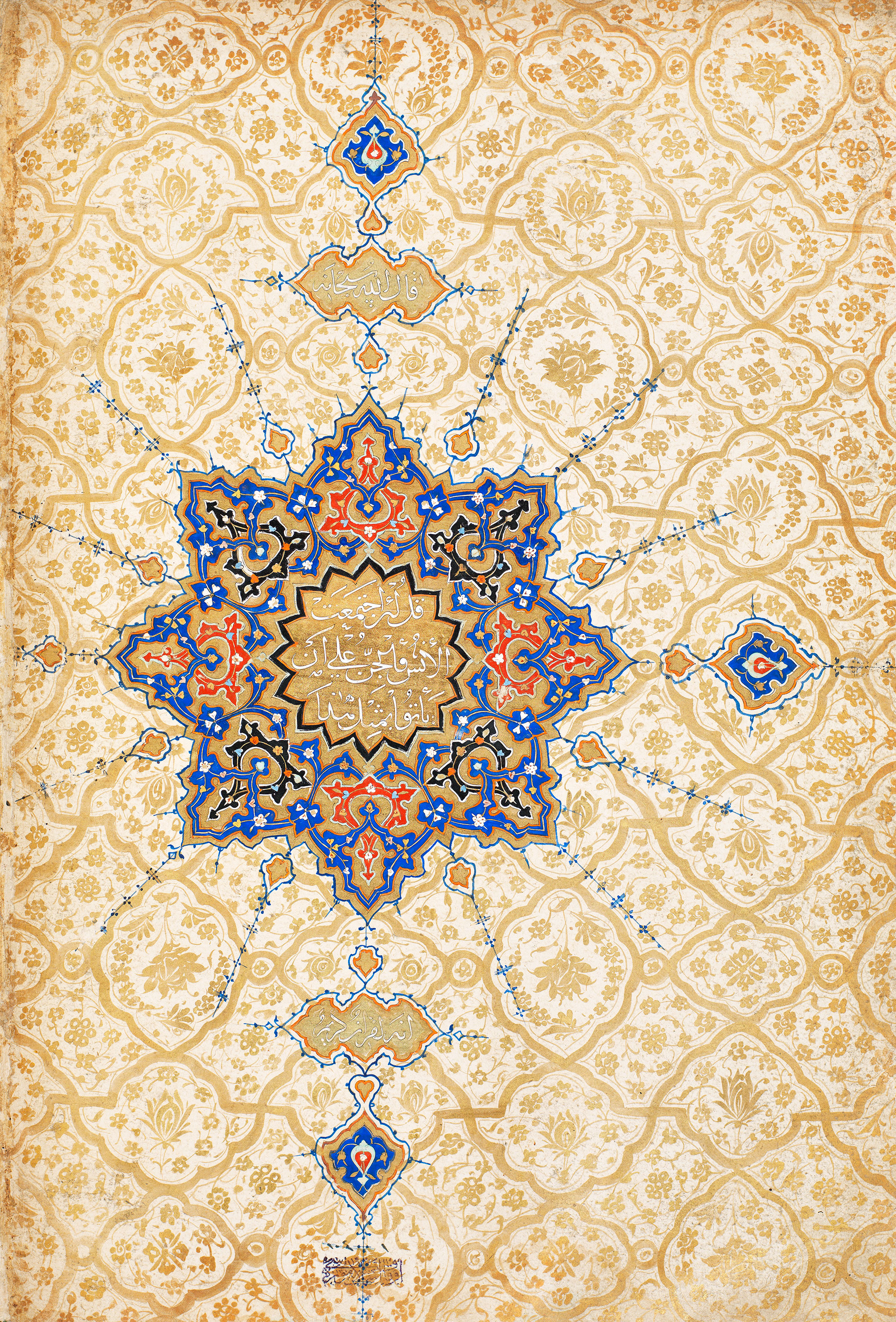
صفحةٌ مُزخرفةٌ ومُذهَّبةٌ من القُرآن الكريم تعُود إلى العصر الصفوي وتظهر فيها آياتٌ مِن سُورة الإسراء.

يعتقد الشيعة أن القرآن هو الوحي الإلهي المنزل من الله على لسان نبيه فيه تبيان كل شيء، وهو معجزته الخالدة التي أعجزت البشر عن مجاراتها في البلاغة والفصاحة وفيما احتوى من حقائق ومعارف عالية، لا يعتريه التبديل والتغيير والتحريف، وهذا الذي بين أيدينا (مصحف المسلمين كافة) هو نفس القرآن المنزل على النبي، ومن ادعى فيه غير ذلك فهو مخترق أو مغالط أو مشتبه، وكلهم على غير هدى، فإنه كلام الله الذي (لا يأتيه الباطل من بين يديه ولا من خلفه).
ومن دلائل إعجازه أنه كلما تقدم الزمن وتقدمت العلوم والفنون، فهو باق على طراوته وحلاوته وعلى سمو مقاصده وأفكاره، ولا يظهر فيه خطأ في نظرية علمية ثابتة، ولا يتحمل نقض حقيقة فلسفية يقينية، على العكس من كتب العلماء وأعاظم الفلاسفة مهما بلغوا في منزلتهم العلمية ومراتبهم الفكرية، فإنه يبدو بعض منها على الأقل تافها أو نابيا أو مغلوطا، كلما تقدمت الأبحاث العلمية وتقدمت العلوم بالنظريات المستحدثة، حتى من مثل أعاظم فلاسفة اليونان كسقراط وإفلاطون وأرسطو الذين اعترف لهم جميع من جاء بعدهم بالأبوة العلمية والتفوق الفكري.
كما يعتقد الشيعة وجوب احترام القرآن الكريم وتعظيمه بالقول والعمل، فلا يجوز تنجيس كلماته حتى الكلمة الواحدة المعتبرة جزأ منه على وجه يقصد أنها جزء منه، كما لا يجوز لمن كان على غير طهارة أن يمس كلماته أو حروفه (لا يمسه إلا المطهرون) سواء كان محدثا بالحدث الأكبر كالجنابة والحيض والنفاس وشبهها، أو محدثا بالحدث الأصغر حتى النوم، إلا إذا اغتسل أو توضأ على التفاصيل التي تذكر في الكتب الفقهية.
كما أنه لا يجوز إحراقه، ولا يجوز توهينه بأي ضرب من ضروب التوهين الذي يعد في عرف الناس توهينا، مثل رميه أو تقذيره أو سحقه بالرجل أو وضعه في مكان مستحقر، فلو تعمد شخص توهينه وتحقيره بفعل واحد من هذه الأمور وشبهها فهو معدود من المنكرين للإسلام وقدسيته المحكوم عليهم بالمروق عن الدين والكفر بالله.

#### تحريف القرآن

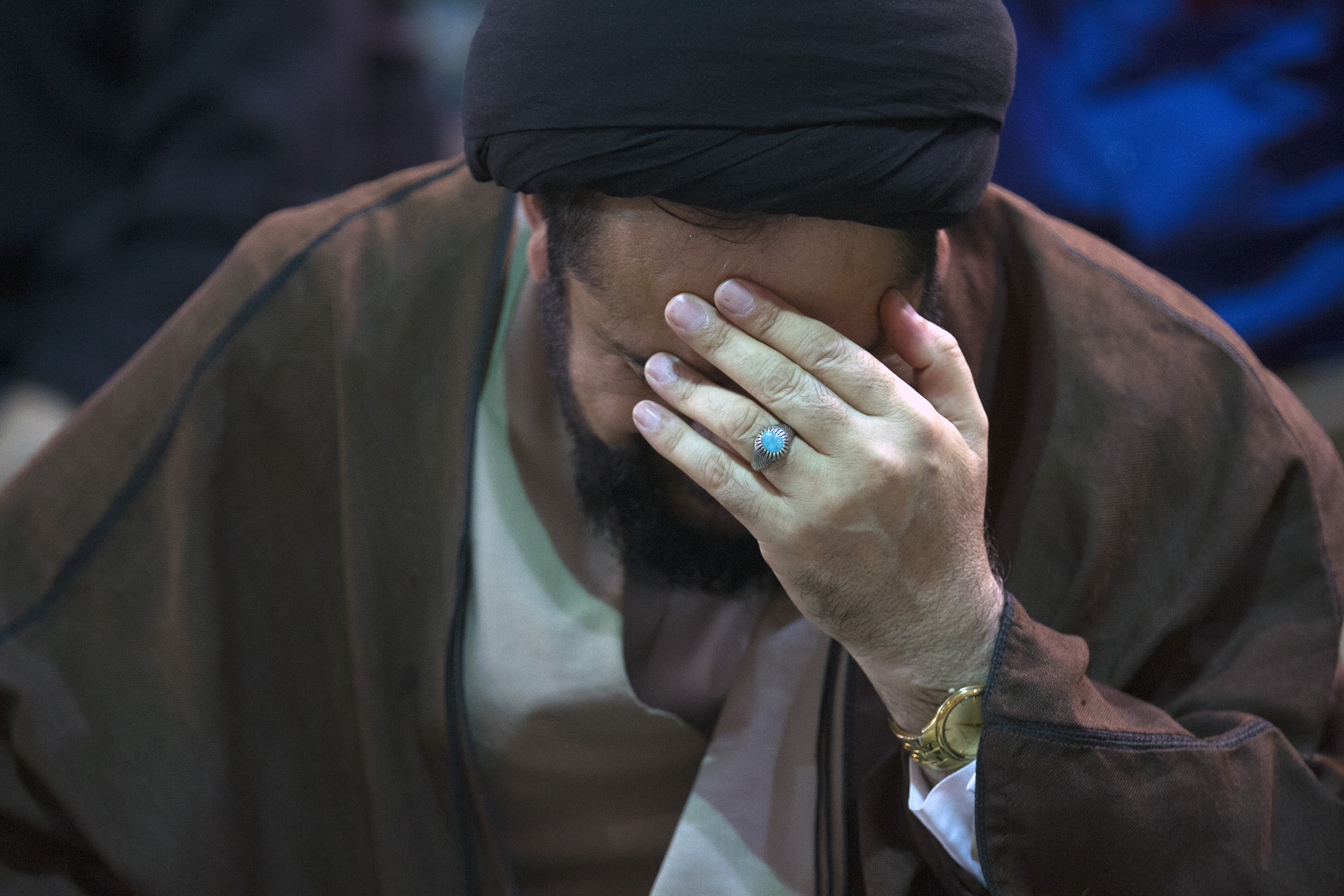
رجل دين شيعي في إيران.

يري بعض من المدرسة الإخبارية من الشيعة الإثنا عشرية أن القرآن محرف، حيث يعتبرون أحاديث الأئمة الإثنا عشر كمصدر وحيد للفقه واستنباط الأحكام. ويوجد العديد من الروايات المنقولة عن الأئمة الإثنا عشر تقول بتحريف القرآن، ويبلغ عددها حوالي ألف رواية، ومن أبرز الكتب التي جمعت تلك الروايات هو كتاب "فصل الخطاب في إثبات تحريف كتاب رب الأرباب" للعالم الشيعي الإيراني الإخباري حسين النوري الطبرسي، وذكر أن تم التلاعب في ترتيب سور القرآن وإنقاص آيات و سور منه وأستدل أن عبد الله بن مسعود كان له مصحفاً معتبراً فيه ما ليس في القرآن الموجود الآن، كما أحتج بحديث تنبأ النبي محمد بأتباع سنن أهل الكتاب الذين من قبلكم، شبرا بشبر، وذراعا بذراع، حتى لو دخلوا في جحر ضب لاتبعتموهم كدليل علي تحريف القرآن كما تم تحريف التوراة والإنجيل. وذكر أن القرآن تم تحريفه علي يد عثمان بن عفان عبر إعتماده لمصحف حفصة بنت عمر بقراءة زيد بن ثابت وإحراق باقي المصاحف الأخري المخالفة له لكي يلغي الآيات والسور القرآنية التي تدعوا الناس لمبايعة علي ومن جاء من نسله، وأن هناك سورتين ناقصتين وهم "سورة الولاية" و"سورة النورين" التي نقلت عن ابن شهرآشوب المازندراني في كتاب (المثالب) وأن المصحف الصحيح هو مصحف فاطمة وهو موجود عند المهدي القائم بأمر آل محمد وسيظهر بظهوره، كما ذُكر تحريف القرآن في كتاب “الكافي” ل أبي جعفر محمد بن يعقوب الكليني الإمامي (ت 328هـ) وكتاب: “من لا يحضره الفقيه” لعلي ابن بابويه القمي الشهير بالشيخ الصدوق، و”الاستبصار” و”التهذيب”، وكلاهما لشيخ الطائفة أبو جعفر الطوسي
ومن أبرز كتب الشيعة الإثني عشرية في التفسير كتاب: “تفسير القمي” لأبي الحسن علي بن إبراهيم القمي جاء فيه: ««قُرئ عند أبي عبد الله (عليه السلام)، {والذين يقولون ربنا هب لنا من أزواجنا وذرياتنا قرة أعين واجعلنا للمتقين إماما} [النور: 74]، فقال: قد سألوا الله عظيما أن يجعلهم للمتقين أئمة! فقيل له كيف هذا يا بن رسول الله ؟ قال إنما أنزل الله: “الذين يقولون ربنا هب لنا من أزواجنا وذرياتنا قرة أعين واجعل لنا من المتقين إماما.»
ويذكر القمي أيضا في تفسير آية أخرى أن بعض الأتباع من الشيعة قرأ على أبي عبد الله جعفر الصادق أيضا هذه الآية: «{كنتم خير أمة أخرجت للناس} [آل عمران:110]، فقال أبو عبد الله (عليه السلام) «”خير أمة” ؟! يقتلون أمير المؤمنين والحسن والحسين (عليهم السلام) ؟! فقال القاري: جُعلت فداك، كيف نزلت؟ قال: نزلت: “كنتم خير أئمة أخرجت للناس»

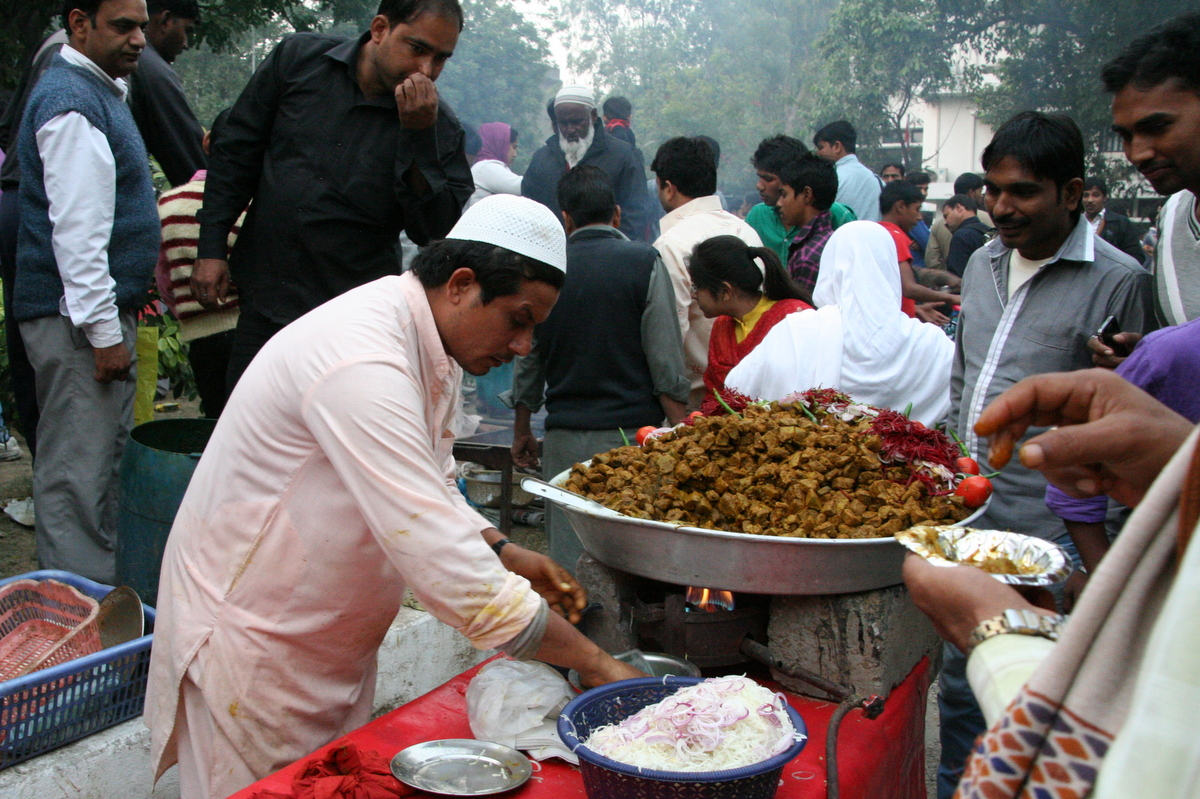
شيعة الهند يحيون عاشوراء في دلهي.

بينما يري الشيعة الإصولييون وهم التيار السائد بين الشيعة الإثني عشرية وجزء من الإخباريين، أن التحريف هو تحريف لتفسير وتأويل الآيات فقط وليس تحريف نصي، وأن مصحف فاطمة هو مصحف به التأويل والتفاسير للقرآن. فيقول المفيد: «وقد قال جماعة من أهل الإمامة إنه لم ينقص من كلمة ولا من آية ولا من سورة ولكن حذف ما كان مثبتا في مصحف أمير المؤمنين (ع) من تأويله وتفسير معانيه على حقيقة تنزيله وذلك كان ثابتا منزلا وإن لم يكن من جملة كلام الله تعالى الذي هو القرآن المعجز، وقد يسمى تأويل القرآن قرآنا قال الله تعالى: (ولا تعجل بالقرآن من قبل أن يقضى إليك وحيه وقل رب زدني علما) فسمى تأويل القرآن قرآنا، وهذا ما ليس فيه بين أهل التفسير اختلاف. وعندي أن هذا القول أشبه من مقال من ادعى نقصان كلم من نفس القرآن على الحقيقة دون التأويل، وإليه أميل والله أسأل توفيقه للصواب، وأما الزيادة فيه فمقطوع على فسادها من وجه ويجوز صحتها من وجه، فالوجه الذي أقطع علىلم القرآن، غير أنه لا بد متى وقع ذلك من أن يدل الله عليه، ويوضح لعباده عن الحق فيه، ولست أقطع على كون ذلك بل أميل إلى عدمه و*سلامة القرآن عنه*»
ويقول الشيخ مرتضى العسكري، في كتابه “معالم المدرستين": «إن القرآن الذي بين أيدي المسلمين اليوم، هو الذي أكمل الله إنزاله على خاتم أنبيائه في أخريات حياته، وجمعه أيضا الصحابة بعد وفاته ودونوه واستنسخوه ووزعوه على المسلمين. أوله: {بسم الله الرحمن الرحيم الحمد لله رب العالمين }، وآخره: { من الجنة والناس }. لم يكن في يوم من الأيام منذ ذلك العصر إلى يومنا هذا قرآن في يد مسلم، يزيد على هذا المتداول كلمة، أو ينقص كلمة، لا خلاف في ذلك بينهم، وإنما الخلاف في تفسير القرآن وتأويل متشابهه، وذلك لأنهما مأخوذان من الحديث»
ويري جزء أخر من الشيعة الإثنا عشرية أن تلك الروايات باطلة مدسوسة وأن القرآن لم يتم تحريفه سواء تأويلا أو تنزيلا.

#### مصحف فاطمة
مصحف فاطمة هو كتاب مذكور في بعض الروايات الشيعية، وينسب إلى فاطمة الزهراء ابنة النبي محمد (ص). لكن ليس هو قرآنًا آخر كما قد يُفهم من الاسم، بل هو كتاب غير قرآني يقال إن فاطمة كتبته أو أُملي عليها جبرائيل وكتب الإمام علي محتواه بعد وفاة النبي (ص)، بحسب الروايات مثل ما ورد في كتاب الكافي «وكان علي (عليه السلام) يكتب ما يُلقى إليها.»، واحتوى على علوم أو أخبار خاصة، وهو من العلم الخاص الذي ورثه الأئمة (ع) فعن جعفر الصادق:«وعندنا مصحف فاطمة، أما والله ما فيه من قرآنكم حرف واحد.» لكنه ليس قرآناً آخر، ولا بديلاً عن القرآن الموجود بين أيدينا.. فلا يحتوي على أحكام فقهية مفصلة أو تشريع جديد، بل يحتوي على: أخبار الغيب. مثل أسماء وأخبار الملوك والحكام. وما سيجري على ذريتها وأهل البيت. وعزاءات من جبرائيل لها. عن جعفر الصادق (ع): «مصحف فاطمة ما هو قرآن، ولكنه كلام أُملي عليها، وكان فيه ما يكون من خبر ما كان وما هو كائن إلى يوم القيامة.» وقال جعفر الصادق أيضًا «إن فاطمة مكثت بعد رسول الله (صلى الله عليه وآله) خمسة وسبعين يوماً، وكان قد دخلها حزن شديد على أبيها. وكان جبرئيل (عليه السلام) يأتيها، فيحسن عزاءها، ويحدثها عن أبيها ومكانه، ويخبرها بما يكون بعدها في ذريتها، وكان علي (عليه السلام) يكتب ذلك، فهذا مصحف فاطمة.»
وهو بحسب روايات أهل البيت: عند المهدي، محفوظ ضمن مواريث الأئمة. ويُقال أنه من جملة الأمور التي يظهرها المهدي حين ظهوره. فيقول جعفر الصادق: «إنه عندنا لا يدّعيه أحد غيرنا إلا كذّاب».

### الائمة الاثنا عشر

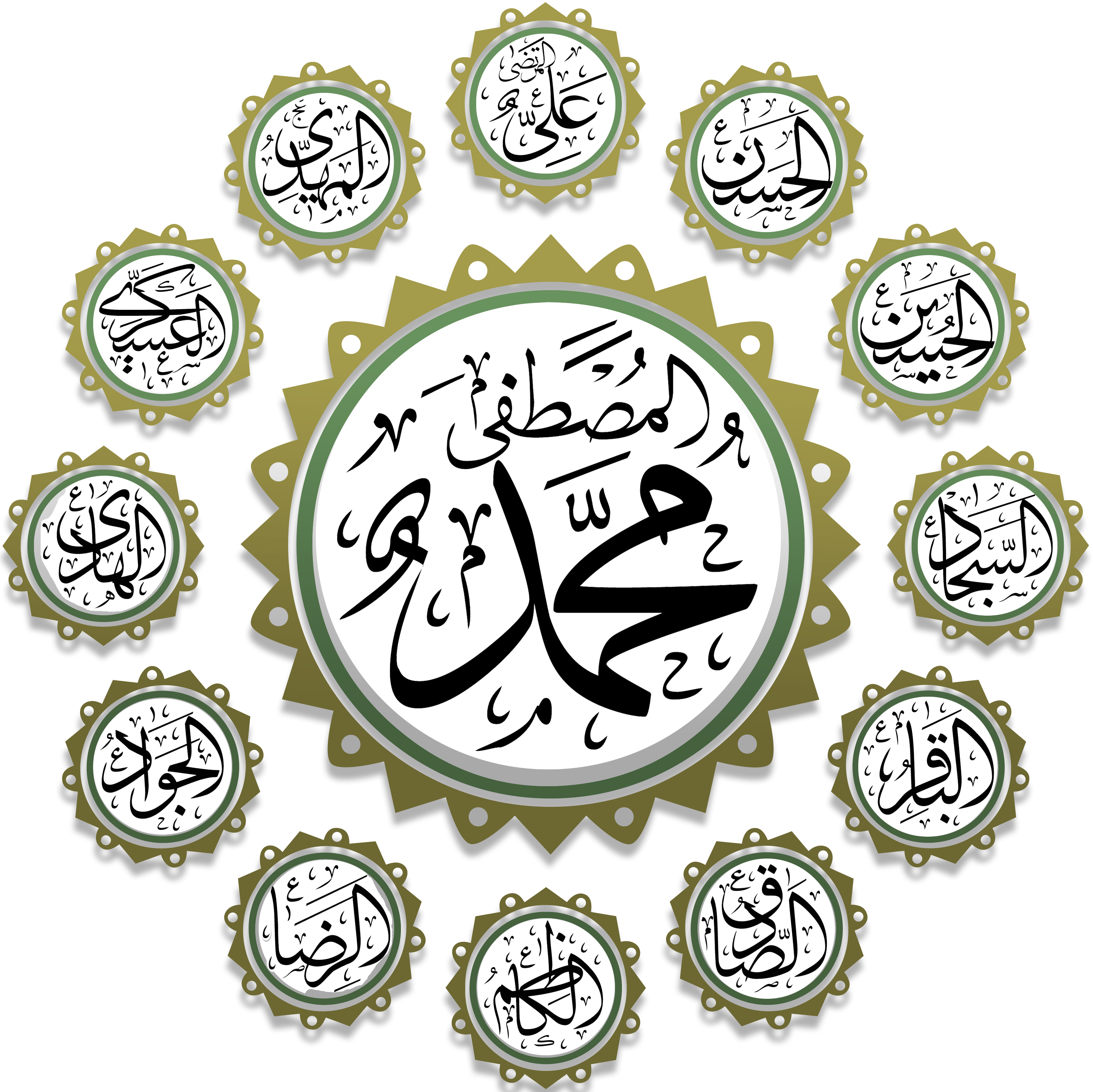
الأئمة الإثنا عشر من علي بن أبي طالب إلي المهدي المنتظر.

يعتقد الشيعة أن الرسول محمد قد ولّى أمر المسلمين إلى الإمام علي بعد مماته ليكون حافظاً لتراث الرسول من أي عبث وقد ولى الإمام علي ابنه الحسن ليكون ولي أمر المسلمين بعده ثم ولّى الإمام الحسن أخاه الحسين ولتستمر هذه السلسلة حتى الإمام محمد المهدي، وهم مخولون من الله بنشر تعاليم الإسلام وتوضيحها من تفسير للقران ونقل للأحاديث الدينية وغيرها؛ ولذلك فهم معصومون من الخطأ.

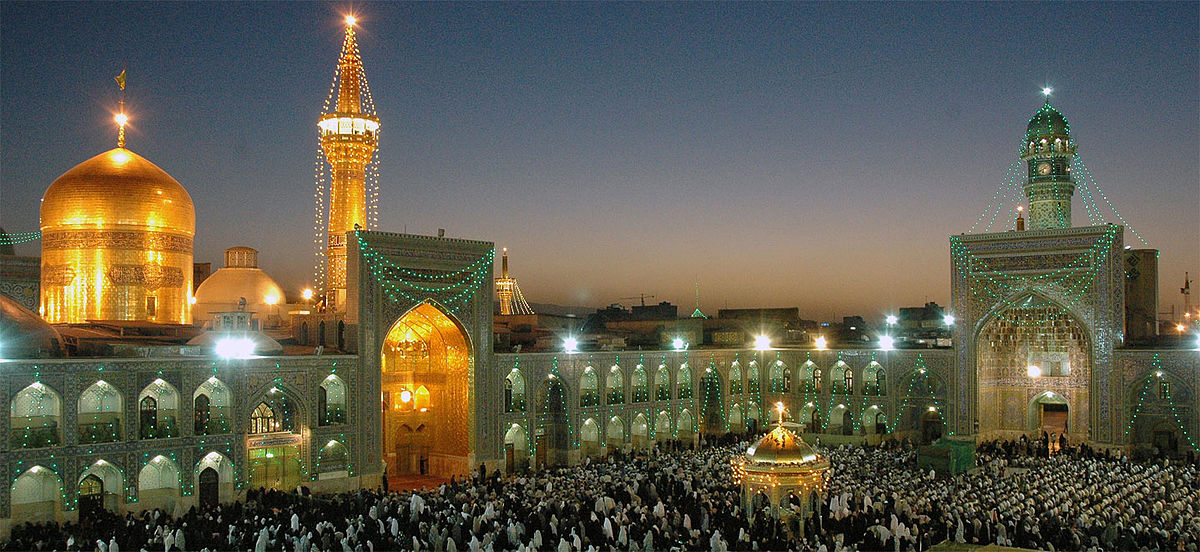
مرقد الإمام الرضا في مشهد، إيران، هو مجمع يحتوي على مرقد علي الرضا، الإمام الثامن في الإسلام الشيعي. يزور 25 مليون شيعي المرقد كل عام.

و يرى الشيعة أن هؤلاء الأئمة الاثني عشر هم نفسهم الخلفاء القرشيون الاثنا عشر الذين ورد ذكرهم في أحاديث منسوبة للرسول محمد في الكتب السنية مثل حديث جابر بن سمرة عن النبي صلّى الله عليه وآله وسلم أنه قال:
«يكون بعدي اثنا عشر خليفة كلهم من قريش» -السلسلة الصحيحة للألباني-الصفحة 3/63
و كذلك حديث ابن مسعود إذ روى:

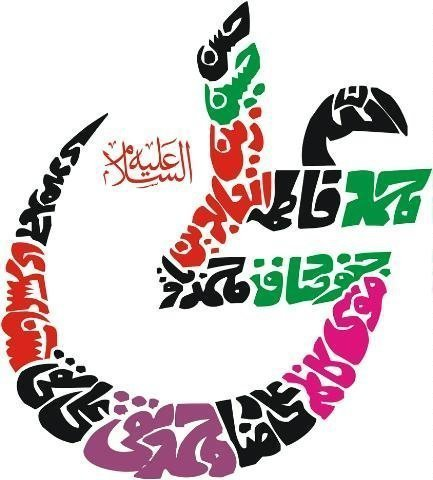
أسماء الإئمة الشيعة المنحدرين من نسل علي مكتوبة بشكل اسم علي.

كنا جلوساً عند عبد الله بن مسعود وهو يقرئنا القرآن فقال له رجل: يا أبا عبد الرحمن، هل سألتم رسول الله صلى الله عليه وسلم كم تملك هذه الأمة من خليفة؟ فقال عبد الله بن مسعود: ما سألني عنها أحد منذ قدمت العراق قبلك ثم قال: نعم، ولقد سألنا رسول الله صلّى الله عليه وسلم فقال: «اثنا عشر كعدّة نقباء بني إسرائيل»
| 1  | علي بن أبي طالب           | مدة إمامته 29 سنة                         |
| 2  | الحسن بن علي بن أبي طالب  | مدة إمامته 9 سنوات و4 أشهر                |
| 3  | الحسين بن علي بن أبي طالب | مدة إمامته 10 سنوات وأحد عشر شهر          |
| 4  | علي السجاد                | مدة إمامته 34 سنة                         |
| 5  | محمد بن علي الباقر        | مدة إمامته 19 سنة                         |
| 6  | جعفر بن محمد الصادق       | مدة إمامته 33 سنة و10 أشهر                |
| 7  | موسى بن جعفر الكاظم       | مدة إمامته 34 سنة و9 أشهر                 |
| 8  | علي بن موسى الرضا         | مدة إمامته 19 سنة و7 أشهر                 |
| 9  | محمد بن علي الجواد        | مدة إمامته 17 سنة                         |
| 10 | علي بن محمد الهادي        | مدة إمامته 33 سنة و7 أشهر                 |
| 11 | الحسن بن علي العسكري      | مدة إمامته 5 سنوات و8 أشهر                |
| 12 | محمد بن الحسن المهدي      | إمام منذ 8 ربيع الأول سنة 260 هـ إلى الآن |

### الإرادة الحرة

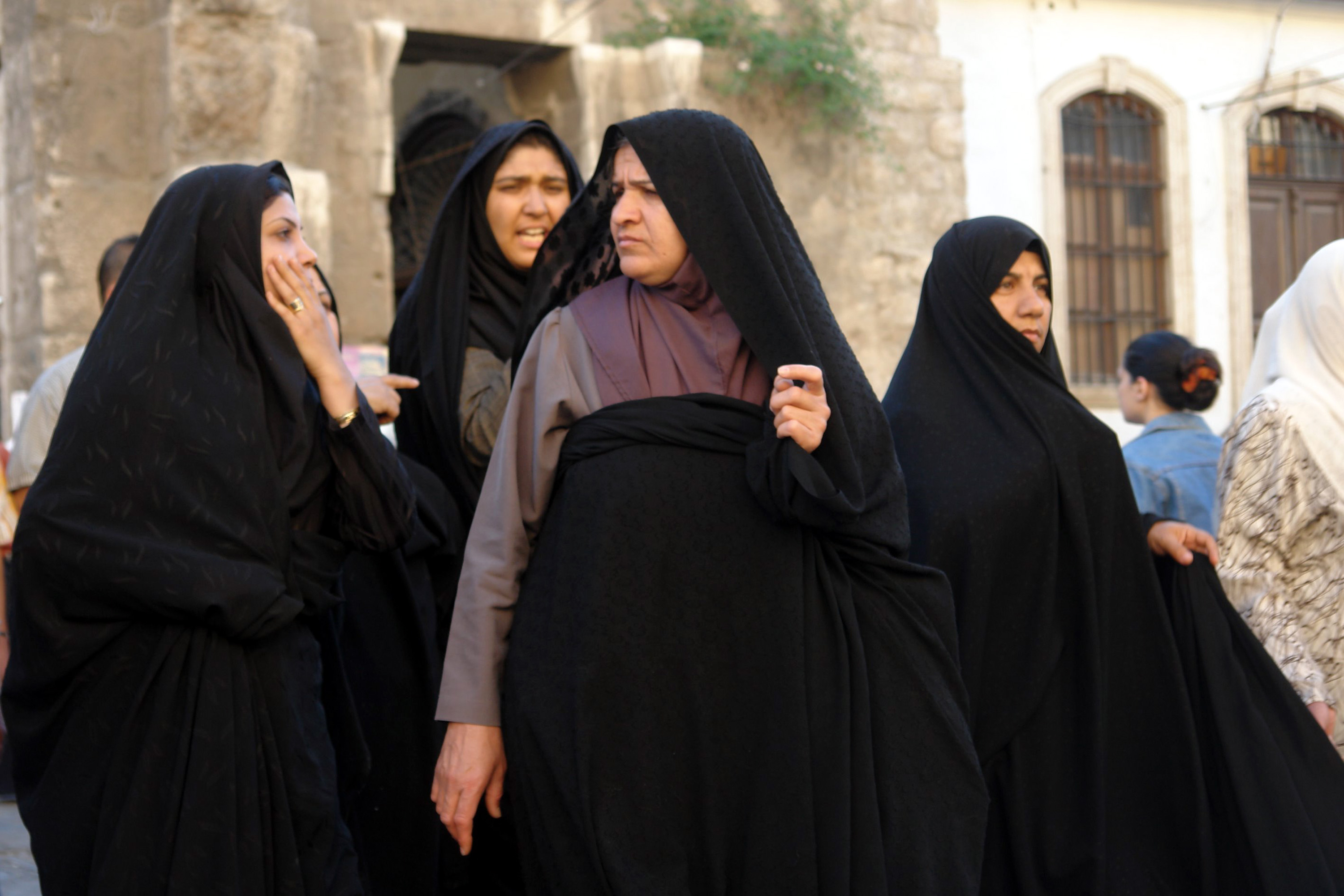
نساء شيعيات إيرانيات يزورون مقام السيدة زينب. ويعتقد الشيعة أن ابنة علي زينب بنت علي مدفونة هنا.

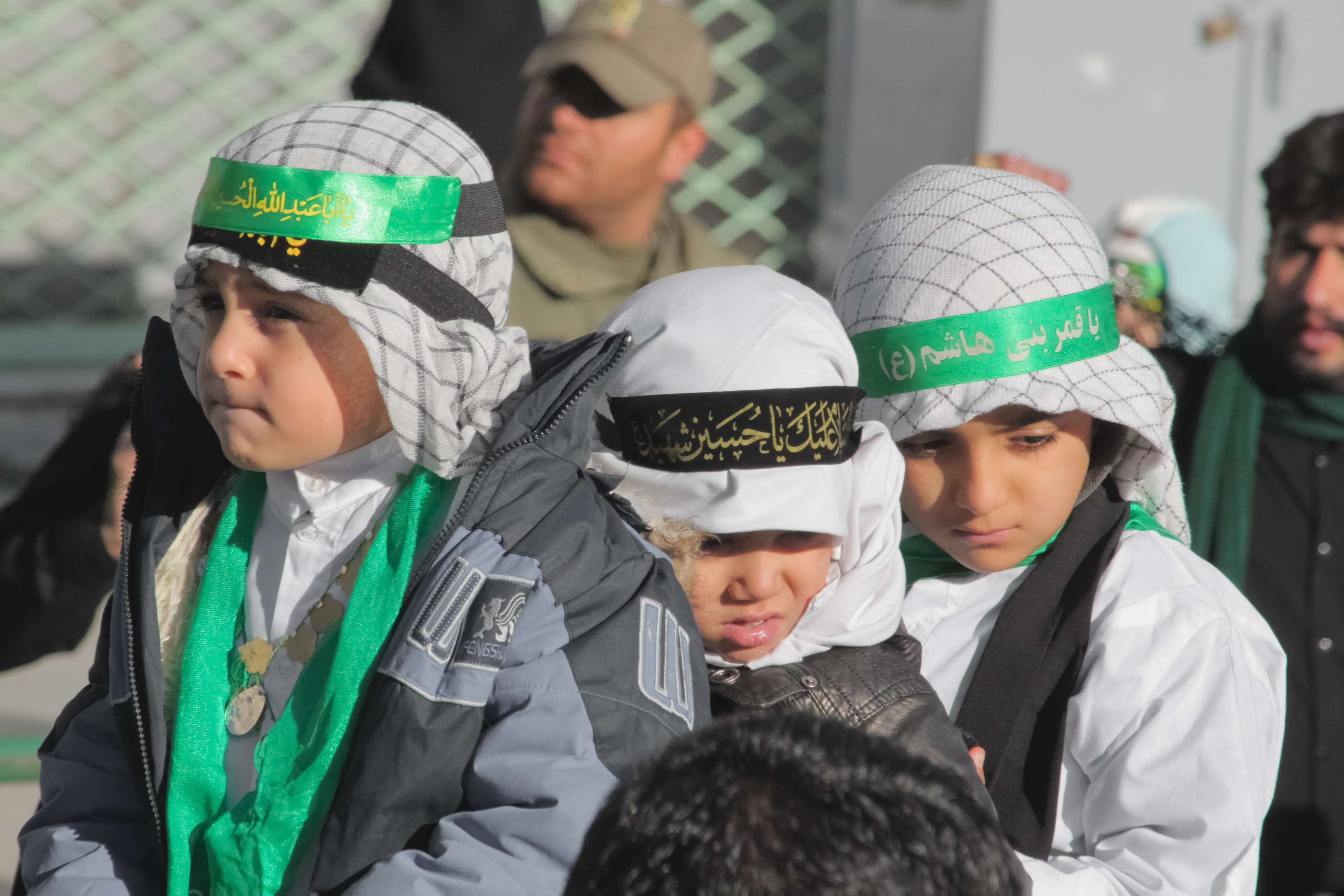
أطفال شيعة في يوم تاسوعاء أي اليوم التاسع من المحرم وقبل يوم من عاشوراء. يحيي الشيعة ذكري عاشوراء وإستشهاد الحسين في كربلاء.

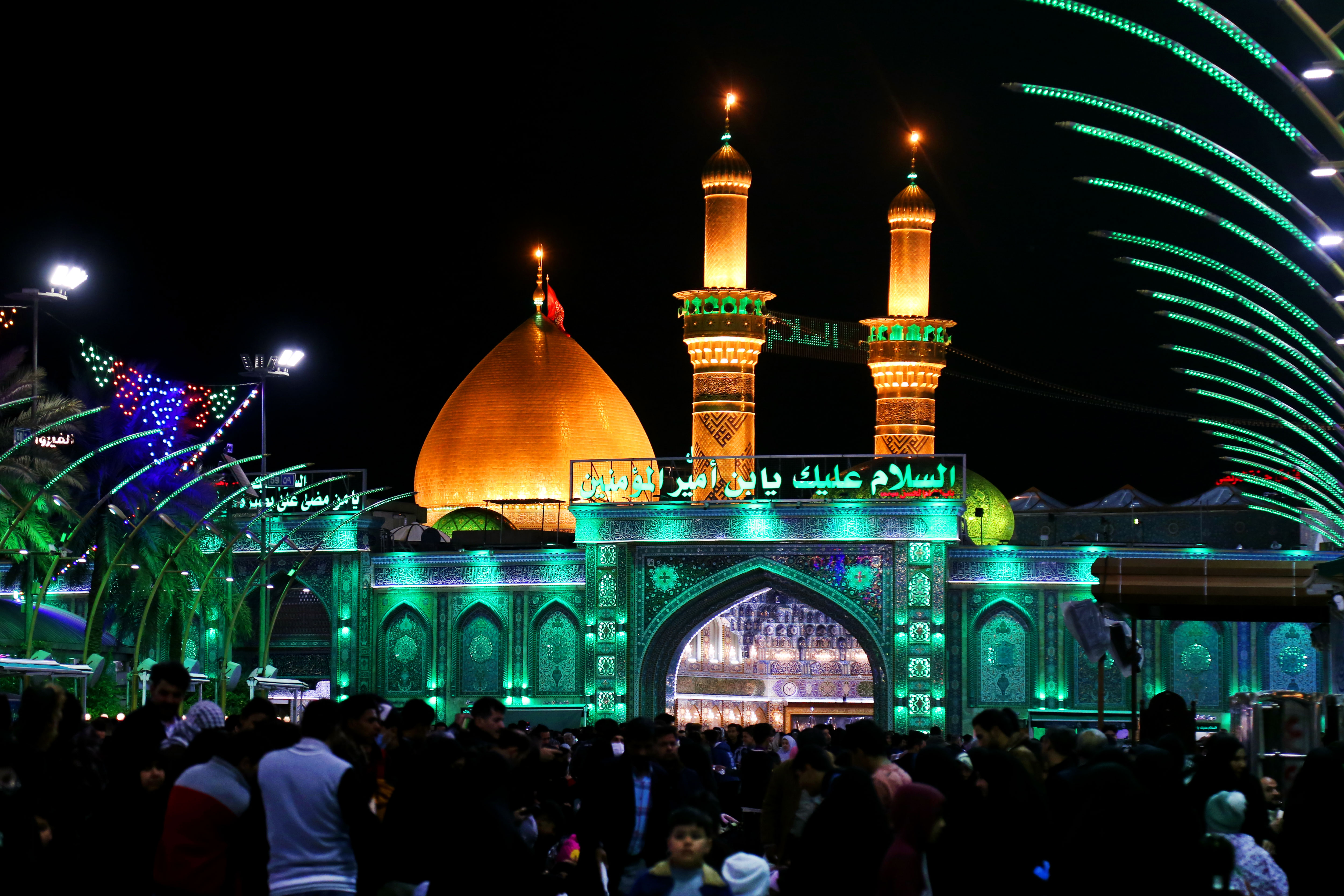
مرقد أبو الفضل العباس بين العتبات المقدسة، كربلاء، العراق.

يعتقد الشيعة أن الإنسان لديه إرادة حرة في تقرير ما يفعله، كما أن الإرادة الحرة هي أحد العوامل التي تحدد السلوك. ترتبط السلوكيات مثل الأكل والشرب والتنقل ارتباطًا مباشرًا بإرادة الإنسان وهي اختيارات فردية يمكن للمرء أن يختار القيام بها أو عدم القيام بها. ومع ذلك فإن إرادة الإنسان الحرة ليست مستقلة، بل تتضمن أيضًا إرادة الله، وبالتالي فإن سلوكها الفعلي هو في الواقع نتيجة للإرادة المشتركة بين البشر والله. وكما قال الإمام السادس جعفر الصادق، فإن موقف الشيعة «ليس قدرياً ولا إرادة حرة، بل في مكان ما بينهما».
على الرغم من أن علماء اللاهوت الشيعة الأوائل مثل هشام بن الحكم اعتقدوا ذات مرة أن أفعال الإنسان يحكمها الله بأعجوبة، إلا أن هذا الرأي تراجع تدريجياً عن شعبيته لأنه إذا كان الله قد قدّر أفعال النبي محمد إذا كان نسل الإمام يقود المسلمين، فينبغي أن يكون الإمام في السلطة. يرفض الشيعة القدرية السنية ويقولون إنهم إذا آمنوا بالقدرية، فلا يمكنهم أيضًا الإيمان بحساب يوم القيامة ، لأنه إذا قدر الله ما يفعله البشر فإنه سيقدر على نفسه الذنوب والفساد والتجاوزات، والعديد من الأمور غير المعقولة وغير العادلة. لإيقاع العقوبة على عبادة الله وكفر الإيمان وظلمه. ويجادلون بأن البشر يجب أن يتمتعوا بدرجة معينة من الإرادة الحرة وأن يكونوا مسؤولين عن أفعالهم.
ومثل المعتزلة، رأى مفيد أن الأفعال نفسها لا تدل إلا على امتلاك مثل هذه القدرات، وأن الممارسة الفعلية لهذه القدرات تحركها إرادة الإنسان، لكنه لم يدل على أن أفعاله هي من خلق قومه. ويرى عالم شيعي آخر، وهو ابن وزير، أن الأعمال التي يقوم بها الإنسان ليست مفروضة من الله، بل هي مقصودة من الله، ولكن بفضل إرادة الله وقدرته يستطيع الإنسان تحقيق هذه الأعمال. وأوضح ناصر خسرو ، أحد علماء الشيعة المشهورين في العصور الوسطى ، أن البشر بين البهائم والملائكة، فالحيوانات لها طبيعة حيوانية فقط وليس لها القدرة على التفكير العقلاني، في حين أن الملائكة ليس لها سوى العقلانية ولكن ليس لها القدرة على فعل الشر، لذلك لن يكافأوا. أو يعاقبون على أفعالهم، لكن يمكن للإنسان أن ينجذب إلى الأفكار الشريرة ويكون لديه سبب لقمع هذه الأفكار.

### حكم يوم القيامة

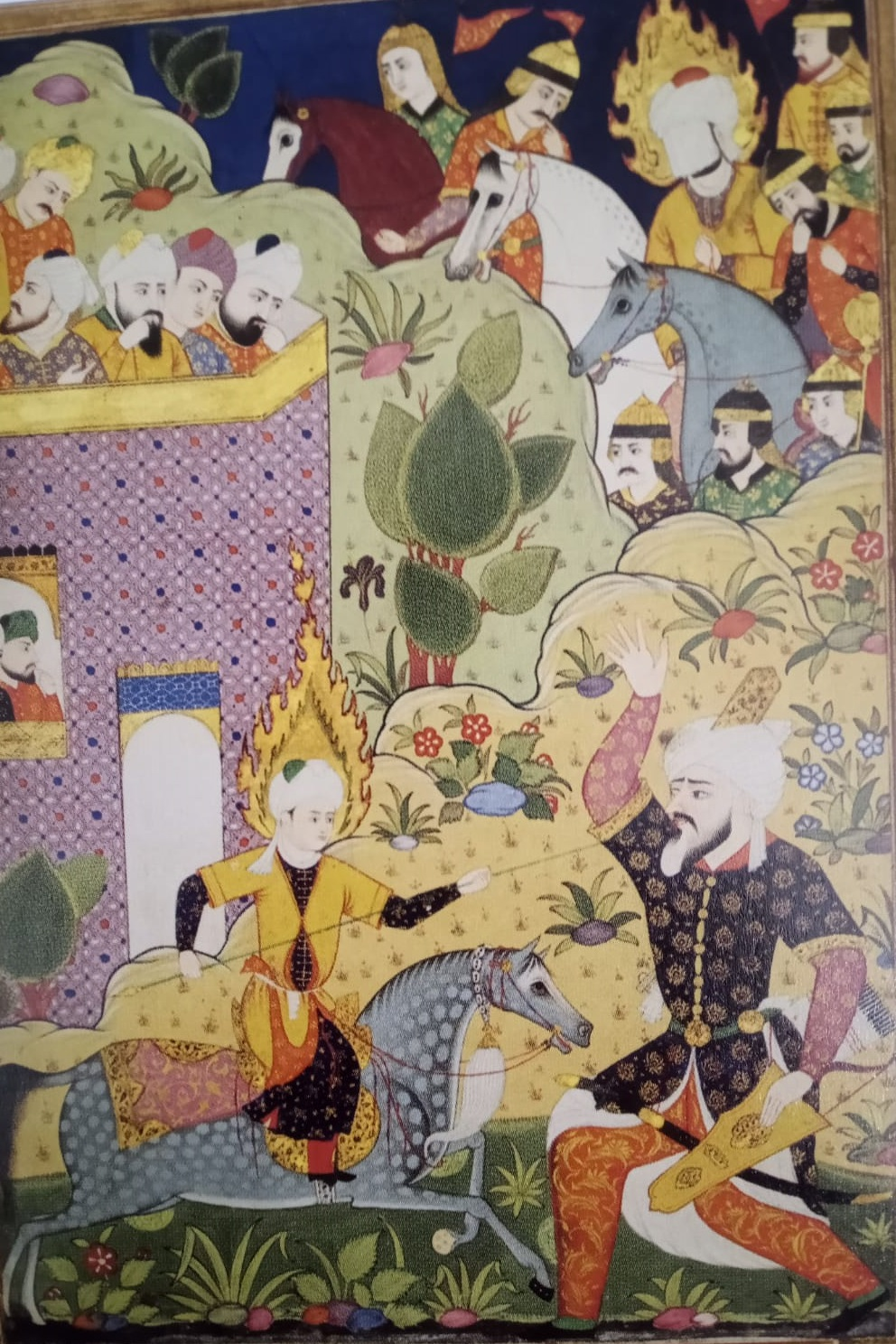
يُظهر الرسم التوضيحي النبي عيسي المسيح (يسوع) وهو يقاتل ضد المخلص الكاذب المسيح الدجال. الملثم في الصورة هو المهدي، ويعتقد الشيعة أنه غائب وسيعود قبل يوم القيامة.

بحسب الرواية الشيعية، بعد وفاة الإمام الحادي عشر الحسن العسكري، غاب ابنه محمد بن الحسن المهدي عن الأنظار. يعتقد المسلمون الشيعة أنه لا يزال على قيد الحياة وأنه في عزلة منذ عام 941. ويجب على المؤمنين انتظاره ليهزم قوى الشر ويعود إلى الأرض ليقيم مملكة صالحة عندما يكون يوم القيامة وشيكًا. هذا المهدي المنعزل هو الإمام الإثنا عشر، ويعتقدون أن الله أعطاه قوى خارقة للطبيعة، مما سمح له بالعيش لفترة أطول من الناس العاديين والاختباء في مكان سري. ويعتقدون أيضًا أن المهدي هو أيضًا من نسل محمد وعلي، وأن ظهوره سيقضي على كل المظالم والصراعات ويبني مجتمعًا مثاليًا حتى يتمكن الناس من تحقيق الحياة الروحية بالكامل. تتصور وثيقة شيعية من القرن العاشر ظهور المهدي بهذه الطريقة:

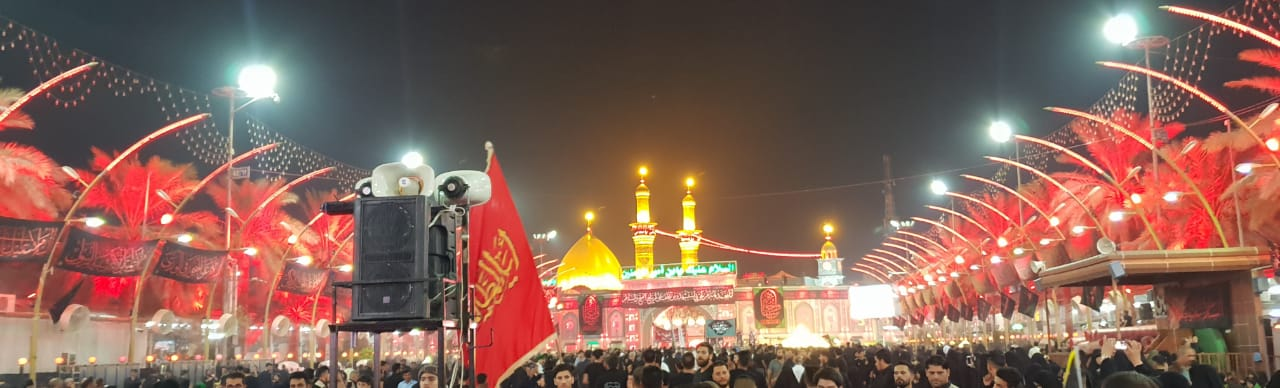
بين الحرمين ليلة عاشوراء.

ويوم القيامة، باستثناء محمد وعلي، تعتقد الشيعة أن الأئمة سيشفعون للبشر، ويعتقدون أنهم سيرجعون إلى الدنيا. وبدون شفاعتهم، لا يمكن للبشر الهروب من العدالة على جرائمهم. هناك حديث في الشيعة قال النبي محمد ذات مرة لعلي: «أقسم أن ثلاثة أشياء صحيحة. الأول هو أنك أنت وذريتك هم محكمين للبشرية ... والثاني هو أن تعرض الناس على الله إلى الله ملكوت السماوات... ... ثالثًا، أنت الحكم الذي لا جدال فيه، لا يسقط في النار إلا من لم يعرفك ومن لم يعرفك.» وفقا للباحث الشيعي محمد باقر المجلسي، يمكن للمسلمين الشيعة أن يغفر لهم جرائمهم من خلال شفاعة الإمام، وبغض النظر عن الخطأ فإن إيمانهم بالإمام وحده يضمن حصانتهم لدخول الجنة.

### البراءة
هو فرع من الفروع العشر للتشيع والمقصود به هو البراءة من المخالفين للمذهب الشيعي، والذي يعتبرونه الإسلام الصحيح والفرقة الناجية، طبقا لآية ﴿لَّا تَجِدُ قَوْمًا يُؤْمِنُونَ بِاللَّهِ وَالْيَوْمِ الْآخِرِ يُوَادُّونَ مَنْ حَادَّ اللَّهَ وَرَسُولَهُ وَلَوْ كَانُوا آبَاءَهُمْ أَوْ أَبْنَاءَهُمْ أَوْ إِخْوَانَهُمْ أَوْ عَشِيرَتَهُمْ ۚ أُولَٰئِكَ كَتَبَ فِي قُلُوبِهِمُ الْإِيمَانَ وَأَيَّدَهُم بِرُوحٍ مِّنْهُ ۖ وَيُدْخِلُهُمْ جَنَّاتٍ تَجْرِي مِن تَحْتِهَا الْأَنْهَارُ خَالِدِينَ فِيهَا ۚ رَضِيَ اللَّهُ عَنْهُمْ وَرَضُوا عَنْهُ ۚ أُولَٰئِكَ حِزْبُ اللَّهِ ۚ أَلَا إِنَّ حِزْبَ اللَّهِ هُمُ الْمُفْلِحُونَ﴾

## أشعار الشيعة

### الشعر العربي

«هَوَى العَرشُ أرْضًا» لوحة للفنان الإيراني حسن روح الأمين تُصوِّر اللحظات الأخيرة للإمام الحُسَين بن علي في «وَاقِعَةِ الطَّف» التي تعد من أشهر الأحداث في التَّاريخ الإسلامي وقد ألهمت الكُتَّاب والشُّعراء والأدباء على مرِّ العُصُور.

تتميَّز أشعار الشِّيعة الأوائل بِالحُزن والبُكاء والنَّحيب على أئمَّتهِم الذين سفك الأمويون دِمائهُم مِثل قول الشَّاعر سُلَيمان بن قتَّة العدوي حين مرَّ بِكربلاء بعد مقتل الحُسين بن علي  بِثلاث فنظر إلى مصارعهم فاتَّكأ على فرس له عربيَّة فَقال:
ولَم يَقتصِر ذَلِكُمُ الأمر على الرِّثاء والبُكاء، إذ أضاف كثيرٌ مِنهُم إلى رِثائه وبُكائِه استِنهاضًا لِلأخذ بِثأره وثأر مَن دافَعُوا عنه مِن صحبِه وأنصاره، ومِن ذلِك شِعر عوف بن عبد الله بن الأحمر الأزدي ولهُ في الحُسَين  قصيدةٌ طويلةٌ رثاه بها وحضَّ الشَّيعة على الطَّلب بِدمه، وفيها يقول:

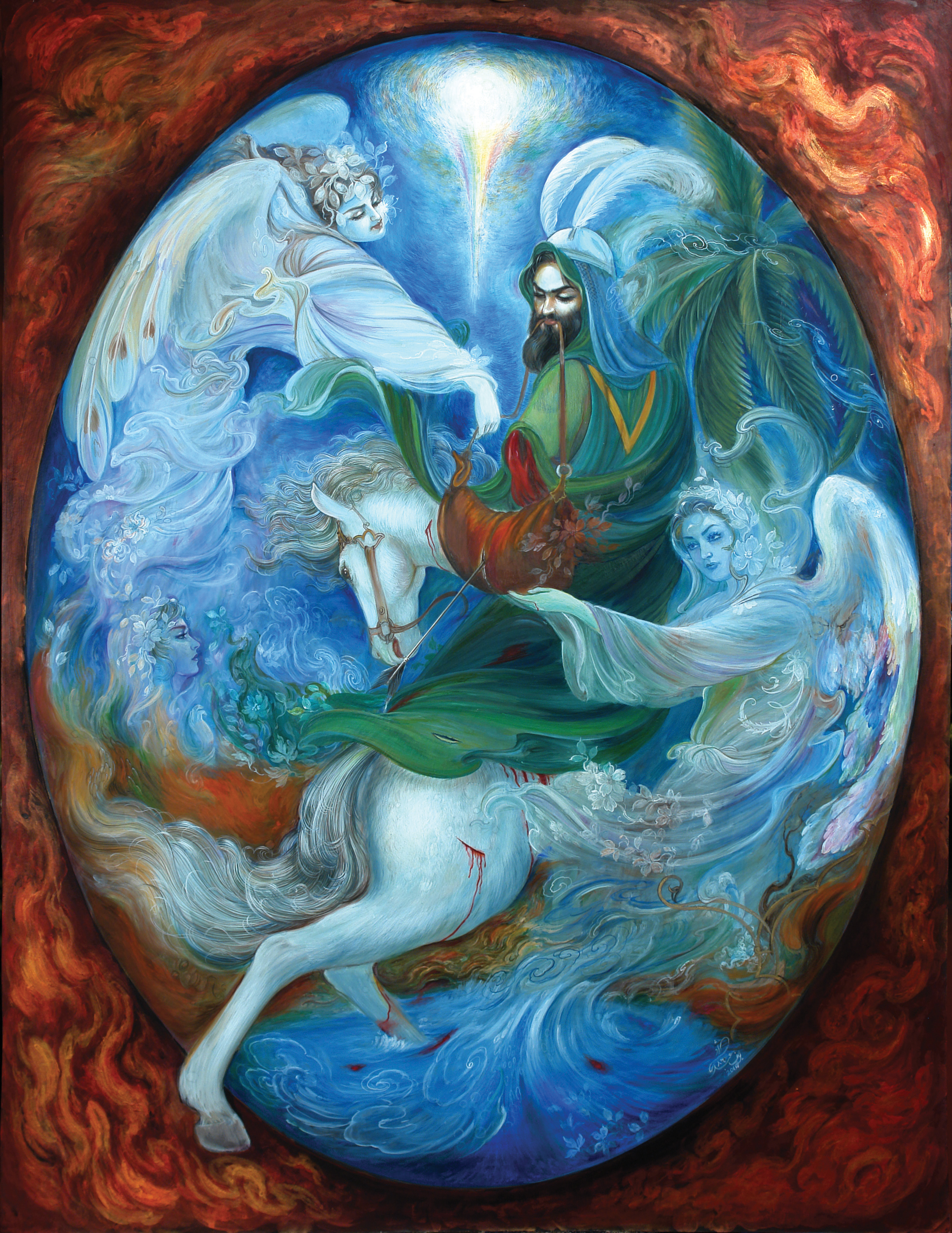
لوحة للرسام یُوسف عبدي نژاد تُصوّر أبا الفضل العباس على نهر الفُرات، وقد كانت تضحياته وثباته إلى جانب أخيه حتَّى استشهاده مثالًا يُحتَذى به فكتب في ذلك الشُعراء.

ومرَّ بِنا أنَّ كثيرين أخذوا يتلاومُون في الكُوفة على خُذلانه، وهم جماعة التَّوَّابين، ومن خير من يُمثِّلهم عُبَيد الله بن الحُر، فَيُروى أنَّه خرج في جماعة من أصحابه حتَّى أتى كربلاء، فَنظر إلى مصرع الحُسَيْن وأصحابه فاستغفر لهم، ثُمَّ مضى وهو يُنشد:
ويُقتَل زيد بن علي بن الحُسَين، فَيبكيه الشِّيعة مُعولين مُنذرين لِبني أميَّة ومُهدِّدين، مِثل قول المُفضَّل المُطَّلبي:
وَإذا كانت قُلُوب الشِّيعة على هذا النَّحو تمتلئ حِقدًا وغيظًا على بني أميَّة فقد كانت تمتلئ بِالحُبّ لآل البيت حُبًّا يملك على نُفُوسهم أهواءها وعواطفها وإحساساتها ومشاعرها، على شاكلة قول أبي الأسود الدُّولي وقد عابه قومٌ بِتشيُّعه:
ويقول عبد الله بن كثيّر السّهمي في نفس المعنى، وكان عبد الله قد سمع عُمَّالًا من الأمويين لِخالد بن عبد الله القسري وهم يلعنون الإمامين عليًا والحُسين  فردَّ عليهم عبد الله بن كثيّر بِشعر فعابه قومٌ على رأيه ذاك، فأنشد قائلًا هذه الأبيات:

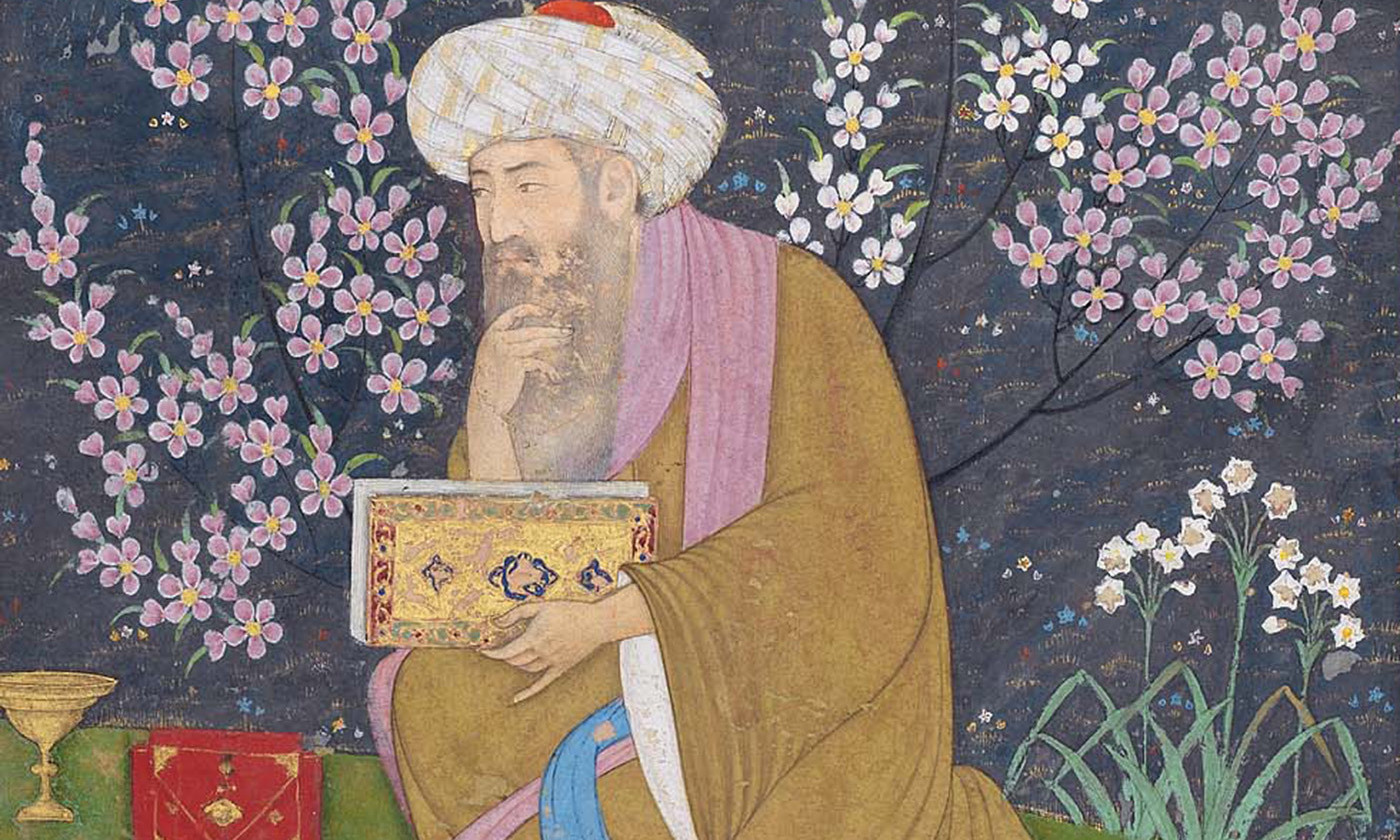
رسمٌ يُظهر الصَّاحب بن عبَّاد المعروف بِلقب «كافي الكُفاة» وهو من أعيان العصر البويهي وكان وزيرًا من نوادر الوزراء الذين غلب عليهم العِلم والأدب.

وكذلِك نظم الشِّيعة أشعارهم في مدح أهل البيت وأكثروا من هذا وضمَّنوا في أبياتهم مناقب أهل البيت ومقاماتهم وفضائلهم، وسار الشُعراء على هذا الأمر شاعرًا بعد شاعر فلم يزل الأمر سائرًا فيهم، حيث رأى أولئك الشُعراء أن ما يُكتَب في أهل البيت خالدٌ باقٍ لا يطويه الزَّمان ولا يغلبه الكِتمان، وعبَّر عن ذلك الشَّريف الرَّضي في قصيدة له يذكُر فيها أيضًا أن تشيُّعه وانتسابه لأهل البيت مبعث لِلفخر، هذا وقد عُرِف الشريف الرضي بِعزَّة نفسه، فقال:
وكذا فقد احتوى شِعرهُم على توثيقٍ لأحداثٍ مُهمَّة في التَّاريخ الإسلامي وتذكيرٍ بها وقد اشتركت في هذه الأشعار والقصائد أجيال الشُعراء قاطبةً من مُختلف العُصُور الأدبيَّة، وتضمَّن ذلك المواقف والأحداث المحوريَّة مثل واقعة الطَّف والمقاتل ومواليد الأئمَّة ومواقفهم ويوم الغدير، ومن الأبيات التي أشادت بيوم الغدير ما كتبه الوزير العالِم الصَّاحب بن عبَّاد وهو من أعيان الدَّولة البويهيَّة:
وقد ترك التشيُّع أثره على الأشعار بِشتَّى فُنُونه وأغراضه إذ لم يقتصر على شعر المديح والرِّثاء فقط، بل تعدَّاه إلى فضاء أوسع تضمَّن الاستشهاد بِالمواقف التاريخيَّة وإعمالها في موضع الحِكمة أو التَّذكير أو الاستنهاض. ومن الأخبار التي بلغتنا من الأديب المُتقدِّم الصَّاحب بن عبَّاد قوله: «بُدِئَ الشِّعرُ بِمَلِك، وَخُتِمَ بِمَلِك، وَيَعْنِي امْرأ القَيْس وَأبَا فِرَاس». ولمَّا كان أبو فراس الحمداني من الشيعة إذن يكون خاتمة شُعراء العرب شيعيًا.

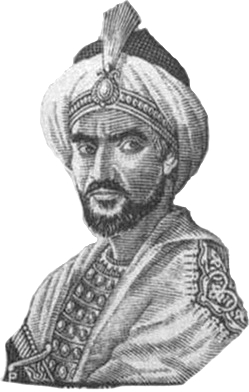
صورة تخيُليَّة للأمير أبي فراس الحمداني من أغزر الشُعراء وأشجع الأمراء في زمانه، وكان شيعيًا.

وقد اجتمعت الصفات والأغراض الحكميَّة المذكورة أعلاه فيما نظمه الشَّاعر الأمير أبو فراس الحمداني في قصيدته الشَّهيرة «أَرَاكَ عَصِيَّ الدَّمْعِ» وتعد هذه القصيدة من أشهر ما أنشده أبو فراس. وقد نقل فيها كشف عمرو بن العاص لِعورته كي يَّسلم من سيف عليٍّ يوم صِفِّين، ويريد الشَّاعر بِذلك القول أن لا خير في دفع الموت إن كان ثمنه الذِّلة، فيما يلي محل الشَّاهد وأجزاء من القصيدة:

### الشعر الفارسي
أثَّر التشيُع في إحياء الحضارة الإيرانيَّة الجديدة وثقافتها فأضحى ركنًا من أركانها إذ كان للموروث الشيعي أثرٌ بليغ على الشُعراء والأدباء من الذين قاموا بِإحياء وتجديد اللُغة الفارسيَّة، ومنهم «أبو قاسم الفردوسي» صاحب ملحمة «الشاهنامه» الشَّهيرة وهي أطول قصيدة في العالم ومن أعظم الآثار الأدبية الفارسيَّة والعالمية إذ أنقذت اللُغة الفارسيَّة من الاندثار ومجَّدت العقيدة الشيعيَّة.

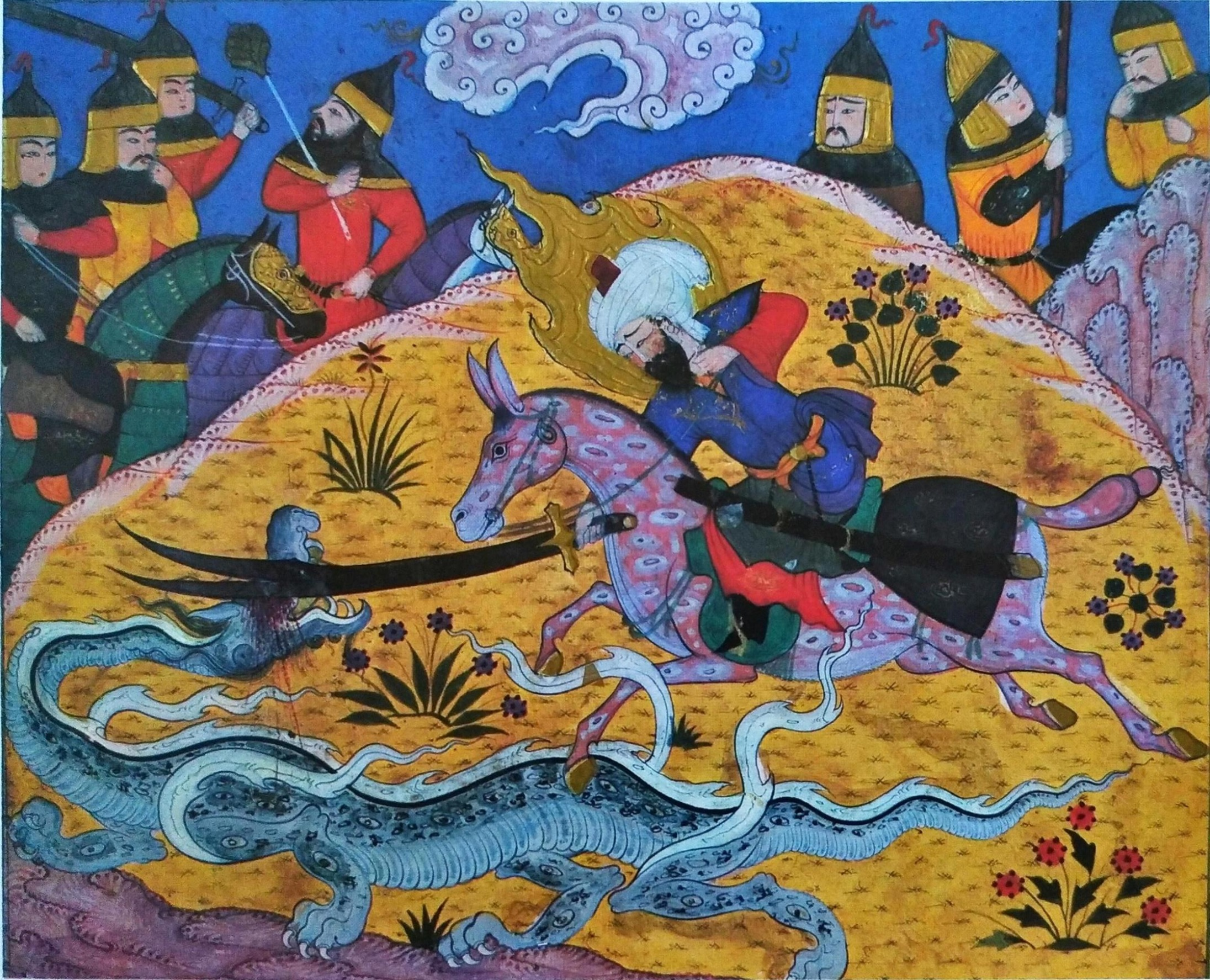
منمنمة فارسيَّة من كتاب خاوران‌ نامه تُصوِّر عليًا بن أبي طالب وهو يقتُل التِّنين بِاستعمال سيفه «ذو الفقار».

كتب الشُعراء الفُرس في حُب النَّبي وأهل بيته قصائد كثيرة فما انفكَّ شُعراؤهُم يذكُرون فضائل أهل البيت ومناقبهم وما جرى عليهم من مصائب الدَّهر، والتَّغنِّي بِالمقامات النورانيَّة لآل بيت النُبوَّة وأنَّهم ورثة العلم وموضع الأسرار، ومن الشُعراء الذين عبَّروا عن هذه الحقيقة هو ناصر خسرو الذي يُعدُّ من الشخصيَّات المُهمَّة في الأدبيَّات الفارسيَّة، الذي قال في ديوانه:
وتعريبه: «خَلفَ هَذَا السِّتَار، لا يَجدُ الطَّريقَ إلا مَنِ اسْتَرشَدَ بِالقَائِد، الطَّرِيقُ إلى الخَالق مَن يعرِفُه؟ النَّبيُ، النَّبيُ أَودَعَ ذَلكَ السِّرَّ لَدَى حَيدَر». الأبيات السابقة لا تُظهر مكانة التشيُع من النَّاحية الموضوعيَّة وحسب بل تتجلَّى فيها الملامح الأسلوبيَّة لأقوال الأئمة الاثني عشر فقد تأثر العديد من الشُعراء والأدباء سواء من العرب أو العجم بفصاحة الأئمة وكان نهج البلاغة الذي احتوى على خطب الإمام علي بن أبي طالب  من أعمق الكُتُب تأثيرًا. وقد بُعثَت المفاهيم الأخلاقيَّة والحكمية التي استقوها من أهل البيت في صورة أبيات شعرية، قال الفيض الكاشاني:
وترجمته: «لا تَرَى عَيبَكَ الوَاضِحَ بِعَينَيكَ، وَتَرَى العَيبَ الخَفيَّ في غَيركَ، تَتَحَدَّثُ عَن عُيُوبِ النَّاسِ في كُلِّ مَكَانٍ بَينَمَا لا تَرَى عَيبَ الشَّرَه والبُخلِ في نَفسِكَ». وفي تلك الأبيات يظهر جليًا التأثُر بأحاديث الإمام علي الذي قال: «طُوبَى لِمَنْ شَغَلَهُ عَيْبُهُ عَنْ عُيُوْبِ النَّاسِ.» وكذلك أكثر شعراؤهم الكتابة في المسالك الربانيَّة والتَّوحيد وتمجيد الله الواحد الأحد، وفي هذا المعنى يقول نفس الشاعر:
وتعريبه: «كَلِمَةُ لا إلَهَ إلَّا الله تَسكُنُ القَلَبَ والرُّوحَ، كَلِمَةُ لَا إلَهَ إلَّا الله نَتيجَةُ مَآلِ العَالَمَينِ (الدنيا والآخرة)، إنَّ لِسَانَ حَال وَمَقَام كُلِّ العَالَم يَقُول لا إلَهَ إلَّا الله سِرًّا وَعَلَانِيةً.» ومن أغراضهم كانت غرض الرثاء بحق أهل البيت  وقد احتل هذا الغرض مكانة بارزة في السَّاحة الأدبيَّة الفارسيَّة.

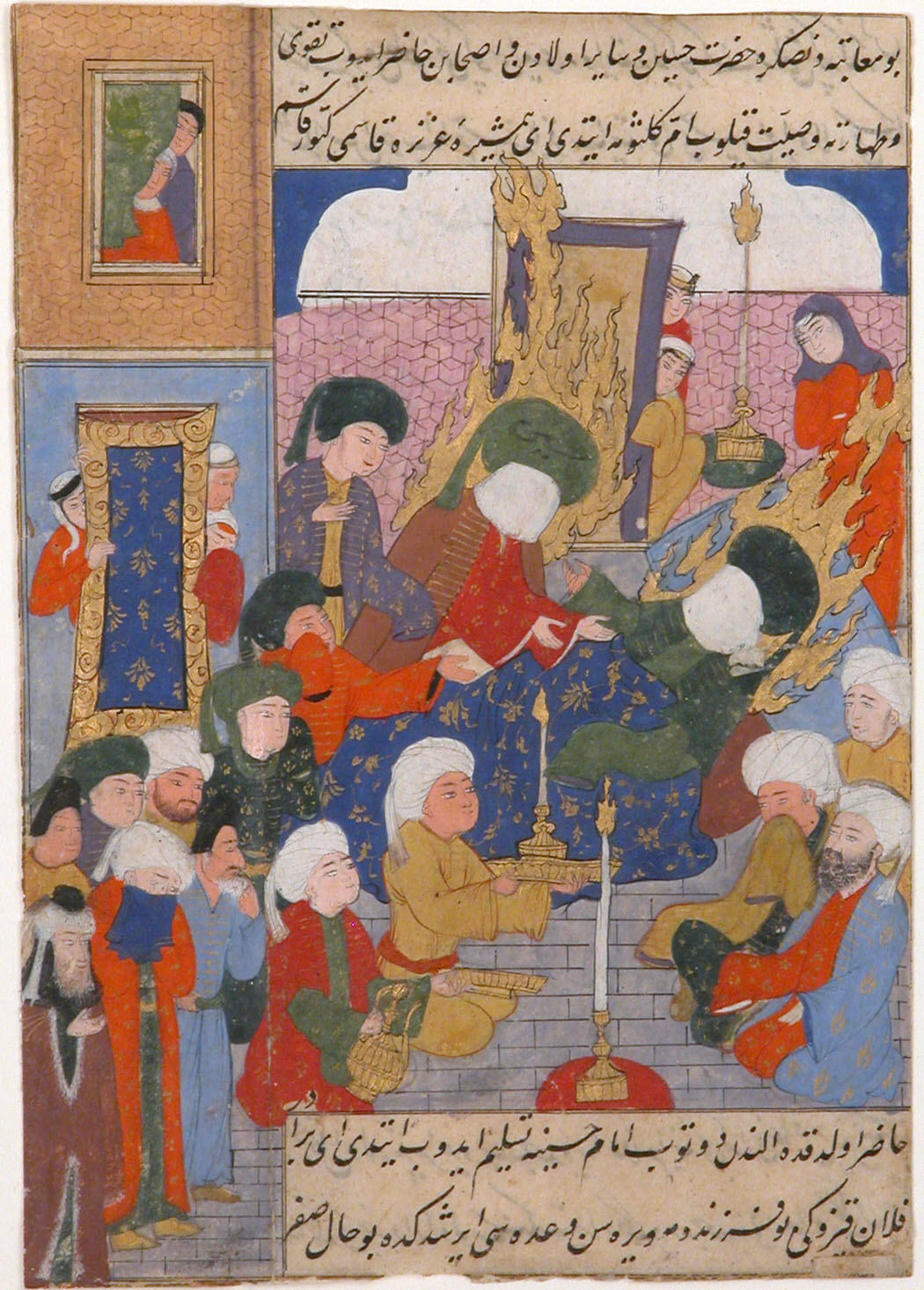
صفحة من كتاب «حديقة السعداء» للشاعر فضولي البغدادي، تصوّر الإمام الحُسين إلى جانب أخيه الإمام الحسن المُجتبى وهو على فراش الموت.

ويُذكر أن الشاعر والخطاط وصال الشيرازي لمَّا أصيب بالعمى التَّام رأى في منامه النبي محمدًا والسيدة فاطمة الزهراء، فقالت له: «إذا كتبت قصيدة عزاء فابدأ بولدي الحسن فإنه مظلوم - غريب جدًا.»، فنظم قصيدة قال في مطلعها:
وتعريبه: «طَلَبَ طَستًا ثُمَّ غَابَ عَنِ الوَعِي، لِيُحَوِّل الطَّستَ إلى حَدِيقَة الزَّنبَق مِن دِمَاءِ كَبِدِه، لَقَد أَفرَغ نَفسَهُ مِن الآلَامِ التي تَجَرَّعَهَا خِلَالَ سَنَواتٍ مِن عُمره الشَّرِيف». وما إن بلغ الشَّاعر الجُزء الثَّاني من قصيدته فإذا بِعينيه تتفتَّح من جديد. وكذا فقد احتلَّ رثاء الأئمة مقامًا رفيعًا في الأدبيَّات الفارسيَّة الشيعيَّة.

### الشعر التركي
يُعدُّ الشُّعراء والأُدباء الشيعة العلويون والبكتاشيون الآباء المُؤسسين للأدب التُركي؛ فَكان الأدب الشيعي العلوي والبكتاشي تيارًا ثقافيًا ورُوحيًا مُتجذرًا في بنية الثقافة التُركيَّة، تجلَّى فيه بُعدٌ روحي عميقٌ وانتماءٌ وجداني لأهل البيت ونزعةٌ احتجاجيَّةٌ على المركزيَّة السياسيَّة والدينيَّة في الحُكُومات الأناضوليَّة. ومن هذا المزج الثقافي انبثق تيارٌ شعري فريد صاغ الثقافة التُركيَّة المعروفة في عالم اليوم. كان للأدبيَّات العلويَّة البكتاشيَّة وظيفة مُزدوجة: فَهي ظاهرة إنشادٍ رُوحي يستحضر مقامات الأولياء ومآثر أهل بيت النُبوة وفي جوهره خطاب رمزي يُعبر عن هويَّة مُغايرة تُقاوم التَّهميش، وتُؤسس لِذاكرة مُجتمعيَّة تستمدُّ قيمها من تعاليم النبي وأهل بيته. تميَّز هذا الشعر ببنية عميقة في المضمون، حيث حضرت فسه مفاهيم كَـ«الإنسان الكامل» و«السر الإلهي» و«طريق علي». ومن أبرز الشُّعراء الشيعة في التَّاريخ التُركي هو يونس إمره الذي يُعتبر من رُوَّاد اللُّغة التُركيَّة الحديثة ومُؤسِّسيها، يصف حُبه للنَّبي وآله:

Ali ile Hasan, Hüseyin anda Suyadı gönüllerde, muhabbet canda
Yarınmahşer gününde, ulu divanda Ya Muhammed canım arzular seni

وتعريبُهُ: «مَعَ عَلِيٍّ والحَسَن والحُسَين هُنَاك، حُبُّهُ فِي القُلُوب وَودُّهُ فِي الأَفلَاك، فِي غَد المَحشَر فِي المَجلِس الشَّامِخ البَاقِي يَا مُحَمَّدُ رُوحِي تَهفُو لِرُؤيَاك» وتُعبَّر الأبيات سالفة الذكر عن الأثر الرُوحي البالغ الذي رسَّخه التشيُع في نُفُوس الأتراك؛ فقد ظهرت على يديهم مُؤلَّفات عدَّة في إحياء أمر أهل البيت، ومن أهم تلكُمُ المُؤلَّفات هو كتاب «حديقة السعداء» (بالتُركيَّة: Hadikatü's-Süada) الذي يُعدُّ من أعمق ما كُتب في تخليد مأساة كربلاء كما أنَّه من أعظم الكُتُب الأدبيَّة المكتوبة بالتُركيَّة.

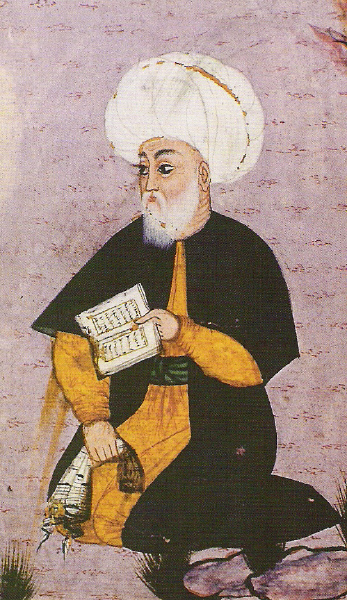
رسمة للشاعر مُحمَّد بن سُليمان الشهير بلقب «فضولي البغدادي» صاحب كتاب «حديقة السعداء».

وقد لمع من شُعراء الشيعة التُركمان الشَّاعر مُحمَّد بن سُليمان المُلقَّب «فضولي البغدادي» وهو رائد المدرسة الكلاسيكيَّة للأدب التُركي ومن أعلام المديح النبوي والرثاء الحُسيني. اشتهر بكونه شاعر المشرق لأنَّه كتب أشعاره بالتُركيَّة والعربيَّة والفارسيَّة والأذريَّة وقد لُقب بِـ«الشاعر الأعظم» و«رئيس الشعراء» و«سلطان الشعراء» وُلد في كربلاء وكان يُضيء القناديل في الروضة الحُسينيَّة مُبتعدًا عن ملاذ الدُنيا، ممَّا جعله مُتشبعًا بِروح التشيُع وظهر ذلكُمُ الأمر جليًا في أشعاره ومنها «قصيدة الماء» (بالتُر‌‌كيَّة: Su Kasidesi) التي يمدح فيها النبي  قائلًا:

Medhinde söylenir sözün her biri dürdür dürü
Söz anlamaz mülevvesin ağzında inciler ne gerek
Cümle elmastır cevâhir mest-i lem'y-i dîdedir
Lâl-i zîbâyın sözünde her biri dürdür dürü

وترجمتُه: «كُلُّ كَلِمَةٍ تُقالُ في مَدحِكَ هي لُؤلُؤَةٌ ثَمِينَةٌ، فَلا حاجَةَ لِلُؤلُؤٍ إِن خَرَجَ مِن فَمٍ مُلَوَّثٍ لا يَعرِفُ قَدْرَ الكَلامِ، كُلُّ الجَواهِرِ تُبهِرُ العُيُونَ بِبَريقِها، لَكِنَّ في كَلامِكَ - أَيُّهَا الجَمِيلُ - كُلُّ لَفْظٍ هو جَوهَرَةٌ فَرِيدَةٌ.»

## الاضطهاد

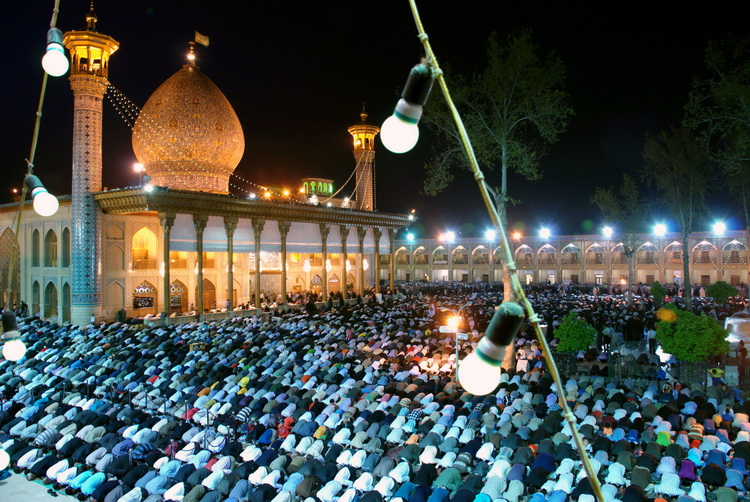
مرقد أحمد بن موسى الكاظم في شیراز بإيران.

اشتملت تاريخ العلاقات بين السنة والشيعة في كثير من الأحيان على العنف خاصة بسبب الصراع علي الحكم والسلطة، والتي يعود تاريخها منذ نشوء الطائفتين. وكان كثير من الحكام السنة ينظرون إلى الشيعة على أنهم تهديد سواءً لسلطتهم السياسية أو الدينية بسبب سعيهم لأن يكون الحاكم من نسل أهل البيت أو شيعي.

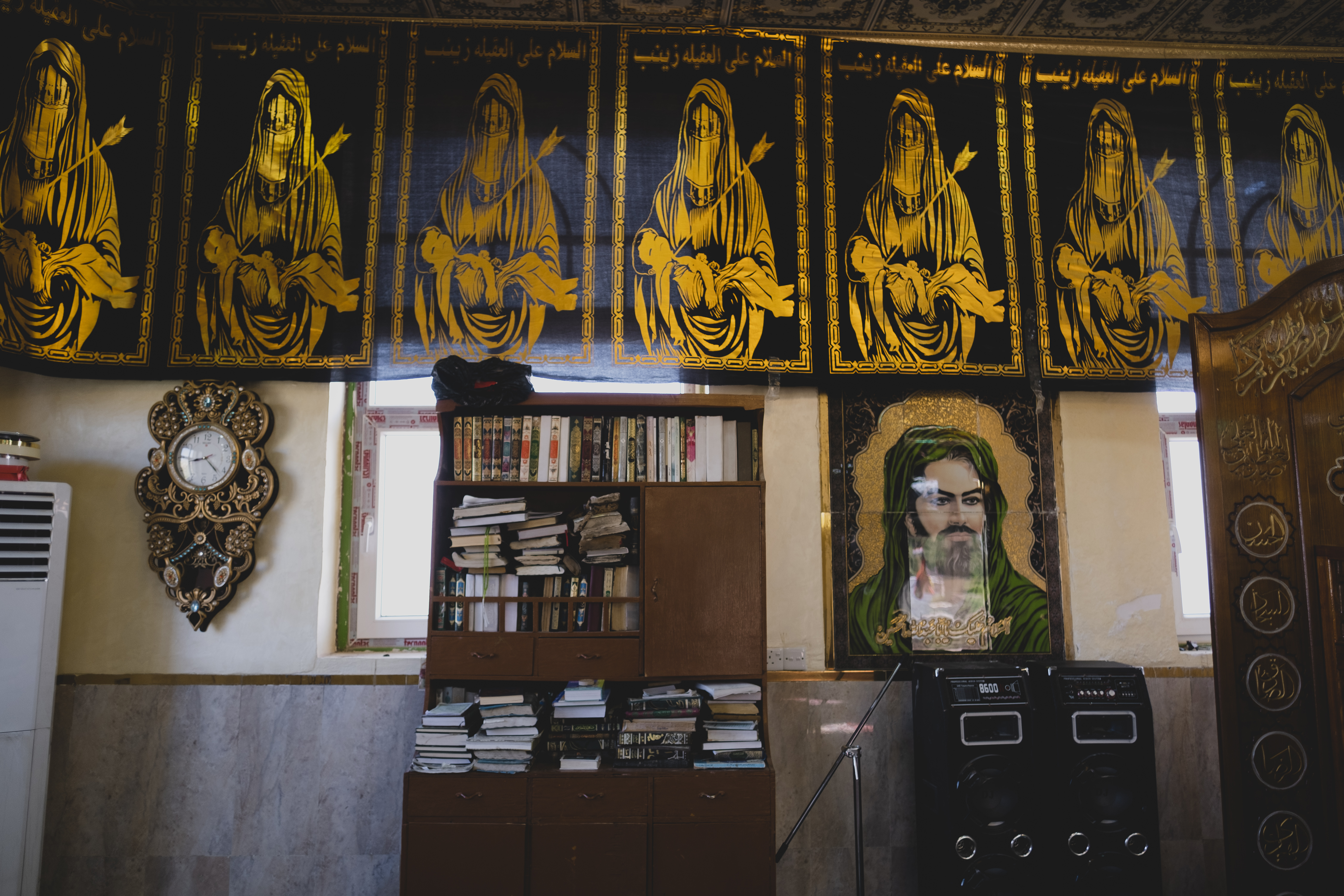
مناظر لمقام السيدة زينب الشيعي في نيسان 2019 في شنكال، أثناء إعادة بنائه بعد تدميره على يد تنظيم داعش.

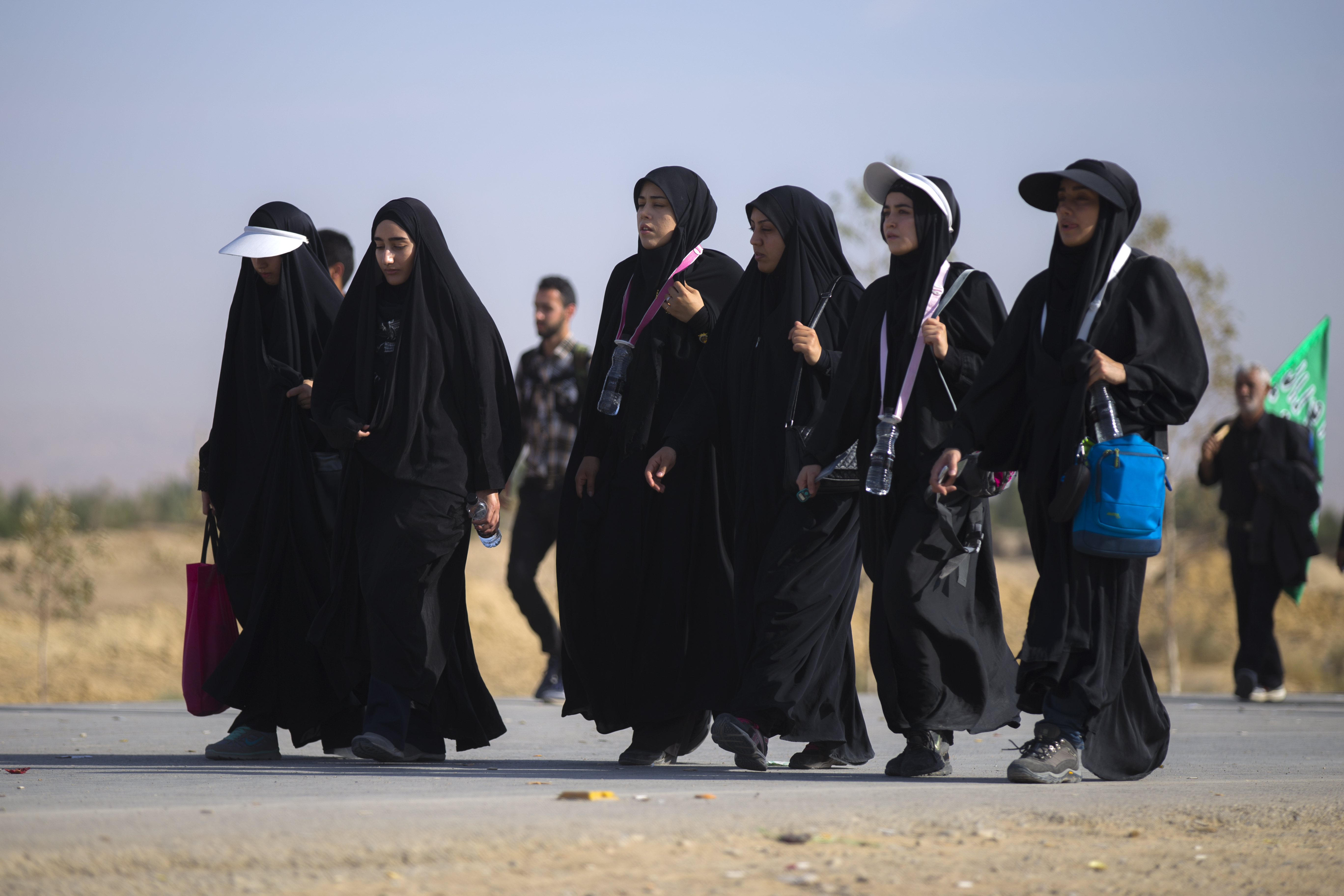
زيارة الأربعين.

سعى الحكام السنة تحت الحكم الأموي لتهميش الأقلية الشيعية بسبب تهديدهم السياسي علي حكمهم، وتلاهم العباسيين الذين سجنوا الشيعة واضطهدوهم وقتلوهم. وكثيرًا ما اُضطُهد الشيعة على مر التاريخ من المسلمين السنة والذي كان غالبًا ما اتسم بالأعمال الوحشية والإبادة الجماعية. تبلغ نسبة الشيعة حوالي 27-30% من المسلمين اليوم، ولا يزال الشيعة مهمشون في المجتمع حتى يومنا هذا في العديد من الدول العربية السنية يمنعون دون الحق في ممارسة شعائرهم الدينية وتنظيمها.

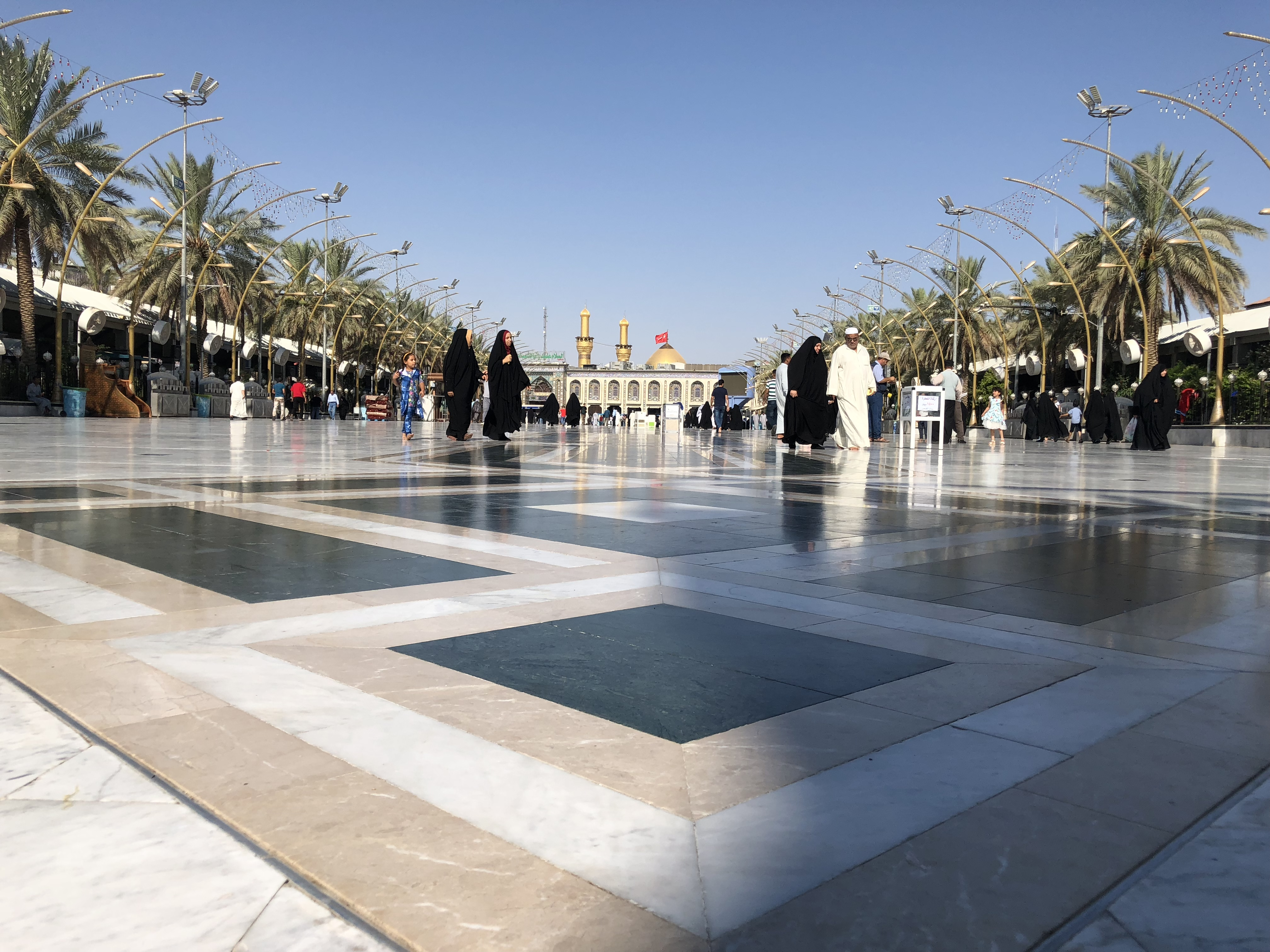
كربلاء.

في أزمنة مختلفة واجهت الجماعات الشيعية الاضطهاد. في عام 1514 السلطان العثماني سليم الأول أمر بمذبحة راح ضحيتها 40 ألف من الشيعة بالأناضول. ووفقا لجلال آل أحمد، "أعلن السلطان سليم الأول أن قتل واحدًا من الشيعة له أجر أخروي بقدر قتل 70 من المسيحيين"." في عام 1801 قامت الجيوش الوهابية التابعة لحكم آل سعود بالهجوم على كربلاء، وهي مدينة عراقية بها ضريح الحسين بن علي يتم فيها إحياء ذكرى وفاته.
في مارس 2011، أعلنت الحكومة الماليزية بأن الشيعة طائفة «منحرفة» ومنعتهم من نشر مذهبهم للمسلمين الآخرين.

## الشيعة في العصر الحاضر

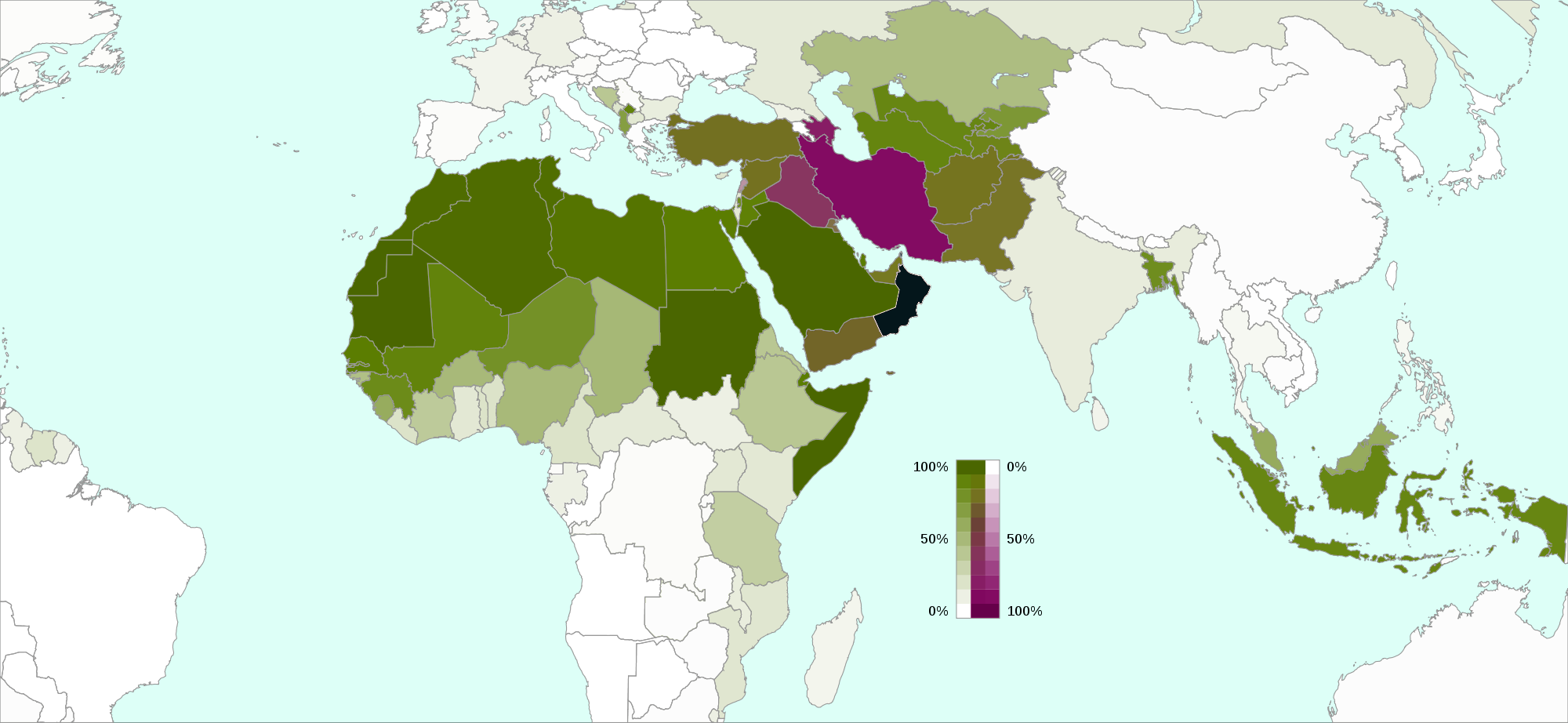
انتشار المسلمين الشيعة في العالم باللون الأحمر.

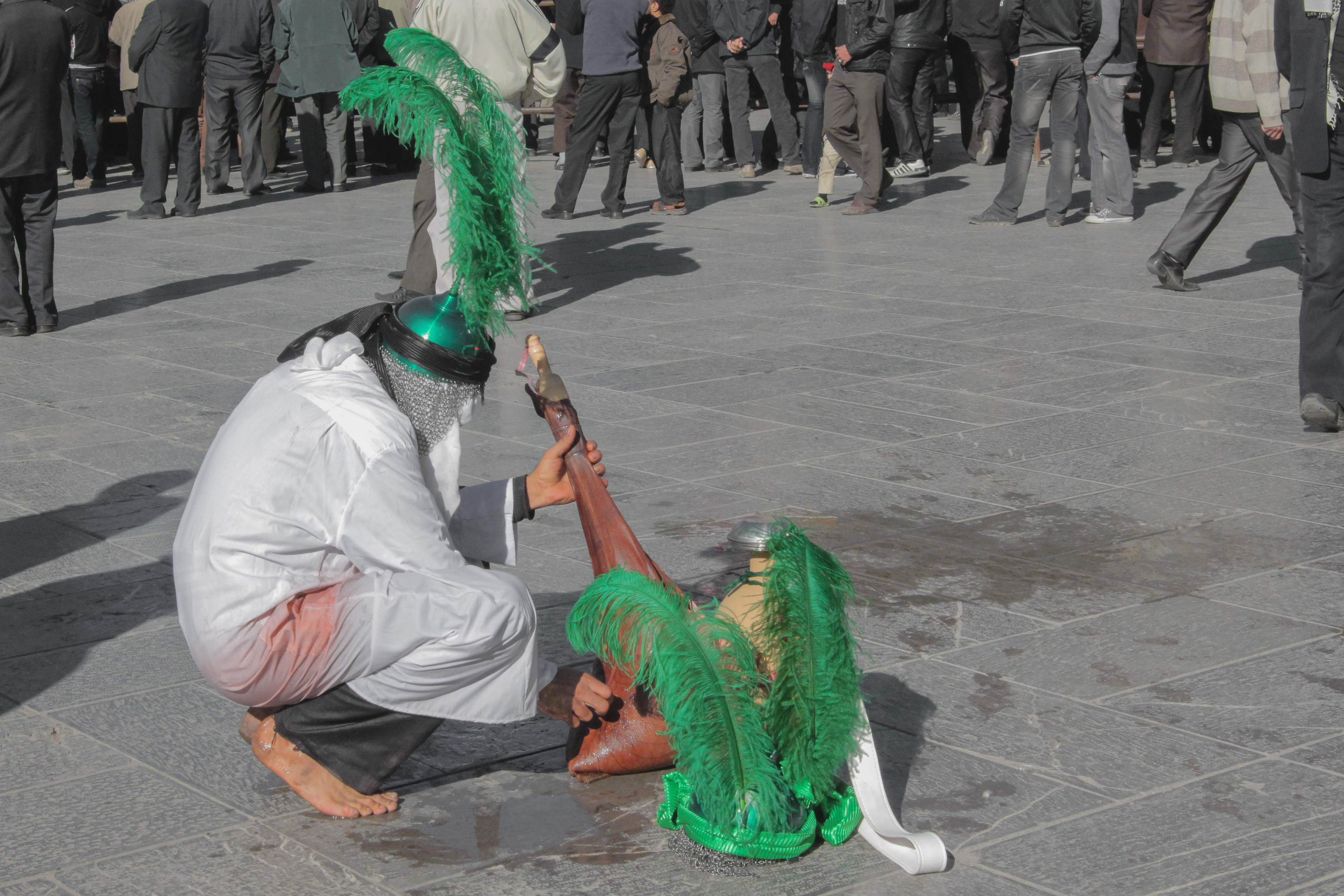
إحياء يوم تاسوعاء في قم، إيران.

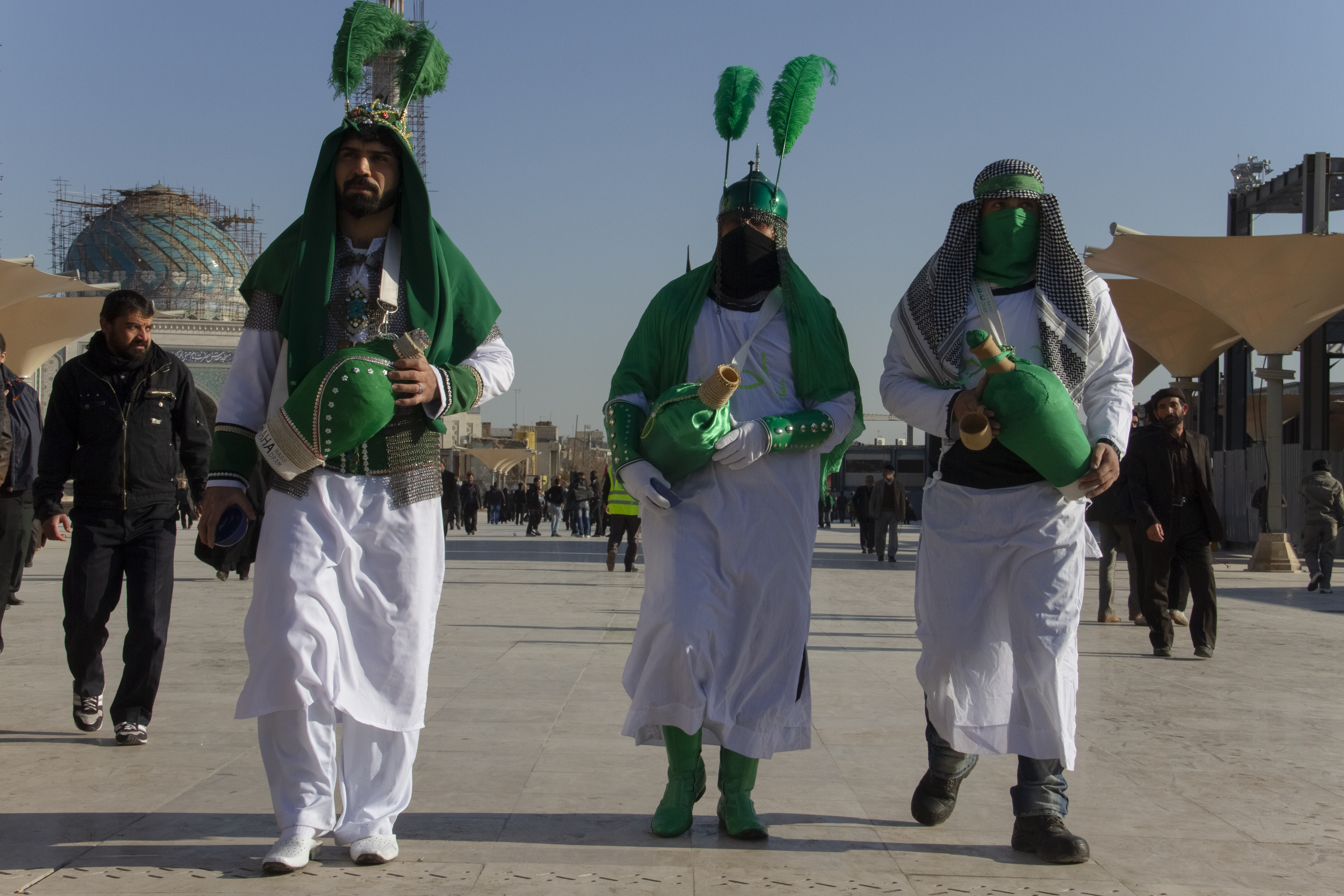
عاشوراء في قم، إيران

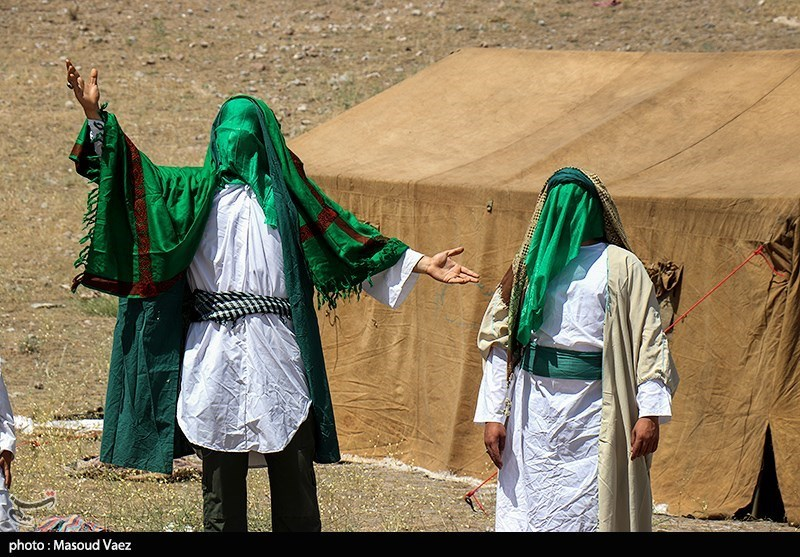
إحياء عيد الغدير في إيران.

تعتبر الاثنا عشرية هي الطائفة الأكبر، وتليها الإسماعيلية، ثم الزيدية بنسب صغيرة. ويتراوح عدد الشيعة في العالم ما بين 154 و200 مليون نسمة، بنسبة 10% إلى 13% من إجمالي عدد المسلمين في العالم. يعيش منهم ما بين 116 و147 في قارة آسيا بما يعادل ثلاثة أرباع عدد المسلمين الشيعة الكلي. ويعيش الربع الباقي في شمال أفريقيا، ويتراوح عددهم ما بين 36 و44 مليون نسمة. يتركز معظم الشيعة -حوالي 68%:80%- في أربعة دول هي إيران (66:70 مليون)، وباكستان والهند والعراق وبهم قرابة 90 مليون نسمة مجتمعين.
وهذه قائمة تبين انتشار الشيعة في الدول العالم:
| البلد                    | عدد الشيعة              | النسبة إلى عدد سكان البلد المسلمين | النسبة إلى عدد الشيعة العالمي |
| ------------------------ | ----------------------- | ---------------------------------- | ----------------------------- |
| إيران                    | 70,000,000 – 72,000,000 | 90-80                              | 37–40                         |
| باكستان                  | 19,000,000 – 28,000,000 | 10–15                              | 10–15                         |
| الهند                    | 16,000,000 – 24,000,000 | 10–15                              | 9–14                          |
| العراق                   | 32,000,000~             | 60–65                              | 11–12                         |
| اليمن                    | 8,000,000 – 10,000,000  | 35–40                              | 5                             |
| تركيا                    | 7,000,000 – 11,000,000  | 10–15                              | 4–6                           |
| أذربيجان                 | 5,000,000 – 7,000,000   | 65–75                              | 3–4                           |
| إندونيسيا                | 5,000,000 – 6,000,000   | 2.7                                | 3                             |
| أفغانستان                | 6,000,000~              | 19                                 | <2                            |
| سوريا                    | 3,000,000~              | 12                                 | <2                            |
| نيجيريا                  | <4,000,000              | <5                                 | <2                            |
| السعودية                 | 1,500000 –              | 10                                 | <1                            |
| لبنان                    | 1,000,000 – 1,600,000   | 45-55                              | <1                            |
| تنزانيا                  | <2,000,000              | <10                                | <1                            |
| عُمان                     | 700,000 – 900,000       | 5–10                               | <1                            |
| الكويت                   | 500,000 – 700,000       | 30–35                              | <1                            |
| مصر                      | 2,000,000 – 3,000,000   | 1>                                 | 1>                            |
| ألمانيا                  | 400,000 – 600,000       | 10–15                              | <1                            |
| البحرين                  | 375,000 – 400,000       | 70                                 | <1                            |
| طاجيكستان                | 400,000                 | 7                                  | <1                            |
| الإمارات العربية المتحدة | 300,000 – 400,000       | 10                                 | <1                            |
| الولايات المتحدة         | 200,000 – 400,000       | 10–15                              | <1                            |
| المملكة المتحدة          | 100,000 – 300,000       | 10–15                              | <1                            |
| بلغاريا                  | 100,000                 | 10–15                              | <1                            |
| قطر                      | 100,000                 | 10                                 | <1                            |
| هولندا                   | 108,700<                | 8–10                               | <1                            |

### الفقه الجعفري

تخطيط لاسم الإمام السَّادس جعفر بن مُحمَّد الصادق وهو مؤسِّس المدرسة الفقهيَّة الجعفريَّة وقد سُمِّيت بهذه التسمية تيمُنًا به.

أصل تسميه الفقه الجعفري يرجع إلى جعفر بن محمد الصادق (ع) سادس الائمة وذلك أن هذا الإمام تهيأت له الظروف المناسبة لنشر فكر الإسلام الحق بسبب معاصرته لضعف الدولة الأموية وبداية الدولة العباسية لذلك أسس مدرسة لنشر علوم أهل البيت عليهم السلام وهي علوم الإسلام من خلال تأسيس مدرسة علمية عرفت باسمه (مدرسة الإمام الصادق) تخرج منها أكثر من 4000 عالم مجتهد. ونحن نقول ان كل المذاهب الإسلامية الاربعة اخذت من هذه المدرسة، لانه وكما مشهور كان اولها مدرسه أبو حنيفة وهو كان طالبا في مدرسة الصادق عليه السلام والدليل قوله (أي أبي حنيفة): (لولا السنتان لهلك النعمان) والمعروف أن باقي المدارس الإسلامية أخذت من مدرسة أبو حنيفة.

#### زواج المتعة
يرى الشيعة الاثنا عشرية أن زواج المتعة حلال في القرآن:﴿وَالْمُحْصَنَاتُ مِنَ النِّسَاءِ إِلَّا مَا مَلَكَتْ أَيْمَانُكُمْ كِتَابَ اللَّهِ عَلَيْكُمْ وَأُحِلَّ لَكُمْ مَا وَرَاءَ ذَلِكُمْ أَنْ تَبْتَغُوا بِأَمْوَالِكُمْ مُحْصِنِينَ غَيْرَ مُسَافِحِينَ فَمَا اسْتَمْتَعْتُمْ بِهِ مِنْهُنَّ فَآتُوهُنَّ أُجُورَهُنَّ فَرِيضَةً وَلَا جُنَاحَ عَلَيْكُمْ فِيمَا تَرَاضَيْتُمْ بِهِ مِنْ بَعْدِ الْفَرِيضَةِ إِنَّ اللَّهَ كَانَ عَلِيمًا حَكِيمًا ۝٢٤﴾ [النساء:24] وأن الذي نهي عنه هو عمر بن الخطاب وليس الرسول. بينما يُحرم الشيعة الزيدية والإسماعيلية زواج المتعة ويرون أن الآية منسوخة بحديث النبي.

## التقويم الديني

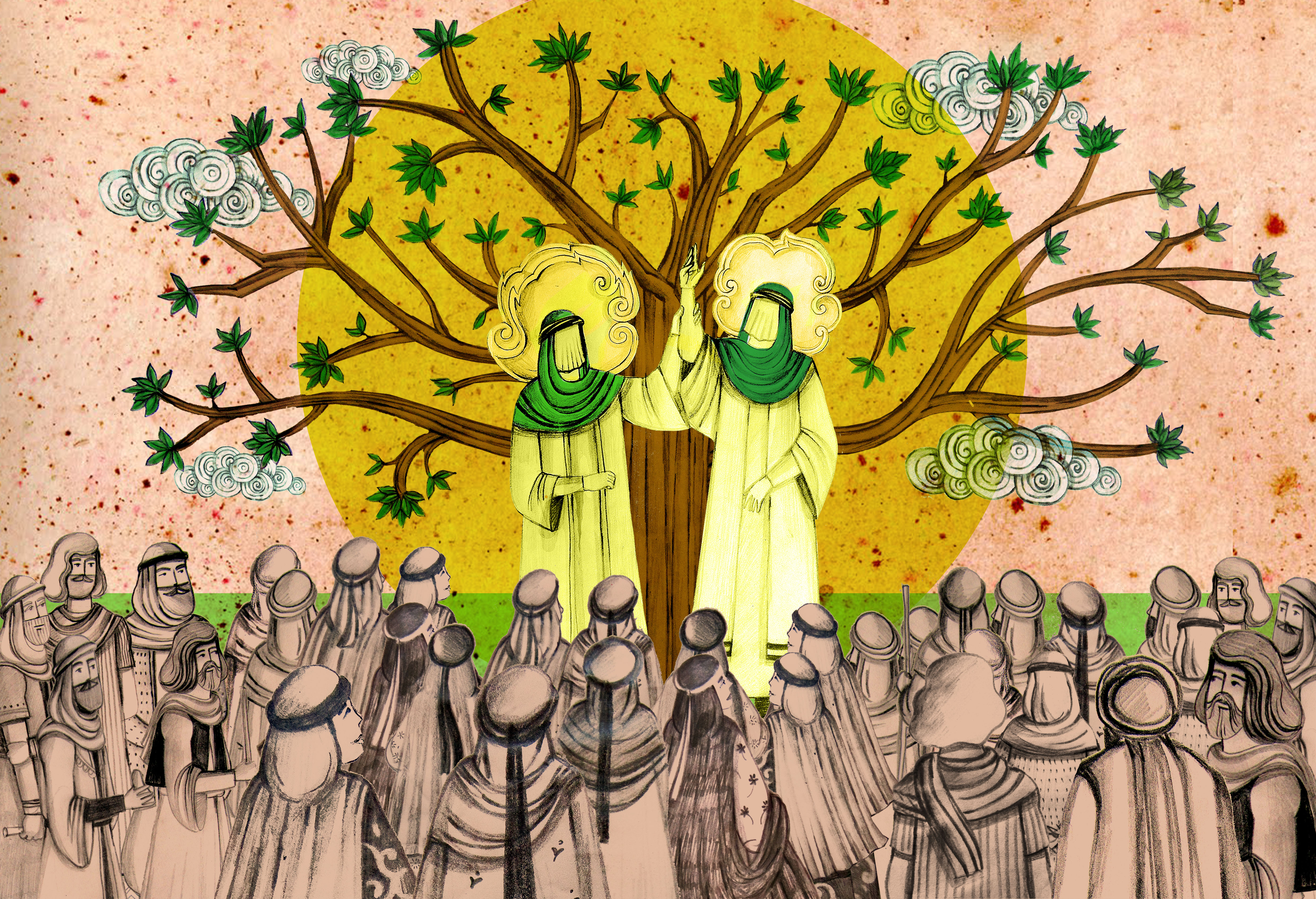
غدير خم حيث تم تولي علي بن أبي طالب إماما للمسلمين بحسب الرؤية الشيعية.

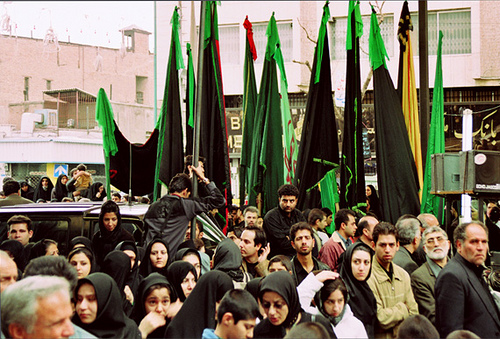
عاشوراء في إيران.

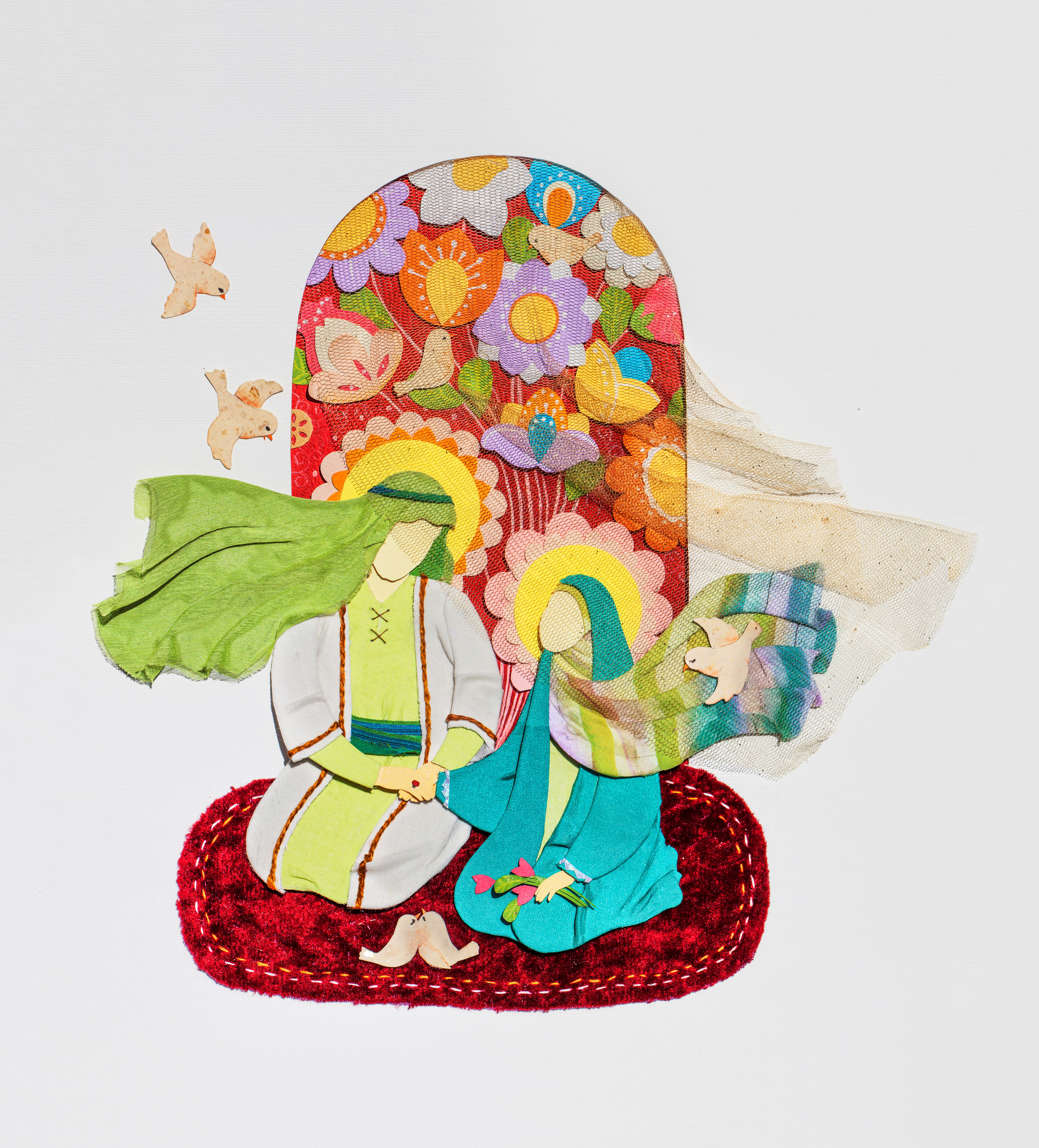
يحتفل الشيعة في 1 ذي الحجة بزواج علي بن أبي طالب وفاطمة الزهراء.

- يحتفل الشيعة في 1 ذي الحجة بزواج علي بن أبي طالب وفاطمة الزهراء.عيد الفطر، نهاية الصوم الذي يقع خلال شهر رمضان ويقع في أول يوم من شوال.
- عيد الأضحى، نهاية الحج[ ؟ ] إلى مكة، وتبدأ في اليوم العاشر من ذو الحجة.
- عيد الغدير وهو يوم بيعة غدير خم في الثامن عشر من ذي الحجة وهو اليوم الذي أوصى فيه الرسول محمد إلى الإمام علي بخلافته بعد موته حسب الاعتقاد الشيعي.
- عاشوراء وهي مناسبة تذكر استشهاد الإمام الحسين بن علي وصحبه في معركة الطف حيث أنه أهم المناسبات الحزينة عند الشيعة ويقع في اليوم العاشر من محرم[ ؟ ].
- الأربعين يقع في 20 صفر[ ؟ ]، 40 يوم بعد عاشوراء وهو اليوم الذي عاد فيه من الناجين من معركة الطف من أطفال ونساء يصحبهم وعلى رأسهم الإمام السجاد وزينب بنت علي إلى كربلاء حيث وقعت معركة الطف.
- المولد النبوي، مولد محمد بن عبد الله وتحتفل الجماعة الصوفية يوم 12 ربيع الأول ما عدى المملكة العربية السعودية، ويحتفل به الشيعة يوم 17 ربيع الأول، الذي يقع مع تاريخ ولادة الإمام السادس، جعفر الصادق. ويعتبر من 12 ربيع الأول إلى 17 ربيع الأول أسبوع الوحدة الإسلامية.
- نصف شعبان هو تاريخ ولادة الإمام الحجة بن الحسن. يحتفل به الشيعة الاثني عشرية يوم 15 شعبان. العديد من الشيعة يصومون هذا اليوم لإظهار الشكر لله.
- 1 ذو الحجة زواج علي بن أبي طالب وفاطمة الزهراء بنت محمد.[306]

## الأماكن المقدسة

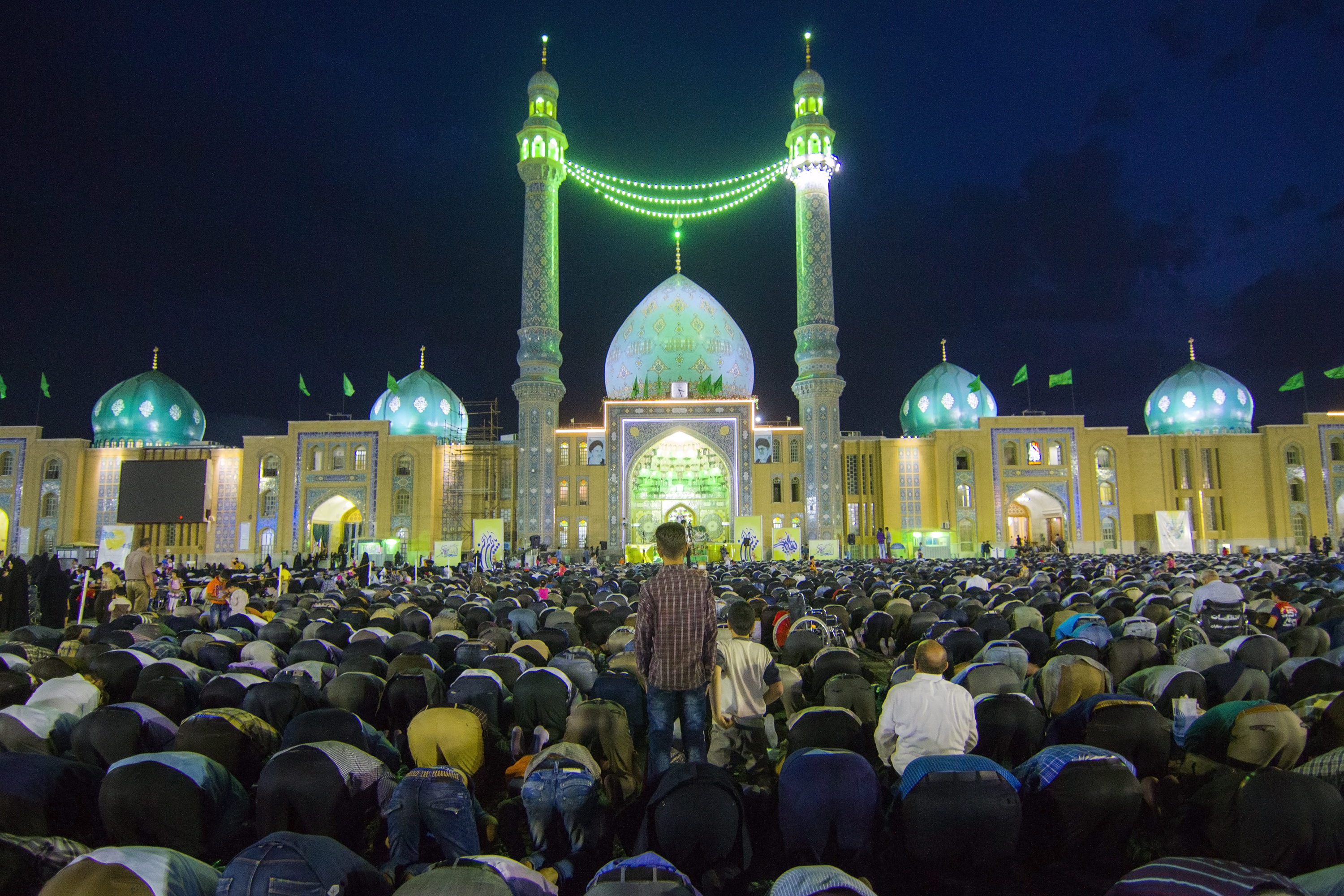
مسجد جمكران في قم، إيران، هو موقع حج شهير للمسلمين الشيعة. يقول الاعتقاد المحلي أن الإمام الشيعي الثاني عشر – المهدي الموعود بحسب الاثني عشرية – ظهر ذات مرة وصلى في جمكران.

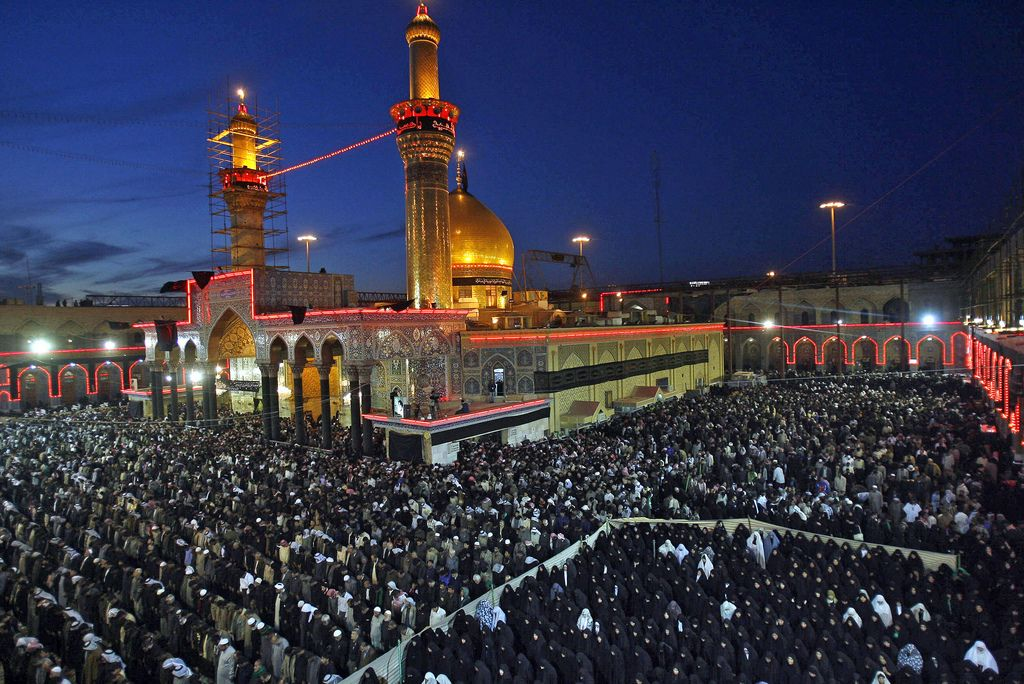
مسلمو الشيعة مجتمعون في الصلاة في مرقد الامام الحسين في كربلاء، العراق.

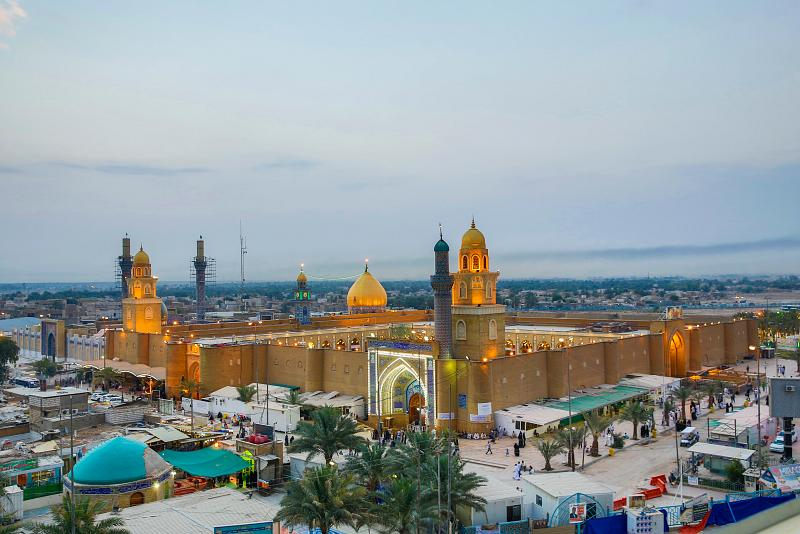
مسجد الكوفة الكبير، موقع اغتيال علي عبر الخارجي عبدالرحمن بن ملجم (661 م).

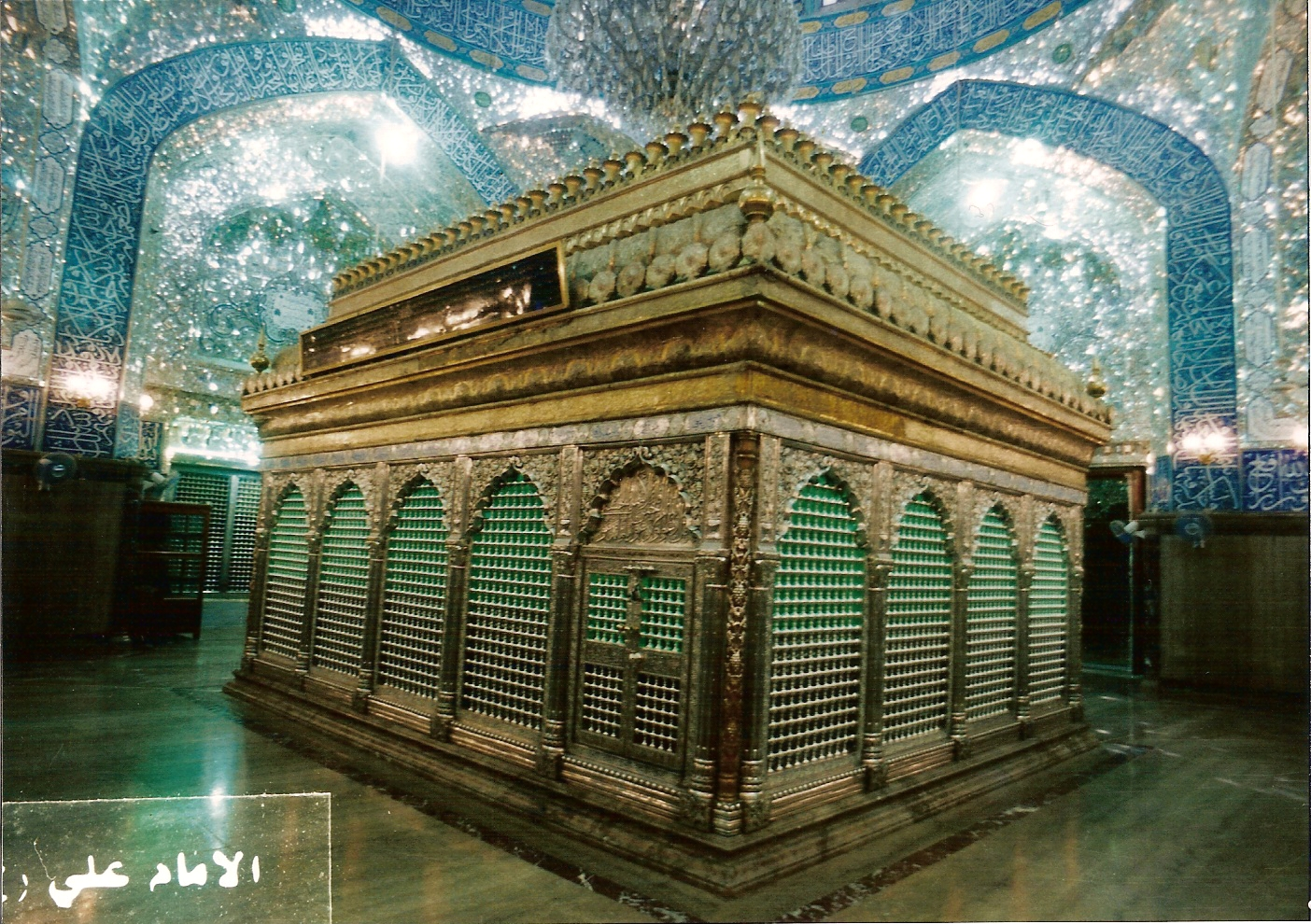
ضريح على وقبر علي، في مرقد الإمام علي، النجف (العراق الحالي).

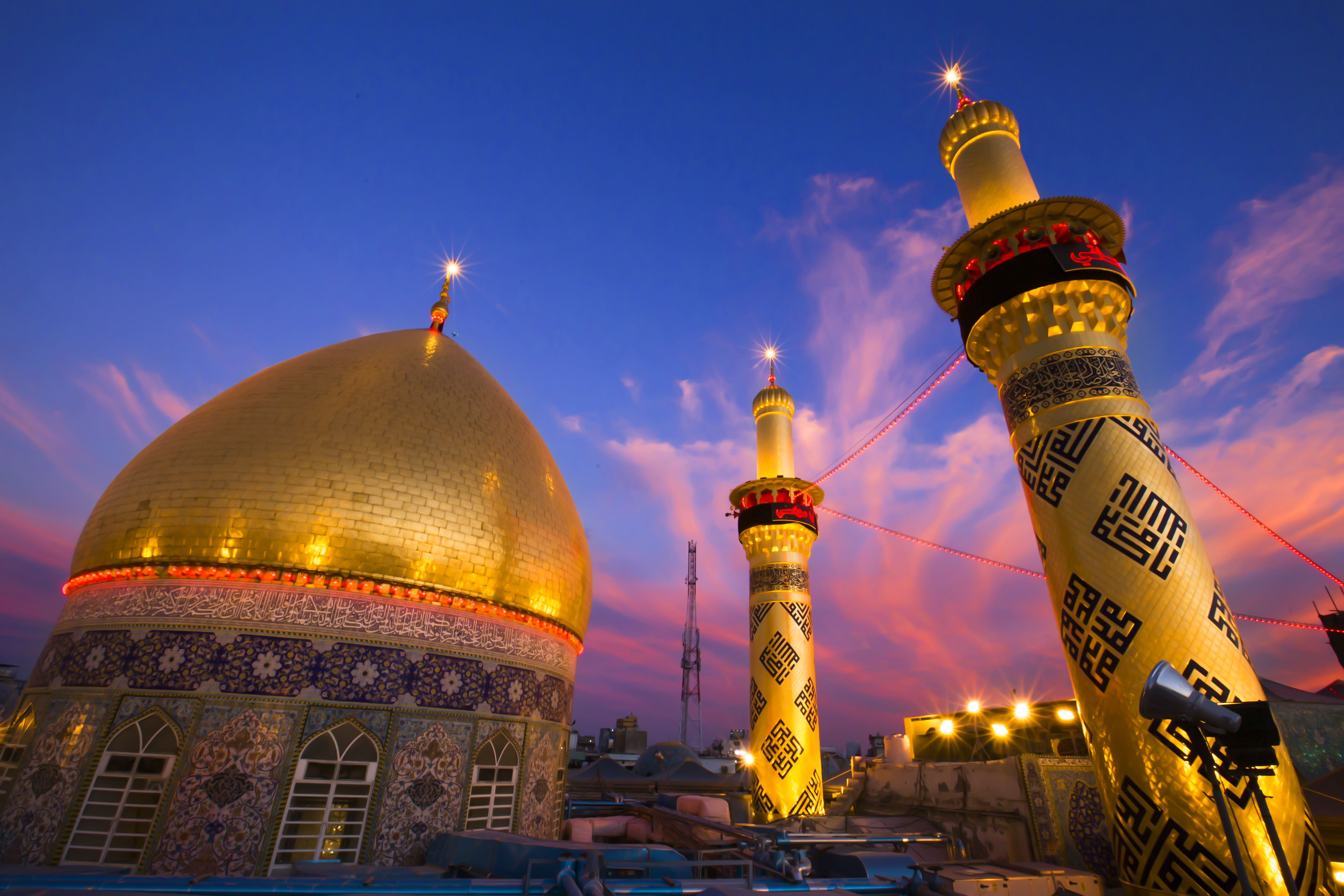
مرقد أبي الفضل العباس في العراق.

لدى الشيعة مدن ومزارات مقدسة تضم أضرحة أئمتهم وإن اتفقوا مع المذهب السني في مدن مثل مكة والمدينة المنورة والقدس وما فيهم من أماكن مقدسة كالكعبة والمسجد النبوي والمسجد الأقصى، لكنهم ينفردون بأماكن يقدسونها كأضرحة ومراقد أئمتهم ومعصوميهم وبعض المساجد المهمَّة مثل:
- المدينة المنورة (البقيع): حيث ومرقد الإمام الحسن المجتبى ومرقد الإمام علي بن الحسين ومرقد الإمام محمد الباقر ومرقد الإمام جعفر الصادق وقد مُنع الزوَّار من الاقتراب إلى هؤلاء لما يخالف مذهب أهل السنة والجماعة وهو المصدر الأول للتشريع والحكم في المملكة العربية السعودية.
- كربلاء: ويسمونها كربلاء وبها قبر الحسين بن علي ومرقد معروف باسم الروضة الحسينية، وقبر العباس بن علي بن ابي طالب وهو نفسه مرقد أبي الفضل العباس.
- النجف: المسمَّى بالنجف الأشرف وبه مقام الإمام علي بن أبي طالب أول الائمة وبجواره وادي السلام ويعتقد ان بجانبه آدم ونوح حسب بعض الزيارات المعتبرة عندهم.[307]
- قم: مرقد السيدة فاطمة المعصومة، ومسجد جمكران.
- مشهد[ ؟ ]: وبها مرقد الامام علي بن موسى الرضا
- الكاظمية: وفيها مرقد الإمام موسى بن جعفر الملقب بالكاظم ومرقد الامام محمد الجواد.
- سامراء: وفيها مرقد الإمامين الملقبان بالعسكريين وهما الإمام علي الهادي وابنه الإمام الحسن العسكري.
- دمشق: كما يعتقد الشيعة عمومًا بمقام السيدة زينب أخت الإمام الحسين بنت علي بن أبي طالب وهي ابنته من فاطمة بنت النبي محمد ومقامها موجود في دمشق منطقة السيدة.
- القاهرة: كما يعتقد بعض الشيعة[308] أن رأس الإمام الحسين الذي قتل في كربلاء مدفون هناك حيث نقله الأمويون مع السبايا من النساء والأطفال من أرض كربلاء حيث وقعت المعركة المعروفة باسم واقعة الطف إلى قصر يزيد بن معاوية بن أبي سفيان.

## تأثيرهم
أثر الفكر الشيعي علي العديد من الديانات الأخرى، حيث خرجت الديانة البابية من رحم الشيعة الإخباريين الذين قالوا بتحريف القرآن؛ مما فتح المجال لإدعاء النبوة فأدعى الباب علي محمد الشيرازي والذي كان من خلفية شيرازية إخبارية النبوة وأنه الباب للإمام الثاني عشر الغائب محمد بن الحسن المهدي،  ثم أدعي أحد أتباع الباب والذي يُدعي بهاء الله بأنه نبي وأنه أحد مظاهر الألوهية وأوحى الله إليه الكتاب الأقدس فتأسست الديانة البهائية.

## مساهمات
ساهم الشيعة بشكل كبير في التقدم البشري والعالم الإسلامي إذ ظهرت مساهماتهم الواسعة في مجالات عديدة تاريخيًا وفي العصر الحديث بما في ذلك الفلسفة وعلم الكلام والمنطق والأدب شعرًا ونثرًا والطب والهندسة والفنون وعلم النحو وعلم الفلك والرياضيات والجغرافيا وحركة التأريخ والسياسة.

## نظرة المذاهب الأخرى للشيعة

### الأئمة الأربعة
- الأحناف: يرى الإمام أبو حنيفة كفر كل من أنكر خلافة أبي بكر وعمر بن الخطاب كما نقل عنه ابن حجر الهيتمي. وتبعه بعض الأحناف بالتصريح بكفر الشيعة بسبب سبهم للصحابة.[342]
- المالكية: يرى الإمام مالك بن أنس كفر من يشتم الصحابة حيث قال:[343] «الذي يشتم أصحاب النبي صلى الله عليه وسلم ليس له نصيب في الإسلام.» وقال أيضا:[344] «أهل الأهواء كلهم كفار وأسوأهم الشيعة الرافضة.» واستدل الإمام مالك بقوله تعالى: ﴿يعجب الزراع ليغيظ بهم الكفار﴾ على القول بكفر من سب الصحابة عندما سأله هارون الرشيد عن حكمهم وأردف قائلا: فمن عابهم فهو كافر ولا نصيب لكافر في الفيء. كما نقل عنه أنه قال في الشيعة: «إنما هؤلاء قوم أرادوا القدح في النبي صلى الله عليه وسلم فلم يمكنهم ذلك فقدحوا في أصحابه حتى يقال: رجل سوء ولو كان رجلا صالحا لكان أصحابه صالحين.» وتبعه عدد من أئمة المالكية منهم: القاضي أبو بكر ابن العربي وابن عبد ربه.
- الحنابلة: يرى الإمام أحمد بن حنبل كفر من تبرأ من الصحابة ومن سب أم المؤمنين عائشة بنت أبي بكر كما نقله عنه ابن عبد القوي.
- الشافعية: قال الإمام الشافعي: «لم أر أحدا أشد بالزور من الرافضة.»[345]

### رأي الأئمة السابقين
- ابن تيمية:«وأما من جاوز ذلك إلى أن زعم أنهم ارتدوا بعد رسول الله صلى الله عليه وسلم إلا نفرا قليلا لا يبلغون بضعة عشر نفسا أو أنهم فسقوا عامتهم فهذا لا ريب أيضا في كفره فإنه مكذب لما نصه القرآن في غير موضع: من الرضى عنهم والثناء عليهم بل من يشك في كفر مثل هذا فإن كفره متعين فإن مضمون هذه المقالة أن نقلة الكتاب والسنة كفار أو فساق وأن هذه الأمة التي هي: {كُنْتُمْ خَيْرَ أُمَّةٍ أُخْرِجَتْ لِلنَّاسِ} وخيرها هو القرن الأول كان عامتهم كفارا أو فساقا ومضمونها أن هذه الأمة شر الأمم وأن سابقي هذه الأمة هم شرارها وكفر هذا مما يعلم بالاضطرار من دين الإسلام ولهذا تجد عامة من ظهر عنه شيء من هذه الأقوال فإنه يتبين أنه زنديق وعامة الزنادقة إنما يستترون بمذهبهم».[346]
- الحافظ ابن كثير:[347]«وقد ذهب طائفة من العلماء إلى تكفير من سب الصحابة، وهي رواية عن مالك بن أنس.»
- الإمام البخاري: قال الإمام البخاري في كتابه خلق أفعال العباد:[348] «مَا أُبَالِي صَلَّيْتُ خَلْفَ الْجَهْمِيِّ الرَّافِضِيِّ أَمْ صَلَّيْتُ خَلْفَ الْيَهُودِ وَالنَّصَارَى، وَلَا يُسَلَّمُ عَلَيْهِمْ، وَلَا يُعَادُونَ، وَلَا يُنَاكَحُونَ، وَلَا يَشْهَدُونَ، وَلَا تُؤْكَلُ ذَبَائِحُهُمْ»
- أبو بكر ابن العربي:[349] «إن أهل الإفك رموا عائشة المطهرة بالفاحشة، فبرأها الله، فكل من سبها بما برأها الله منه فهو مكذب لله ومن كذب الله فهو كافر.»
- ابن حزم: قال معقبا على رأي الإمام مالك في الشيعة:[350] «قول مالك هاهنا صحيح وهي ردة تامة وتكذيب لله تعالى في قطعه ببراءتها.»
- الإمام الأوزاعي:[351] «من شتم أبا بكر الصديق رضي الله عنه فقد ارتد عن دينه وأباح دمه».
- الإمام القرطبي:[352] «كفر الصحابة الإمامية - قبحهم الله- وهؤلاء لا شك في كفرهم وكفر من تبعهم على مقالتهم.»
- الإمام السمعاني:[353] «واجتمعت الأمة على تكفير الإمامية لأنهم يعتقدون تضليل الصحابة وينكرون إجماعهم وينسبونهم إلى ما لا يليق بهم.»
- أحمد بن يونس:[354] «لو أن يهوديا ذبح شاة وذبح رافضي لأكلت ذبيحة اليهودي ولم آكل ذبيحة الرافضي لأنه مرتد عن الإسلام.»
- الإمام أبو زرعة: «إذا رأيت الرجل ينتقص أحداً من أصحاب رسول الله صلى الله عليه وسلم فاعلم أنه زنديق، وذلك أن الرسول صلى الله عليه وسلم عندنا حق، والقرآن حق، وإنما أدى إلينا هذا القرآن والسنة أصحاب رسول الله صلى الله عليه وسلم وإنما يريدون أن يجرحوا شهودنا ليبطلوا الكتاب والسنة، والجرح بهم أولى، وهم زنادقة»
- بشر بن الحارث:[355] «من شتم أصحاب رسول الله صلى الله عليه وسلم فهو كافر وإن صام وصلى وزعم أنه من المسلمين.»

### رأي الأئمة المعاصرين
- الإمام الشوكاني:[356] «وبهذا يتبين، أن كل رافضي خبيث، يصير كافراً بتكفيره لصحابي واحد، فكيف بمن كفر كل الصحابة، واستثنى أفراداً يسيرة، تَغطِيةً لما هو فيه، من الضلال.»
- محمود شكري الألوسي:[357]«وقد زعم الروافض أن جميع الصحابة –رضي الله تعالى عنهم – إلا من استثني قد ظلموا–... ولعمري إن كفرهم أشهر من كفر إبليس.»
- عبد الله بن جبرين: قال عندما سئل عن حكم أكل ذبائح الشيعة:[358] «لا يحل ذبح الرافضي ولا أكل ذبيحته، فإن الرافضة غالباً مشركون حيث يدعون علي بن أبي طالب دائماً في الشدة والرخاء حتى في عرفات والطواف والسعي، ويدعون أبناءه وأئمتهم كما سمعنا مراراً، وهذا شرك أكبر وردة عن الإسلام يستحقون القتل عليها.»
- عبد العزيز بن باز:[359] «الشيعة فرق كثيرة وكل فرقة لديها أنواع من البدع وأخطرها فرقة الرافضة الخمينية الاثني عشرية لكثرة الدعاة إليها، ولما فيها من الشرك الأكبر كالاستغاثة بأهل البيت واعتقاد أنهم يعلمون الغيب ولا سيما الأئمة الاثني عشر ـ حسب زعمهم ـ ولكونهم يُكَفّرون ويسُبُّون غالب الصحابة كأبي بكر وعمر - رضي الله عنهما.»
- محمود شلتوت: يرى الشيخ شلتوت فيما عرف بفتوى شلتوت جواز التعبّد بالمذهب الشيعي الجعفري باعتباره مذهباً إسلامياً كالمذاهب السنية الأربعة (الحنفية والمالكية والشافعية والحنبلية).
- حسن البنا: «أعلموا ان أهل السنة والشيعة وعلى التقاء مسلمون تجمعهم كلمة لا إله إلا الله وأن محمدا رسول الله وهذا أصل العقيدة والسنة والشيعة فيه سواء.»[360]
- الشيخ أحمد الطيب: «لا يوجد خلاف بين السني والشيعي يخرجه من الإسلام إنّما هي عملية استغلال السياسة لهذه الخلافات كما حدث بين المذاهب الفقهية (الأربعة)، كل الفروق بيننا وبينهم هي مسألة الإمامة.»[361]
- رسالة عمان: وشارك فيها ما يقارب 200 عالما من بينهم: يوسف القرضاوي وعلي جمعة وأحمد كفتارو وعبد الله بن بيه ومحمد سيد طنطاوي وغيرهم ونصت:«إنّ كل من يتّبع أحد المذاهب الأربعة من أهل السنّة والجماعة (الحنفي، والمالكي، والشافعي، والحنبلي) والمذهب الجعفري، والمذهب الزيدي، والمذهب الإباضي، والمذهب الظاهري، فهو مسلم، ولا يجوز تكفيره. ويحرم دمه وعرضه وماله.»[362]

## وصلات خارجية
- شبكة الشيعة العالمية
- مركز الأبحاث العقائدية
- شبكة رافد
- عقائد الشيعة الإمامية